# Église Notre-Dame-de-la-Nativité de Lavilletertre
Pour les articles homonymes, voir Église Notre-Dame-de-la-Nativité.
L'église Notre-Dame-de-la-Nativité est une église catholique paroissiale située à Lavilletertre, dans l'Oise, en France. Elle a été édifiée sous plusieurs campagnes rapprochées entre 1135 / 1140 et 1170 environ, et n'a jamais subi de remaniements modifiant son apparence ou sa structure depuis son achèvement. Elle peut donc s'enorgueillir d'une rare unité stylistique, et ses dimensions sont considérables par rapport à la modestie du village. C'est un édifice de plan basilical avec une nef de cinq travées flanquée de bas-côtés, un transept largement débordant et un chœur rectangulaire à chevet plat. La nef et les bas-côtés ont été bâtis en premier lieu, et reflètent le style roman à son apogée. Leur façade occidentale comporte le plus grand portail roman du Vexin français. Même sur les élévations latérales, la décoration est particulièrement aboutie, et prévoit, pour chaque fenêtre, une archivolte moulurée accompagnée d'une frise retombant sur des colonnettes à chapiteaux. À l'intérieur, l'architecture gothique s'annonce déjà par l'application systématique de l'arc brisé sur les grandes arcades et les voûtes, ainsi qu'à travers la composition rigoureuse des piliers fasciculés. La sculpture des chapiteaux, d'une qualité remarquable, reste en revanche résolument romane. Assez exceptionnelle est la subdivision de la première travée en deux niveaux, avec un narthex en bas et une tribune en haut. Cette disposition date d'origine. La nef basilicale de Lavilletertre est surtout l'une des rares nefs dans le nord de l'Île-de-France et le Beauvaisis qui a d'emblée été conçue pour être voûtées d'ogives, avant même le début du XIIe siècle, et possède le plus important ensemble de voûtes romanes dans le département après l'église Saint-Étienne de Beauvais. Le transept et le chœur, un peu plus tardifs, sont plus austères, et déjà nettement gothiques, bien que les fenêtres restent en plein cintre. Moins remarquables à l'intérieur que la nef et les bas-côtés, ils sont néanmoins d'un caractère élancé, et s'inscrivent parfaitement dans le projet de départ. Le clocher en bâtière central de 31 m de hauteur se rattache à la même campagne, et est d'une facture élégante. Pour tous ces caractéristiques qui lui confèrent une place particulière dans l'histoire de l'architecture, l'églises Notre-Dame est classé monument historique assez tôt par la liste de 1862. Elle est aujourd'hui affiliée à la paroisse Saint-François-d'Assise du Vexin avec siège à Chaumont-en-Vexin, qui a suspendu la célébration des messes dominicales en 2018.

## Localisation
L'église se situe en France, en région Hauts-de-France et dans le département de l'Oise, près de la limite avec le Val-d'Oise, dans le Vexin français, sur la commune de Lavilletertre, au centre du village, Grande-Rue Jean-Dessein. Elle est entièrement dégagée d'autres bâtiments, et bien visible de tous les côtés. L'élévation méridionale est alignée sur la rue. La façade occidentale donne sur une grande place publique, et fait face à la grille de l'ancien couvent des frères de Saint-Jean-de-Dieu, qui est bâti un peu en retrait. Au nord et à l'est, l'église est enclavée dans l'ancien cimetière, qui a conservé son mur de clôture, et est devenu jardin public. À gauche de la façade de l'église, la rue du Roy quitte la place en direction de l'est en longeant le mur du cimetière. La ruelle du Puits, engazonnée et réservée aux piétons, contourne l'ancien cimetière par l'est, et permet de regagner la Grande-Rue.

## Historique

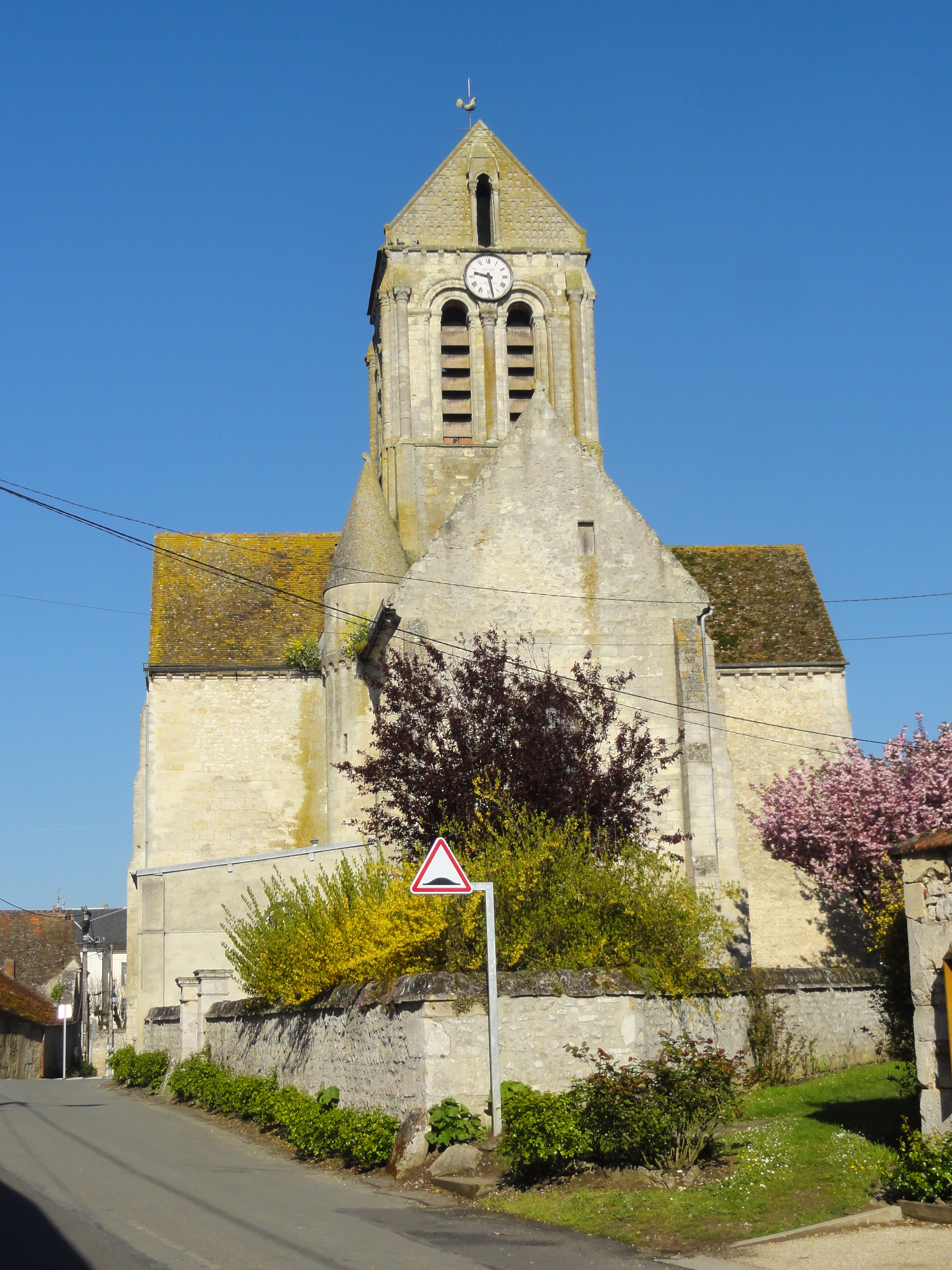
Vue depuis l'est.

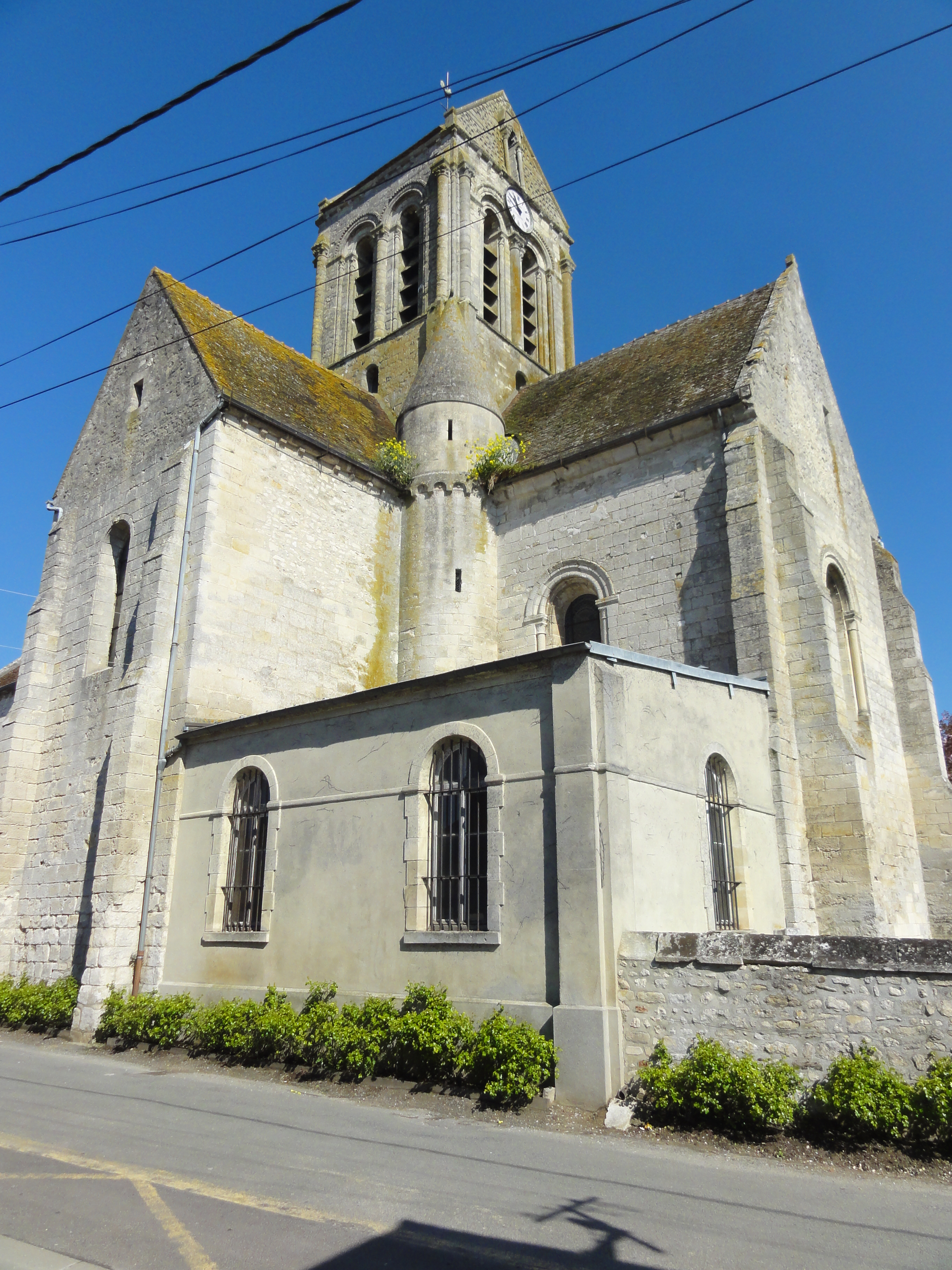
Vue depuis le sud-est.

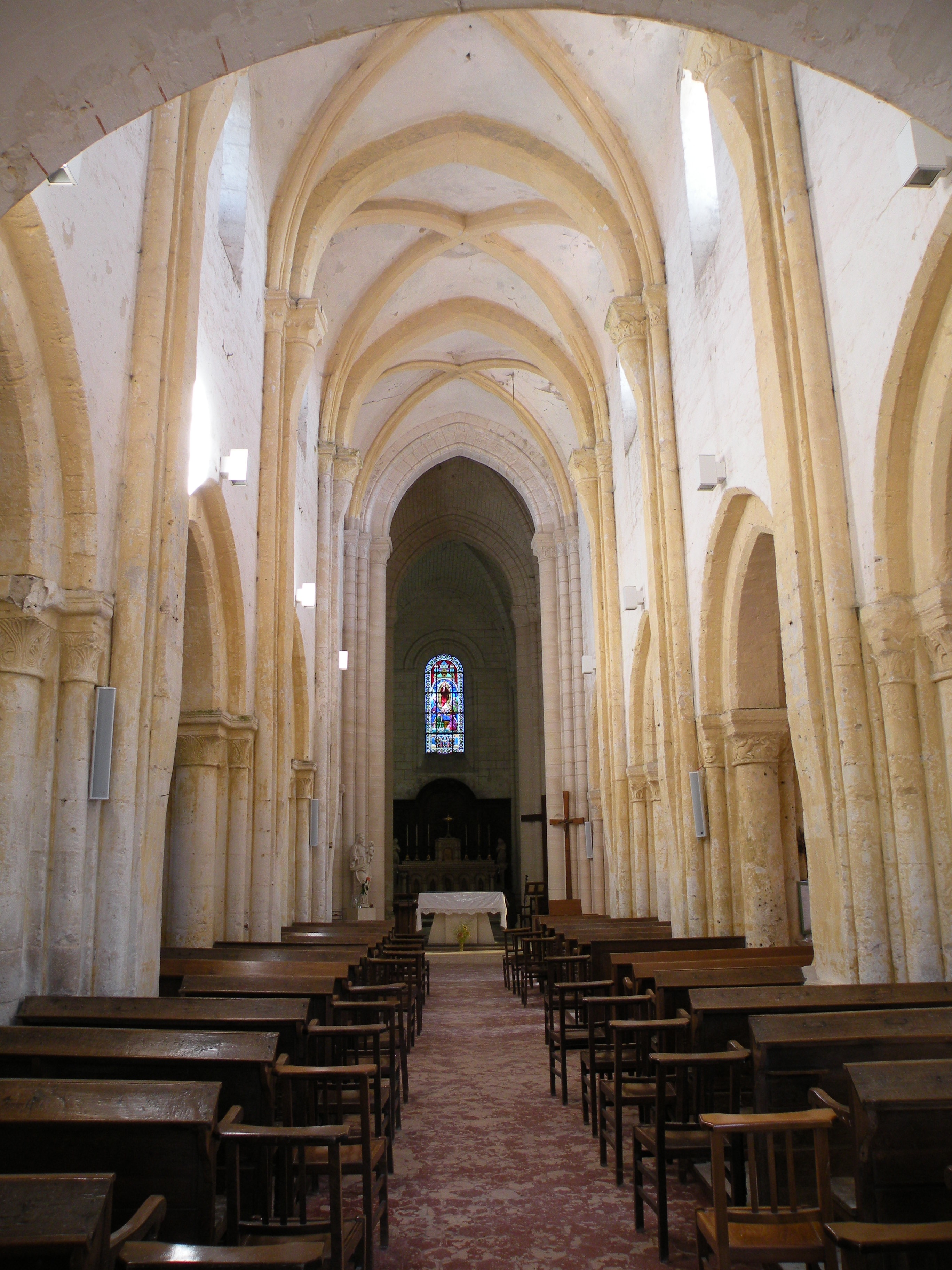
Nef, vue vers le chœur.

La date de fondation de la paroisse n'est pas connue, et l'on ignore les circonstances de la construction de l'église. Elle est dédiée à Notre-Dame sous le vocable particulière de la Nativité de Marie. Sous tout l'Ancien Régime, Lavilletertre dépend de l'archidiocèse de Rouen, de l'archidiaconé du Vexin français avec siège à Pontoise, et du doyenné de Chaumont. Le collateur de la cure est l'archevêque de Rouen et non une abbaye, un prieuré ou un chapitre, comme c'est très souvent le cas. La grosse dîme appartient au curé. L'histoire de la paroisse n'a pas encore fait l'objet de publications, mais l'église a retenu assez tôt l'intérêt des archéologues, et est assez bien étudiée. Contrairement à la plupart des églises de la région, elle n'a jamais fait l'objet de remaniements modifiant son apparence ou sa structure, et la question du plan primitif et de l'ordre de construction des différentes parties ne se pose donc pas. La construction s'est faite successivement en commençant par le portail occidental, et non par le chevet comme le veut la tradition. Il devrait s'agir du remplacement successif d'un édifice plus ancien, dont le sanctuaire fut conservé en attendant l'achèvement totale de la nouvelle nef. La datation peut être établie grâce à l'analyse stylistique et la comparaison avec les églises contemporaines de la région, mais elle ne saura être précise, car très peu d'églises du XIIe siècle y sont datées par des documents d'archives ou des inscriptions. En examinant l'église de près, l'on se rend compte qu'elle n'a pas été construite d'un seul jet par une même équipe d'ouvriers et d'artisans. D'après Louis Régnier, la nef semble issue de deux phases de construction successives, et le transept et le chœur ne sont pas de la même facture que la nef. Manifestement, l'église de Lavilletertre est antérieure à la cathédrale de Senlis, à l'abbatiale de Saint-Germer-de-Fly et à la collégiale Saint-Évremond de Creil, qui a été démolie au début du XXe siècle. La décoration extérieure des fenêtres des bas-côtés est analogue avec l'église de Chars, ce qui donne à penser que la même équipe d'artisans y soit intervenue. Pour le portail occidental, Louis Régnier propose la date limite de 1140, et pour le chevet, l'année 1170 environ. Le clocher en bâtière central pourrait être légèrement plus tardif. Cette datation n'est pas controversée, et a été adoptée par les autres auteurs,,.
Sous l'invasion anglaise en 1418 ou 1419, l'église aurait été profanée et utilisée comme grenier à fourrages, mais aucun indice particulier ne confirme cette tradition orale. Les mutilations inexpliquées subies par certains chapiteaux des piliers méridionaux sont plutôt imputables à un violent incendie vers la même époque, laissant ses traces sur les murs et les piliers. C'est sans doute ce même incendie qui obligea les habitants de faire reconstruire les voûtes de la nef à partir de la deuxième travée, ainsi que la seconde, la troisième et la quatrième voûte du bas-côté nord. La réfection des dernières voûtes est postérieure au milieu du XVIe siècle. Dans tous les cas, les supports d'origine restent inchangés, et pour certaines voûtes (troisième et cinquième travée de la nef), les claveaux des ogives d'origine sont réemployés. Sinon, l'église a connu seulement trois changements. Le premier est l'arasement des colonnes des arcs-doubleaux de la nef en dessous des chapiteaux. Cette opération nuisible à l'esthétique de l'espace intérieur est motivée par la volonté de gagner de la place et d'améliorer la visibilité du sanctuaire. En effet, la largeur de la nef entre deux fûts de colonne n'est primitivement que de 3,68 m, et peut ainsi être portée à 4,65 m. Le second changement est le bouchage des deux niches d'autel dans les murs orientaux des croisillons. Mesurant 200 cm de largeur pour 70 cm de profondeur, elles ne faisaient pas saillie à l'extérieur. La dernière modification est la réfection du portail latéral au milieu du bas-côté sud, à l'époque moderne, sans aucun style. Enfin, une grande sacristie a été placée dans l'angle entre le croisillon sud et le chœur.
L'édifice est classé monument historique par liste de 1862, soit seulement vingt-deux ans après le classement des 934 premiers bâtiments en France. En effet, « elle appartient à la famille des églises tôt voûtées sur croisées d'ogives, dont elle constitue l'exemple le plus complet et le plus homogène ». Après la suppression des boiseries dommageables pour la conservation des éléments sculptés, des restaurations maladroites sont d'abord entreprises. Les deux croisillons sont ravalés à l'intérieur, et perdent tout caractère. Dans le croisillon nord, les chapiteaux et les bases des colonnettes d'origine sont remplacés par des chapiteaux et bases prétendument dans le style du XIIIe siècle. Les faisceaux de colonnettes à l'est du chœur sont traités de la même manière. Ensuite, l'architecte en chef des monuments historiques Alphonse Simil prend la direction des travaux de restauration. Il remplace les bases des colonnettes abîmées le long des piliers de la nef et à l'ouest du chœur, mais il respecte en général les vieux chapiteaux mutilés et les laisse en place. Or, dans un cas, il fait enlever un chapiteau historié très remarquable représentant deux colombes buvant dans un même vase, pour le faire remplacer par une copie. Mais par manque d'argent, cette copie n'est jamais réalisée, et l'original se perd. L'église possède toutefois encore un chapiteau du même type. Une profonde entaille dans la colonnette au nord de l'arcade faisant communiquer le bas-côté sud avec le croisillon sud rappelle longtemps le chapiteau perdu. Ultérieurement, un chapiteau non sculpté y est placé. Le long des murs des bas-côtés, les dégâts laissés par les boiseries ne sont réparés que tardivement. Les chapiteaux des bas-côtés et des grandes arcades restent, en partie, empâtés par une épaisse couche de badigeons, qui ne permet plus de distinguer les détails de la sculpture. Nonobstant, l'état de conservation de la nef et des bas-côtés est globalement remarquable, et ces parties restent d'une grande authenticité.

## Description

### Aperçu général

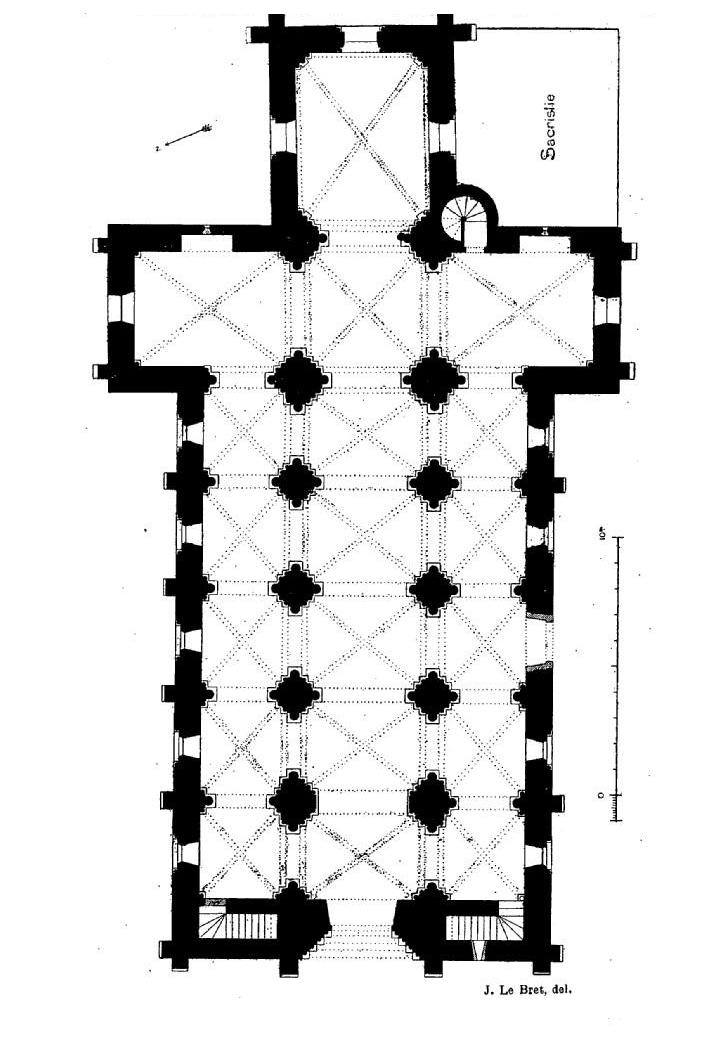
Plan de l'église.

À peu près régulièrement orientée, avec une légère déviation de l'axe vers le sud-est du côté du chevet, l'église Notre-Dame répond à un plan cruciforme. Elle se compose d'une nef de cinq travées accompagnée de deux bas-côtés ; d'un transept largement saillant ; d'un clocher central se dressant au-dessus de la croisée du transept ; et d'un chœur au chevet plat d'une seule travée. La première travée de la nef est subdivisée horizontalement entre un narthex, au rez-de-chaussée, et une tribune, à l'étage. Le transept et le chœur sont légèrement déviés vers le nord par rapport à la nef. Une tourelle d'escalier occupe l'angle entre le croisillon sud et le chœur, puis une sacristie y a été ajoutée ultérieurement. La longueur intérieure de l'édifice est de 32,65 m, et la longueur du transept du nord au sud est de 17,85 m. La largeur du vaisseau est invariablement de 4,65 m entre les murs, du portail au chevet. C'est également la largeur du transept. La hauteur sous le sommet des voûtes est de 10,55 m dans la nef, et elle est sensiblement la même dans le transept et le chœur. Parmi toutes les travées, seule la croisée du transept supportant le clocher est carrée. Les travées de la nef sont barlongues, car les travées des bas-côtés, moins larges que la nef, sont, elles, carrées. Les croisillons dépassent nettement en longueur le diamètre de la croisée, et le chœur est encore un peu plus profond. L'ensemble de l'église est voûté d'ogives. Comme particularité, l'on relève deux voûtes pour la première travée de la nef, à savoir une qui forme la tribune, et une en hauteur. L'on accède à l'église par le portail occidental de la nef, ou par le portail latéral au milieu du bas-côté sud. La nef, les croisillons et le chœur sont recouverts de toitures à deux rampants perpendiculaires au clocher, et présentent un pignon à leur extrémité. Le toit en bâtière du clocher est aligné sur l'axe principal de l'édifice. Les bas-côtés sont dotés de toits en appentis faiblement inclinés, de sorte à permettre à la nef d'être éclairée par des baies hautes,.

### Intérieur

#### Nef

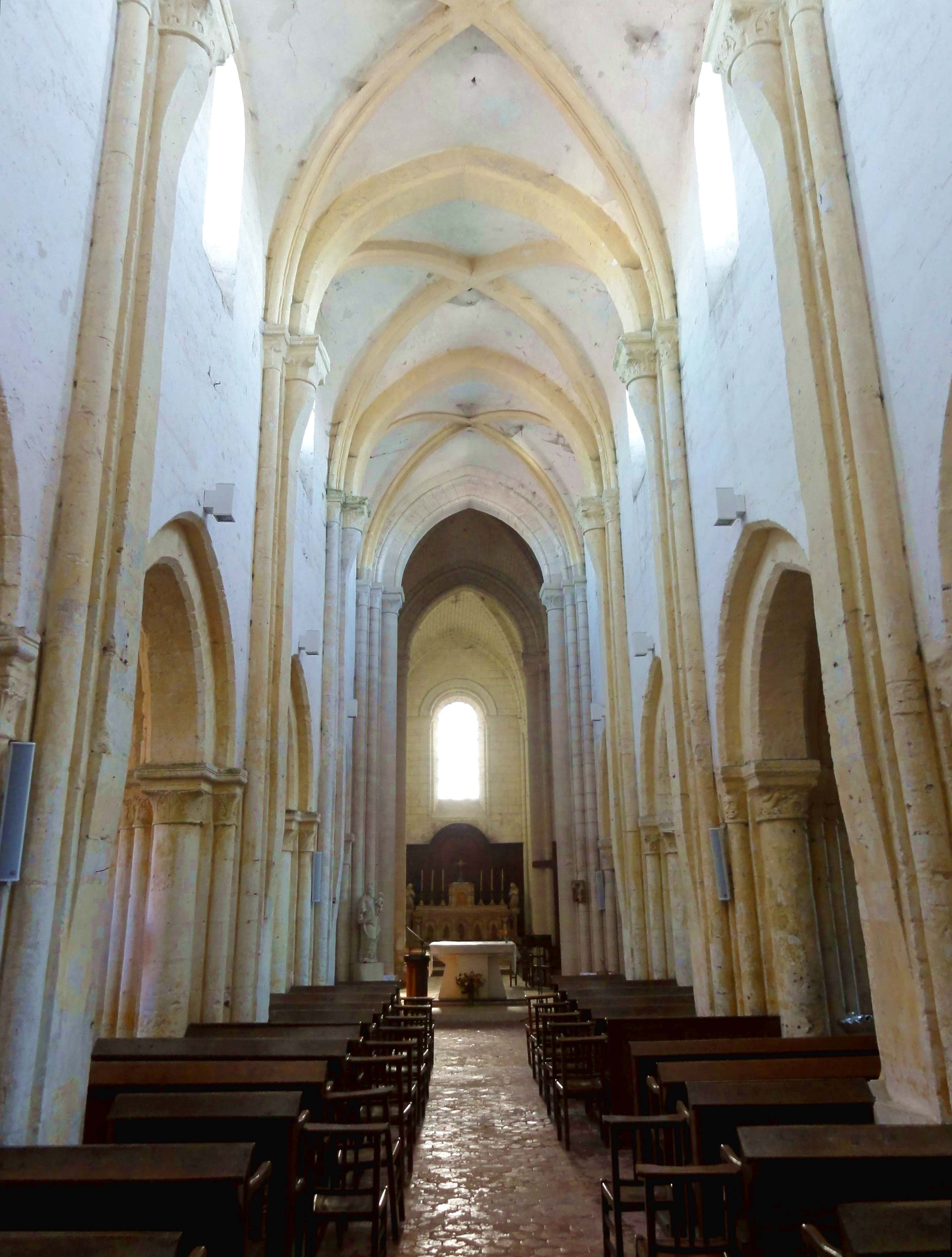
Nef, vue vers l'est.

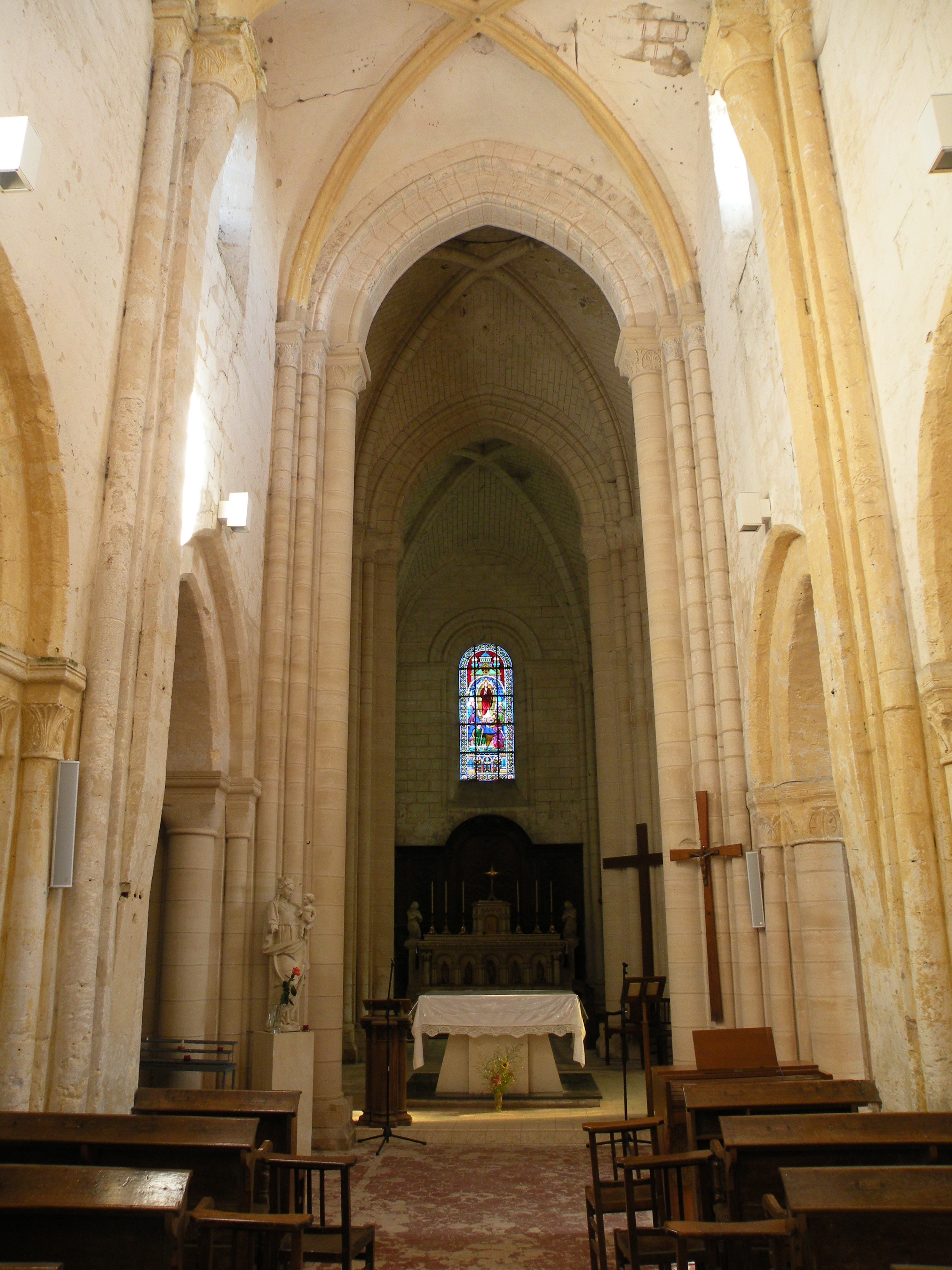
Nef, vue vers l'est.

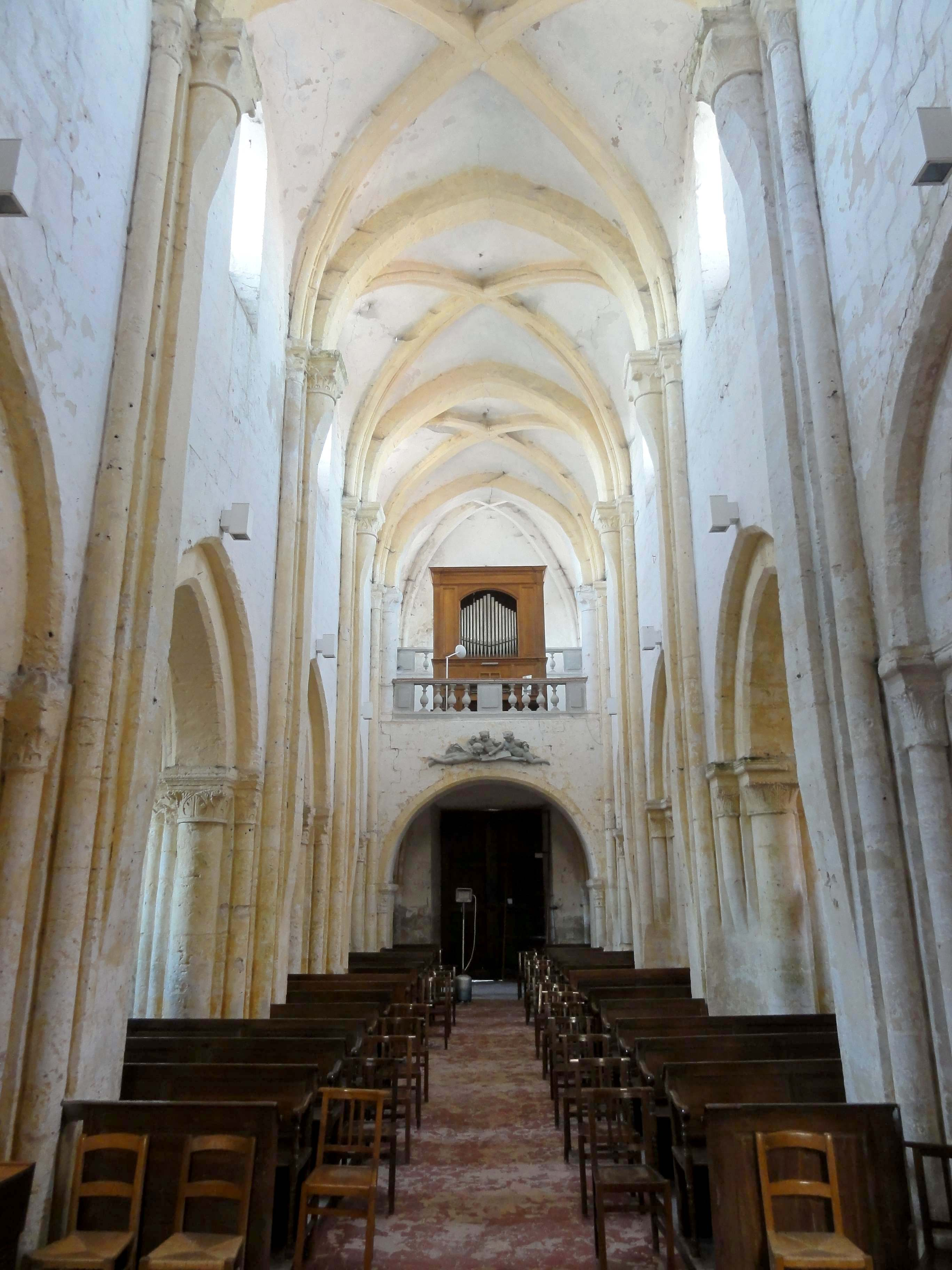
Nef, vue vers l'ouest.

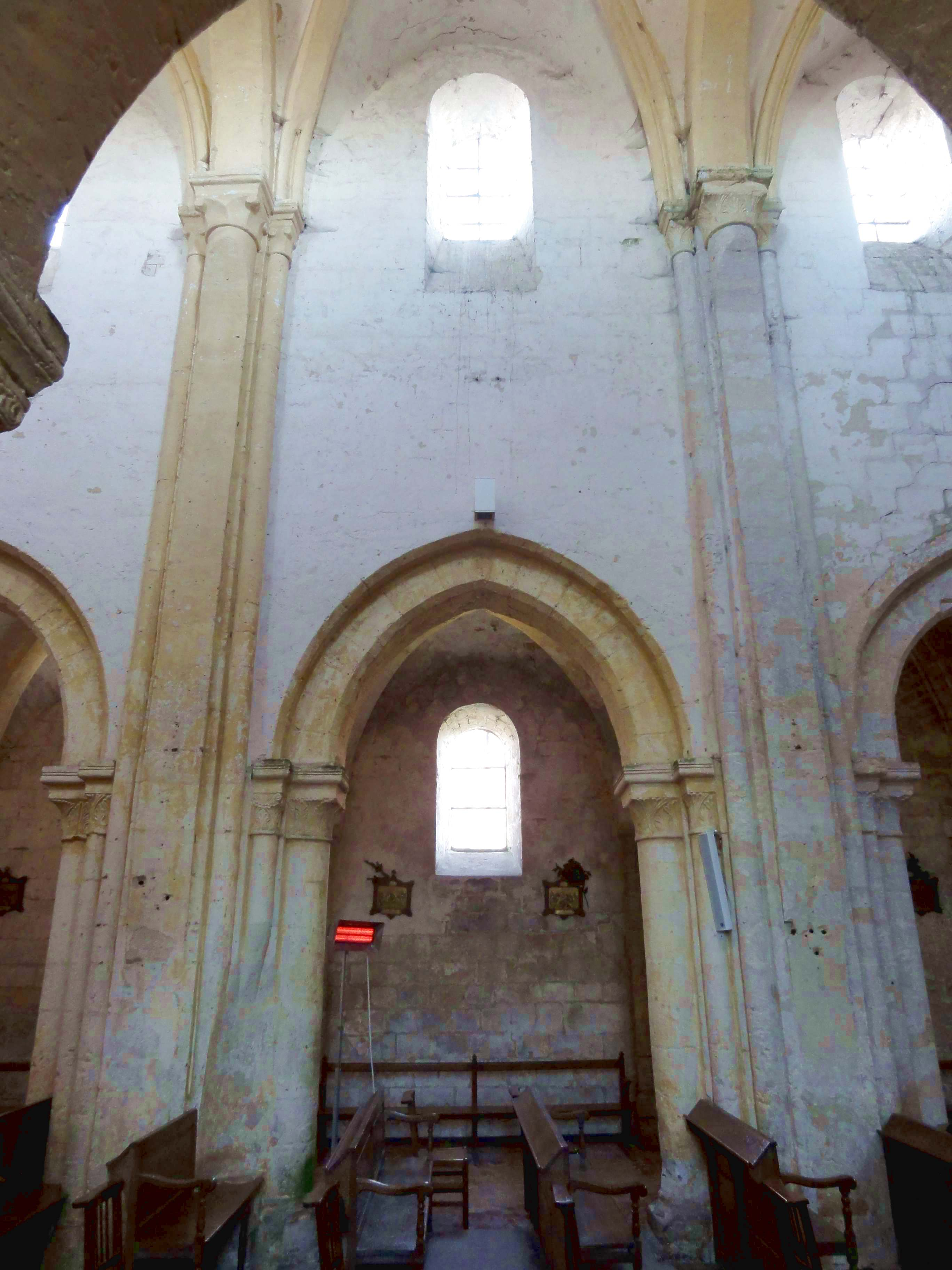
4e travée, élévation nord.

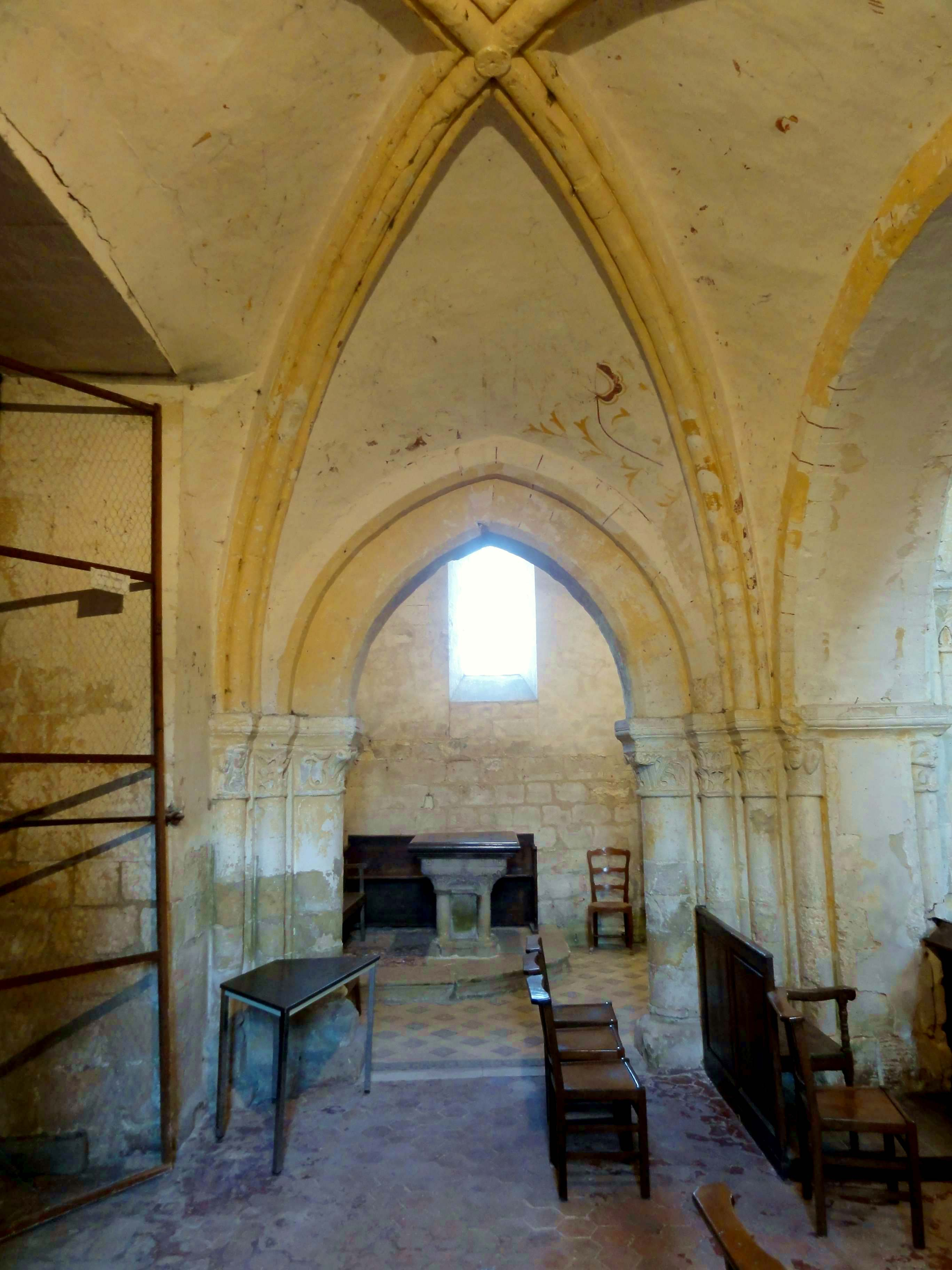
Narthex, vue vers le nord.

Avec une longueur dans l'œuvre de 20,10 m et une largeur de 12,65 m entre les murs latéraux des bas-côtés, la nef basilicale de Lavilletertre représente la deuxième nef romane voûtée d'ogives avant le milieu du XIIe siècle dans le département de l'Oise, après l'église Saint-Étienne de Beauvais. Plus considérable était l'abbatiale Saint-Lucien de Beauvais, qui a toutefois été démolie après la Révolution française. De toute façon, si une petite quarantaine d'édifices à l'échelle du département conservent au moins une voûte d'ogives romane, la plupart de ces voûtes concerne les travées orientales. Les nefs et bas-côtés ont plus longtemps été recouverts par des charpentes apparentes, des lambris ou des plafonds plats en bois. D'autres nefs voûtées d'ogives dès la période romane sont Acy-en-Multien, Bury, Foulangues, Saint-Vaast-lès-Mello. Ces nefs ne comptent que trois travées, ou deux dans le cas de Foulangues, et celle d'Acy a été achevée après 1150. À Saint-Vaast, le voûtement d'ogives fut décidé en cours de chantier, et selon certains auteurs, ce serait également le cas à Bury et Foulangues. Une largeur très restreinte est commune à toutes ces nefs. Ce caractéristique est partagé par les nefs de Chars et Santeuil, qui sont un peu postérieures et généralement rattachées à l'architecture gothique. Comme déjà évoqué, la distance entre les murs gouttereaux est de 4,65 m seulement, ce qui est déjà plus que dans les autres églises citées, et les colonnes des arcs-doubleaux n'étaient éloignées que de 3,68 m. Cette relative étroitesse confère au vaisseau un aspect élancé. La hauteur sous le sommet des voûtes de 10,55 m est un peu dépassée par Acy et Saint-Étienne, mais le sol a été exhaussé. À l'instar des autres nefs romanes voûtées d'ogives, les élévations latérales s'organisent sur trois niveaux, et ne comportent pas de triforium ou galeries ouvertes sur combles, disposition encore réservée aux chœurs, mais une portion de murs aveugles entre les grandes arcades et l'étage des fenêtres hautes. Celles-ci s'inscrivent entièrement dans les lunettes des voûtes, sauf pour le glacis à leur appui. Avant l'exhaussement du sol, le rang de claveaux supérieur des grandes arcades cumulait à peu près à mi-hauteur des élévations latérales. Les tailloirs des grandes arcades se situent à un tiers de la hauteur des élévations latérales. Le second niveau d'élévation est donc relativement important. Il n'y a pourtant aucun élément de scansion horizontale, ce qui permet d'atténuer l'effet de lourdeur résultant de la grande envergure des piliers composés. Par conséquent, tout ce qui est à étudier dans la nef sont les voûtes et les grandes arcades avec leurs supports.
Dans la nef de Lavilletertre et les autres nefs citées, sauf Santeuil, les grandes arcades et les voûtes sont en interaction directe par le biais des piliers fasciculés, dont une partie des colonnettes sont réservées aux hautes-voûtes, une partie aux grandes arcades, et une autre partie aux voûtes des bas-côtés. Comme dans la plupart des églises voutées d'ogives très tôt, les tailloirs ne sont jamais partagés par deux nervures ou rangs de claveaux. Il n'y a pas non plus de tailloirs reposant directement sur un angle saillant du pilier, comme c'est le cas pour le rouleau supérieur des grandes arcades d'Acy-en-Multien. Le nombre de fûts est donc équivalent au nombre d'éléments à supporter. Les doubleaux de la nef et des bas-côtés sont à simple rouleau ; les grandes arcades sont à deux rangs de claveaux. Les voûtes sont dépourvues d'arc formerets. Il en résulte le nombre de douze fûts. Quatre colonnes sont engagées dans un noyau de plan carré, et une paire de colonnettes est logée dans chacun des quatre angles (les pilastres que l'on voit du côté de la nef ne sont autres que des colonnes arasées). Les colonnes sont réservées aux doubleaux et au rouleau inférieur des grandes arcades, et les colonnettes, aux rangs de claveaux supérieurs des grandes arcades et aux ogives. Tous les tailloirs sont carrés ou rectangulaires. Ceux correspondant aux ogives sont implantés orthogonalement comme les autres, et non à 45° pour faire face aux ogives, ce qui est la règle à la première période gothique. La composition des piliers et la fonction des fûts est analogue à Bury. Mais si dans cette église les grandes arcades sont d'une richesse sculpturale hors du commun, elles se résument à deux rangs de claveaux aux angles chanfreinés à Lavilletertre, comme à Acy, Foulangues, Saint-Vaast, et bon nombre d'églises de la première période gothique en milieu rural. Les doubleaux sont assortis, mais comme déjà évoqué, se limitent à un simple rang de claveaux. Bien qu'ils ne diffèrent donc pas de la disposition d'origine, Louis Régnier est persuadé qu'ils auraient tous été reconstruits après le grand incendie évoqué ci-dessus. Le premier doubleau retombe toutefois normalement sur ses tailloirs fortement mutilés dont l'on ne reconnaît plus le profil d'origine. Les autres doubleaux retombent en arrière, ce qui prouve ici l'affirmation de Régnier, et coïncide avec la reconstruction des voûtes de la deuxième à la cinquième travée. Une autre différence entre la première et les autres voûtes est que ses lunettes latérales sont en plein cintre, alors qu'elles sont en arc brisé plus à l'est. Il n'y a, jusque-là, aucun point en commun avec la nef de Chars, hormis l'organisation générale des élévations latérales, qui n'a en même temps rien de singulier.
Restent à étudier la modénature et la sculpture. L'étude de la première est compliquée par les mutilations subies, qui sont toujours manifestes sur le plan des tailloirs des hautes-voûtes ; par la reconstruction de ces mêmes voûtes ; et par la réfection des bases des colonnettes des ogives (selon Louis Régnier), qui sont de toute façon dissimulées par les bancs des fidèles. La sculpture concerne pour l'essentiel les chapiteaux des grandes arcades et des bas-côtés, qu'il faut considérer comme un ensemble dissociable. Seulement un quart des chapiteaux autour des piliers de la nef correspond aux hautes-voûtes. Au nord et au sud du premier doubleau, au nord du troisième doubleau, ainsi que sur un gros chapiteau au sud du dernier doubleau, ce sont les feuilles plates et les volutes d'angle tout à fait primitives qui règnent. Au nord du dernier doubleau et dans les angles près du transept, ainsi que sur un petit chapiteau isolé, ce sont les palmettes de feuilles d'acanthe fortement stylisées qui règnent. Les chapiteaux restants comportent en partie deux rangs de motifs, et affichent plusieurs variantes assez élaborées de la feuille d'eau, qui sont parfois associées aux deux motifs précités. Il y a aussi quelques palmettes d'un dessin plus complexe. Les tailloirs des chapiteaux du second ordre accusent une plate-bande, un filet, un boudin, un cavet et une autre plate-bande, ou simplement une plate-bande, un boudin et un cavet, selon les cas. Les ogives de la première travée ont été refaites, sans doute au XVIe siècle, selon un profil prismatique rudimentaire d'un méplat entre deux moulures concaves. Celles de la deuxième et de la troisième travée ont été refaites selon un profil carré aux arêtes chanfreinées ou entaillées d'un cavet, qui se rencontre déjà à la période romane dans les édifices plus rustiques. Tous les départs d'ogives ont néanmoins été conservés. On peut donc établir qu'à partir de la deuxième travée, les ogives étaient sans exception profilées d'une arête entre deux tores. Ce profil est extrêmement répandu, et couramment employé jusqu'aux années 1220. Dans la première travée, l'on trouve un profil habituellement employé pour les premières voûtes d'ogives anglaises, mais sinon totalement inconnu dans le département. Il s'agit d'un demi-boudin appliqué sur un méplat, qui, en Angleterre ou en Normandie, est parfois biseauté. Un profil supplémentaire se rencontre dans le narthex. Ici, un tore est flanqué de deux baguettes. Ce profil est également assez répandu, mais moins que le premier. À Lavilletertre, on le trouve dans la plupart des travées des bas-côtés. En l'occurrence, une petite rosace sur la clé de voûte y est associée. Dans la troisième travée, la clé de voûte disparaît sous une couche de plâtre. Dans la cinquième travée, elle arbore une petite couronne de feuillages autour d'un trou. Quant aux bases, elles se composent d'un petit tore ; d'une scotie délimitée par deux listels ; et d'un gros tore flanqué de griffes aux angles. Les tores sont en forme de quart-de-rond. Les griffes des bases des gros fûts renferment de petites volutes. Selon Louis Régnier, les bases au sud et autour du deuxième et du troisième pilier au nord sont pour la plupart authentiques, bien qu'en mauvais état.
La première travée de la nef avec ses deux étages et le revers de la façade appellent en outre quelques remarques. Depuis la nef, le narthex s'ouvre par une large arcade en plein cintre. Elle est reçue sur deux tailloirs portés par des massifs de maçonnerie qui entrent dans la composition des piliers fasciculés. Ils sont flanqués de fines colonnettes aux chapiteaux aux angles. Par conséquent, les angles nord-est et sud-est du narthex accueillent, à titre exceptionnel, des faisceaux de trois fines colonnettes, auxquelles s'ajoutent les colonnes du rouleau inférieur des grandes arcades. La voûte du narthex est très bombée, c'est-à-dire, son sommet se situe largement au-dessus des sommets des trois arcades qui la délimitent. Le bombement de la voûte entraîne une position très basse des chapiteaux. Par conséquent, le voûtain occidental est entamé par le linteau du portail, qui se situe nettement plus haut que les tailloirs. Le tympan du portail se situe derrière la voûte. Les grandes arcades sont moins élevées que les autres, mais sinon analogues. Au niveau de la tribune occidentale, la nef possède l'unique fenêtre de l'église tournée vers l'ouest, dans l'axe du portail. Des cages d'escalier sont prises dans l'épaisseur du mur occidental, à gauche et à droite du portail, une pour la montée et une pour la descente, comme à Jumièges. La porte de la cage d'escalier du nord est bouchée. Elle se trouvait au ras du sol. L'escalier du sud a été refait. Il était primitivement beaucoup plus raid, et sa porte devait également se trouver au ras du sol. Actuellement, l'on y accède par un escalier en bois adossé au mur sud du bas-côté.

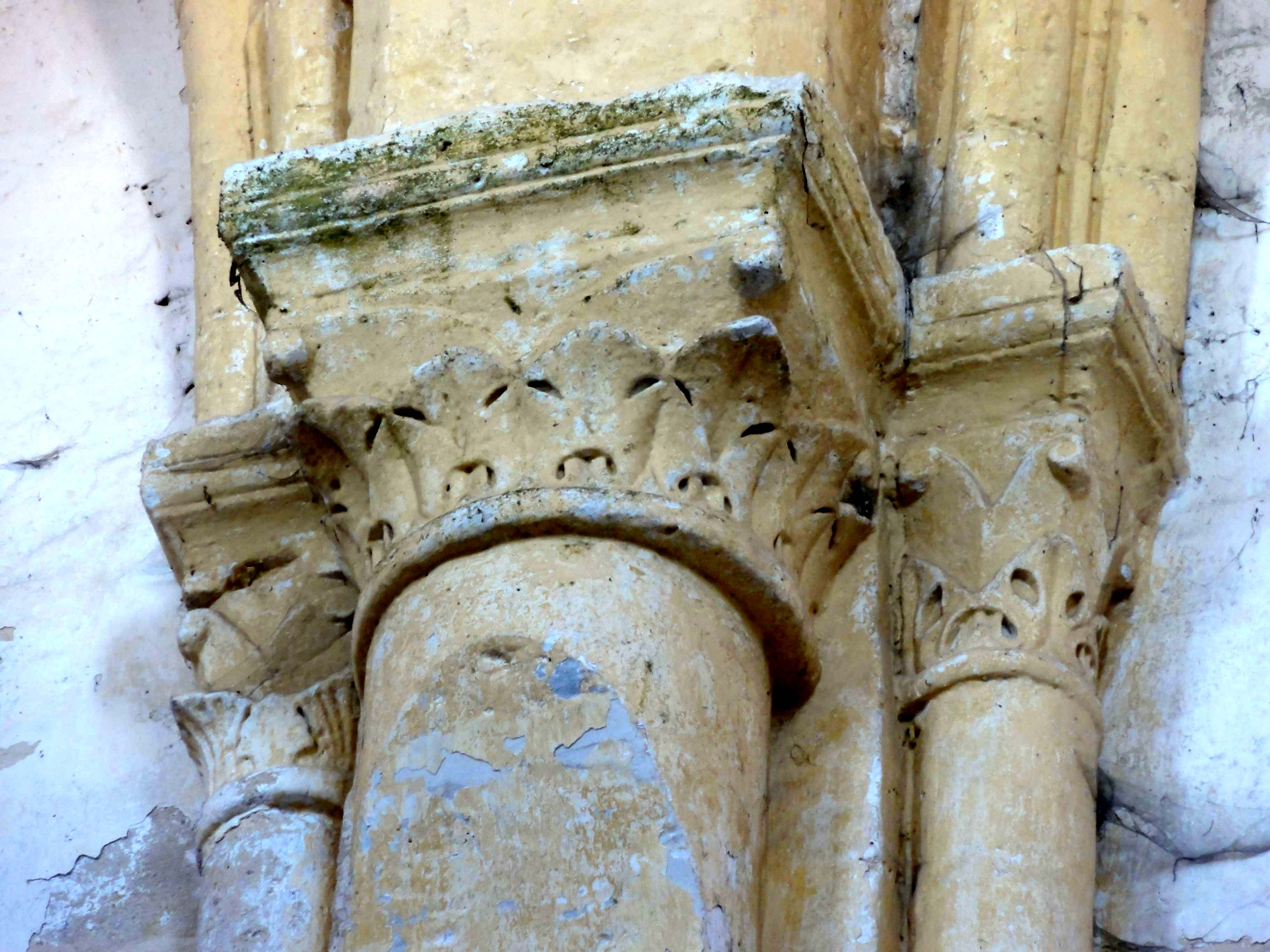
Chapiteaux du 2e ordre.
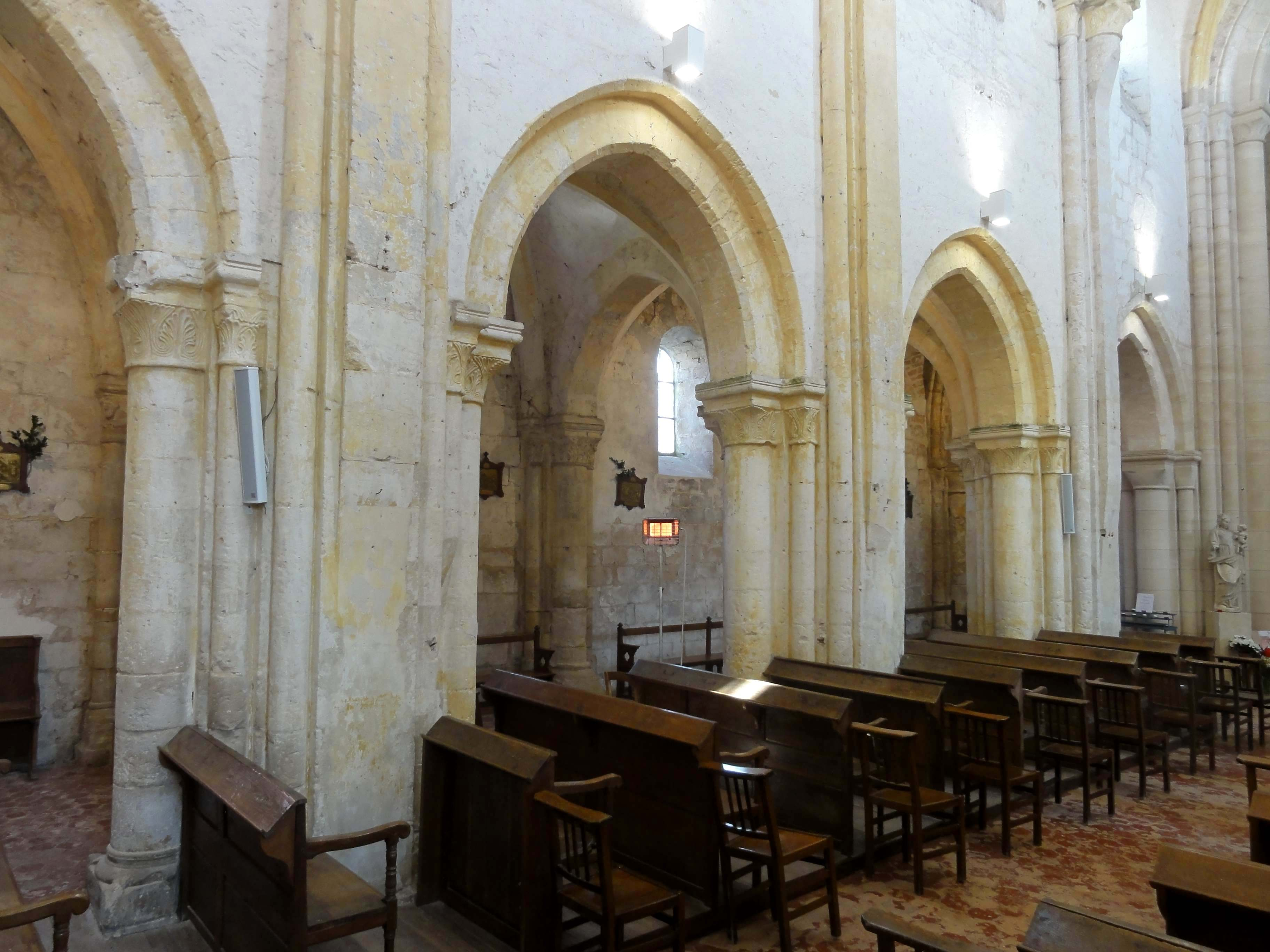
Grandes arcades du nord.
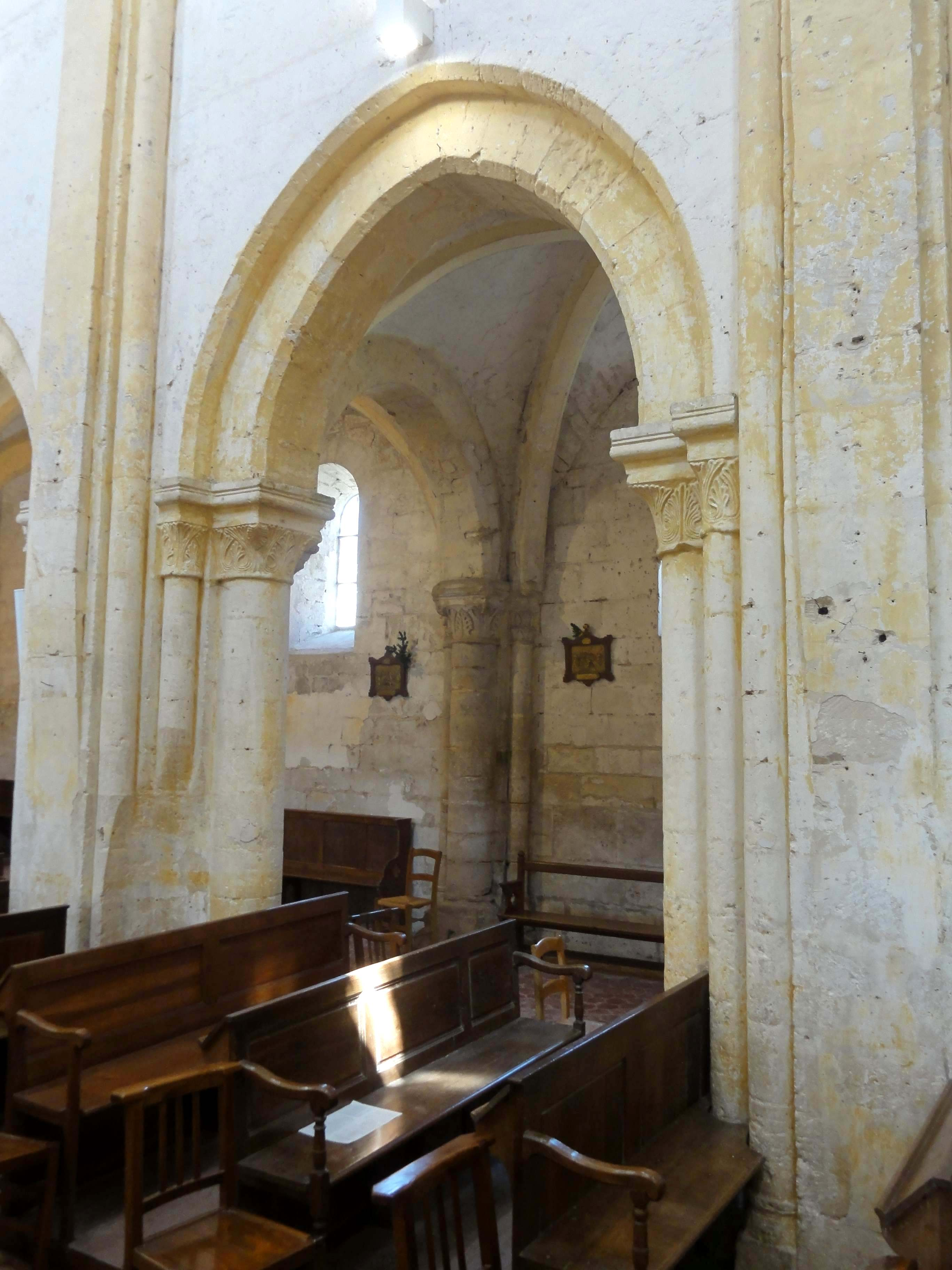
4e grande arcade du nord.
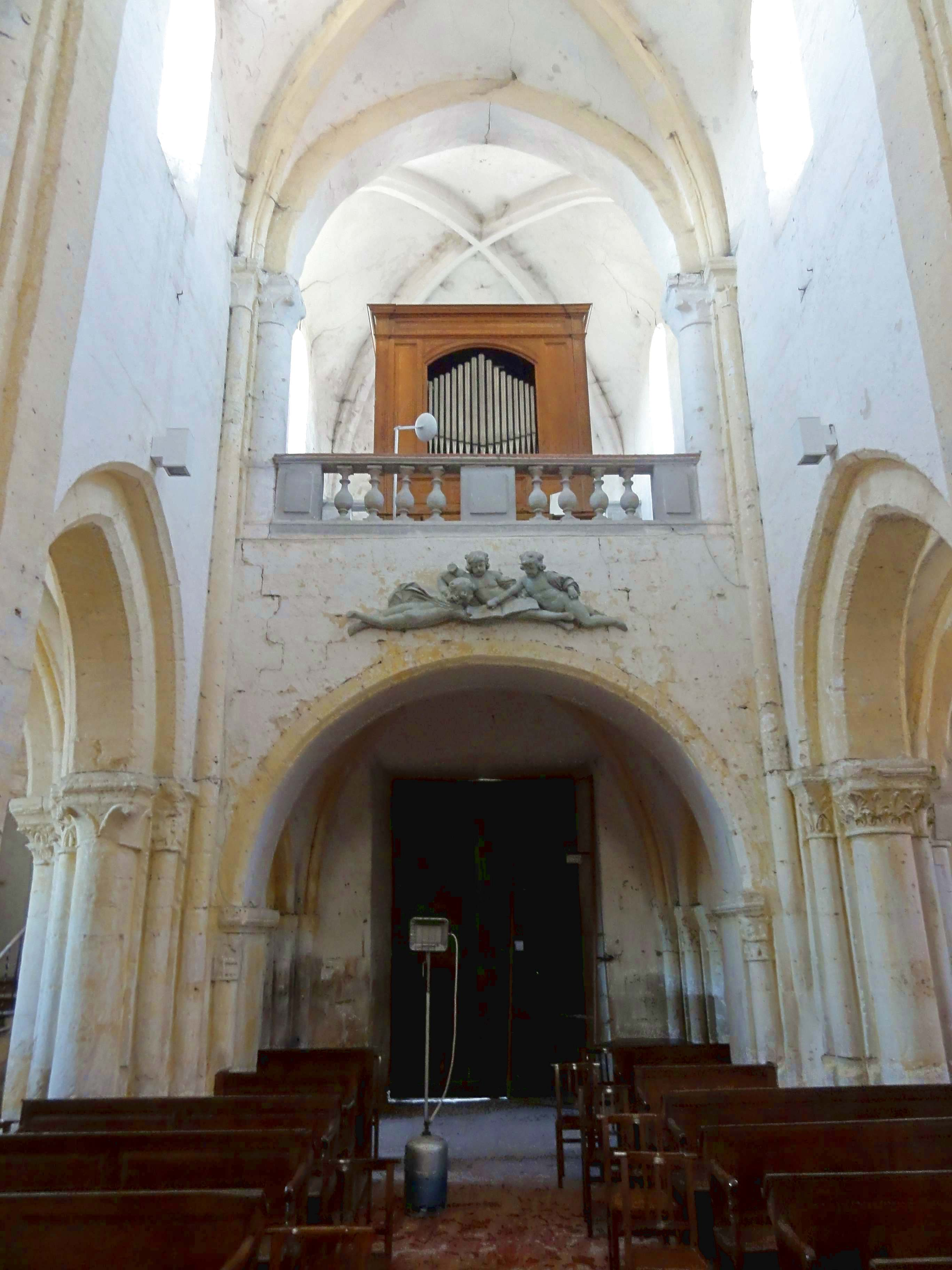
Nef, vue vers l'ouest.
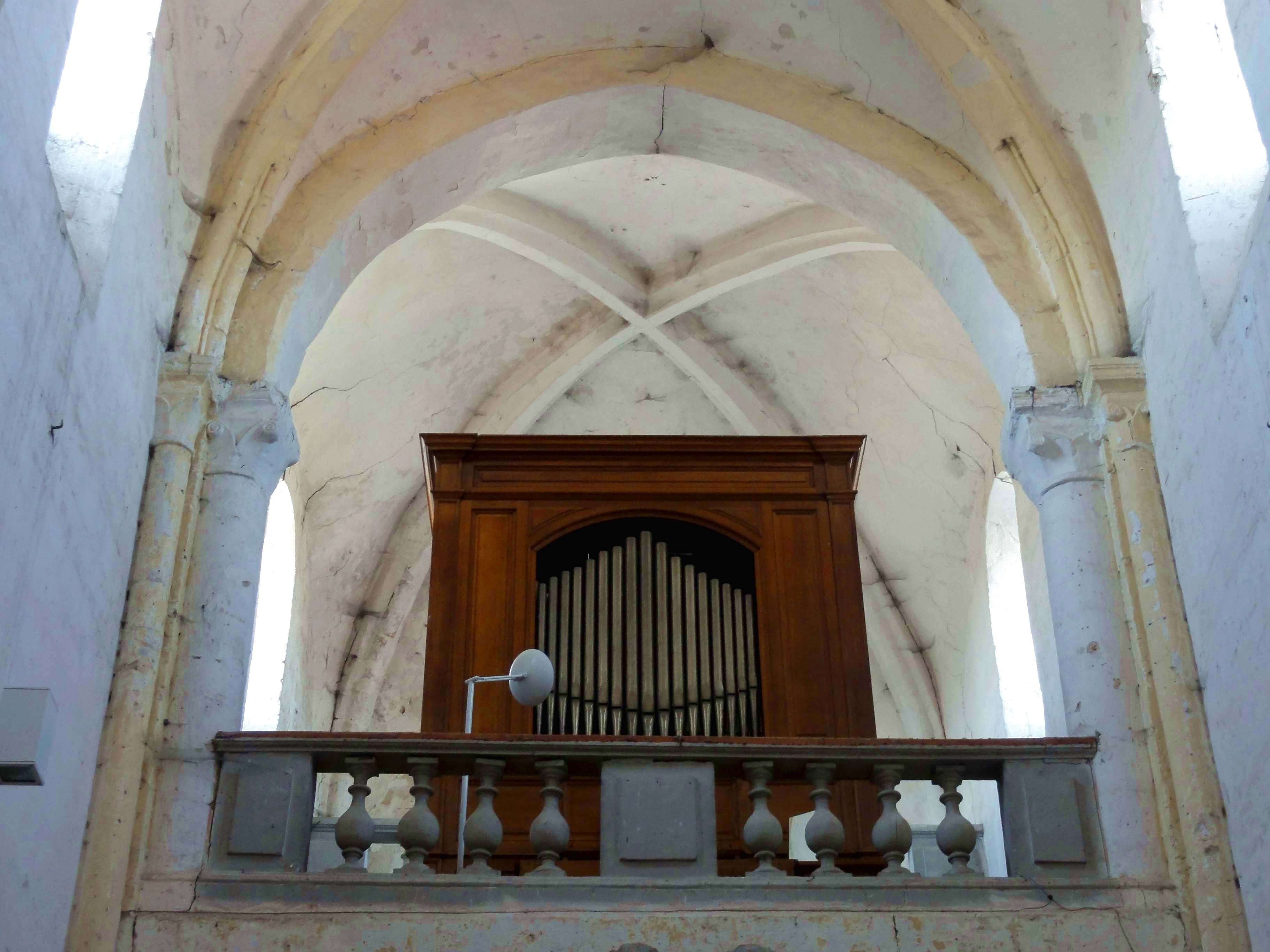
Tribune occidentale.
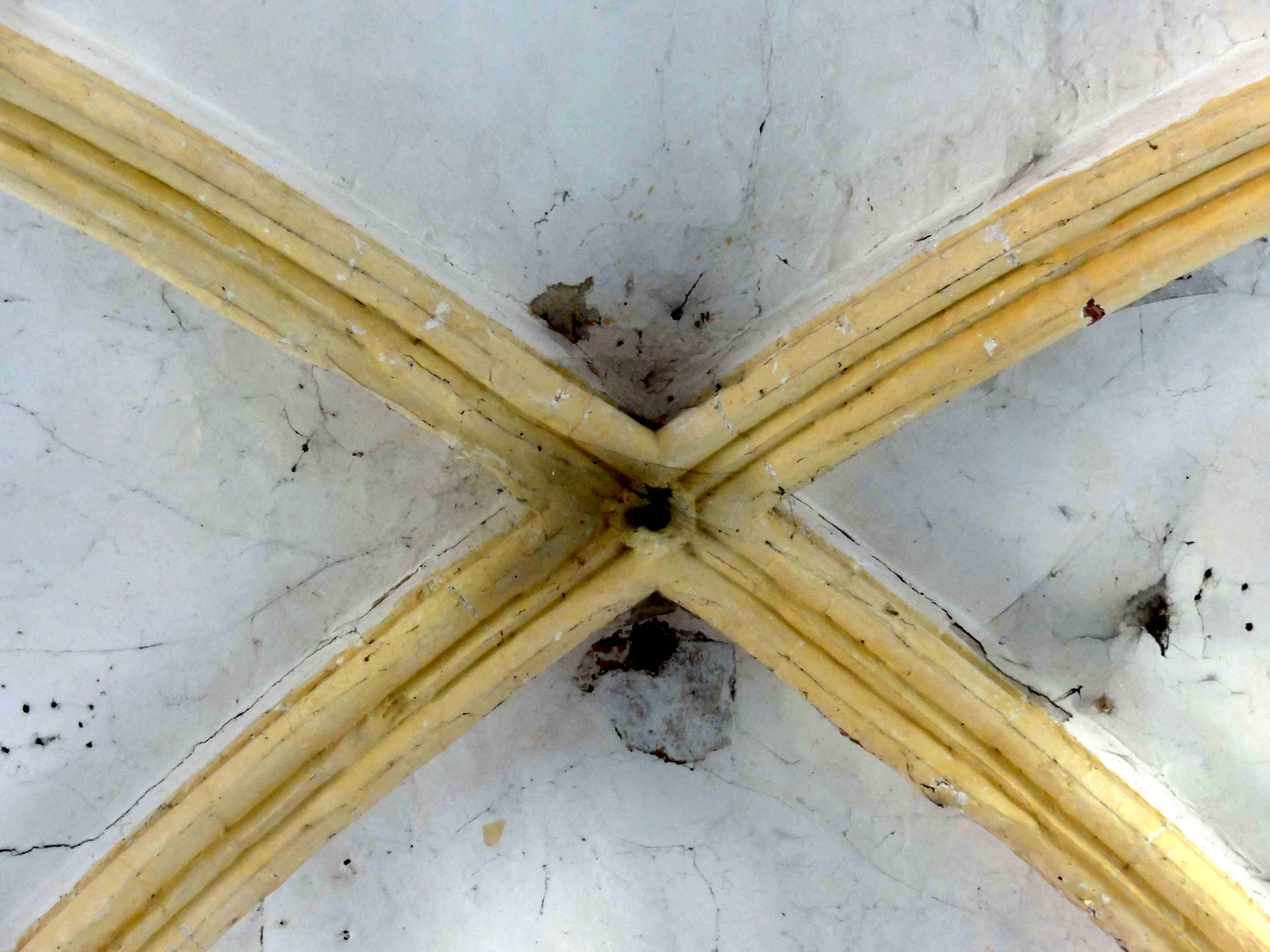
5e travée, clé de voûte.

#### Bas-côtés

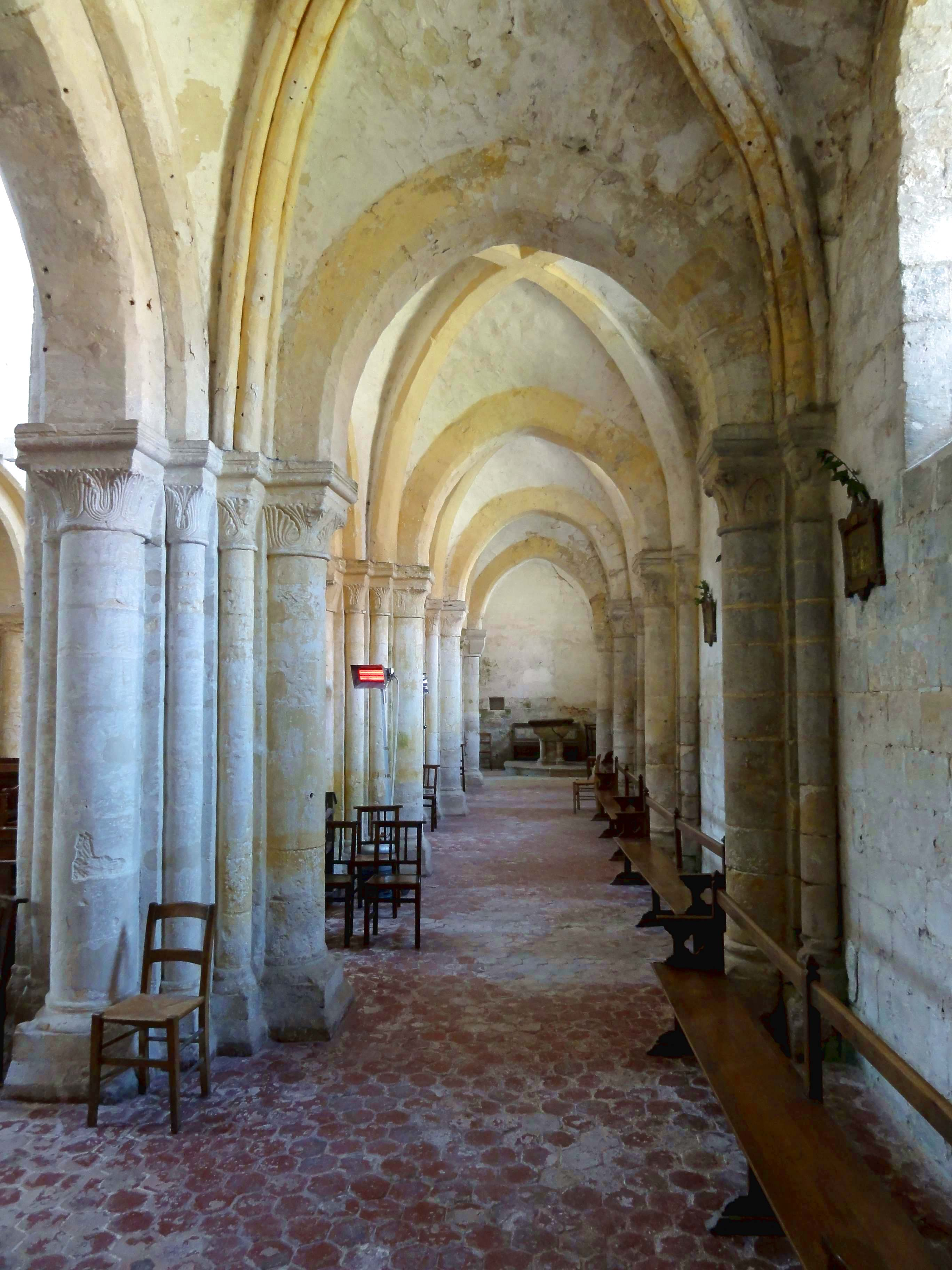
Bas-côté nord, vue vers l'ouest.

Les bas-côtés ont la même longueur que la nef, soit une vingtaine de mètres, et leur largeur entre les grandes arcades et les murs équivaut assez curieusement à la largeur de la nef entre les colonnes des doubleaux avant leur suppression, soit précisément 3,65 m. Elle est nettement plus réduite entre les colonnettes. La hauteur n'est pas indiquée par Louis Régnier. Elle devrait se situer autour de 4,50 m en comparant avec le vaisseau central. Malgré cette hauteur modeste, les bas-côtés paraissent plutôt élancés, car leur hauteur est deux fois supérieure à la distance entre les colonnettes. Toutes les voûtes du bas-côté sud et la première et la dernière voûte du bas-côté nord sont authentiques, et sont bombées, quoiqu'un peu moins que celle du narthex. Le profil des ogives est celui déjà rencontré dans le narthex, soit un tore entre deux baguettes. Une seule clé de voûte d'origine est conservée en bon état. Elle se trouve dans la première travée du sud, et est décorée d'une petite rosace, comme dans le narthex, conformément à l'usage à l'époque des premières voûtes d'ogives. Dans les trois travées suivantes, l'on devine encore des clés semblables, qui disparaissent plus ou moins sous l'épaisse couche de badigeons. La première travée du bas-côté nord abrite les fonts baptismaux, raison pour laquelle sa clé de voûte a été garnie après coup d'une colombe en atterrissage représentant le Saint-Esprit. Les voûtes refaites dans la deuxième à la quatrième travée du nord possèdent des ogives du même profil sommaire que l'on rencontre dans la deuxième et la quatrième travée de la nef. De petites clés de voûte, peut-être récupérées des voûtes primitives, existent dans la deuxième et dans la troisième travée. Tous les doubleaux semblent subsister d'origine, et accusent un méplat aux angles chanfreinés. Ils sont généralement en arc brisé, mais certains se rapprochent du plein cintre, ce qui peut être le résultat de déformations. Le long des murs, les ogives et doubleaux retombent sur des faisceaux d'une colonne et de deux fines colonnettes, conformément à la logique appliquée aux piliers de la nef. Si le nombre de colonnettes est de quatre jusqu'en face, c'est parce que les grandes arcades sont à double rouleau, et ceci, des deux côtés. Du fait de la faible hauteur des grandes arcades de la première travée, ouvrant sur le narthex, l'on observe ici une dissociation entre les colonnettes à chapiteaux des grandes arcades et celles de la voûte, qui atteignent la hauteur normale. À l'instar de la nef, les élévations latérales se caractérisent presque uniquement par les supports des voûtes. Les fenêtres en plein cintre ne sont pas décorées à l'intérieur. Elles sont poussées assez haut sous les lunettes des voûtes, mais en l'absence de vitraux polychromes, l'éclairage par la lumière naturelle est suffisant pour rendre l'espace intérieur lumineux.

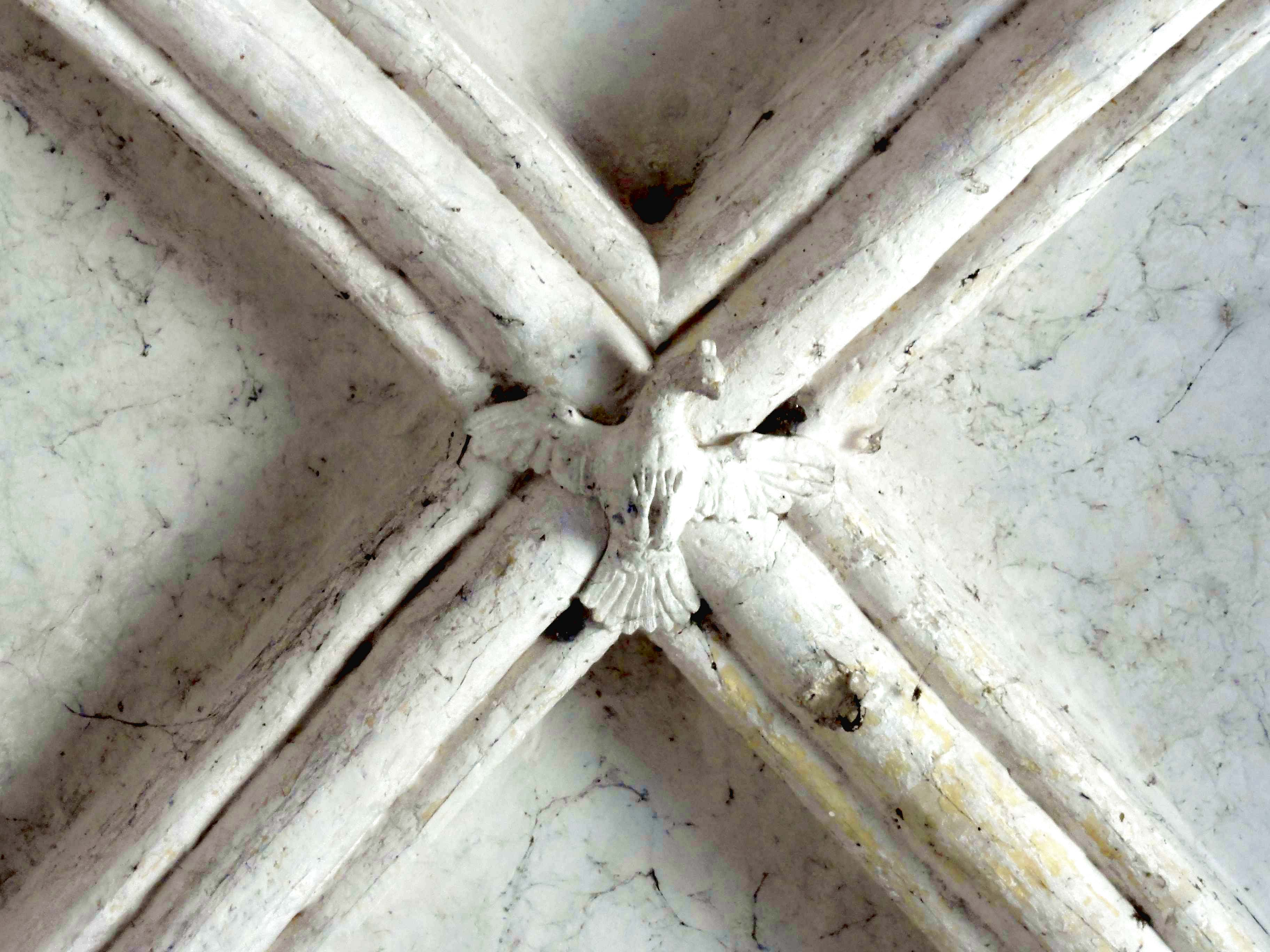
Bas-côté nord, clé de voûte de la 1re travée.
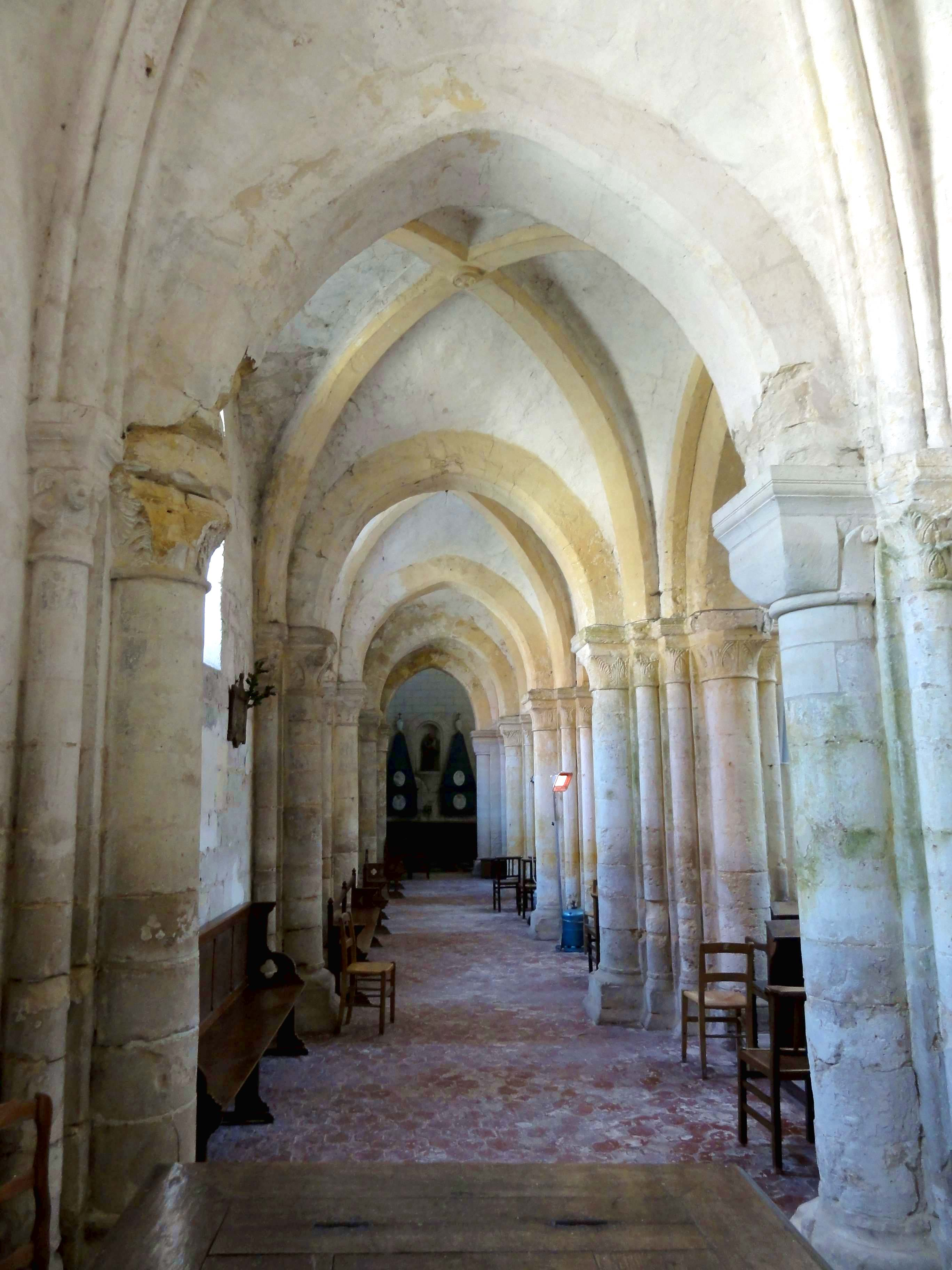
Bas-côté nord, 5e travée, vue vers l'est.
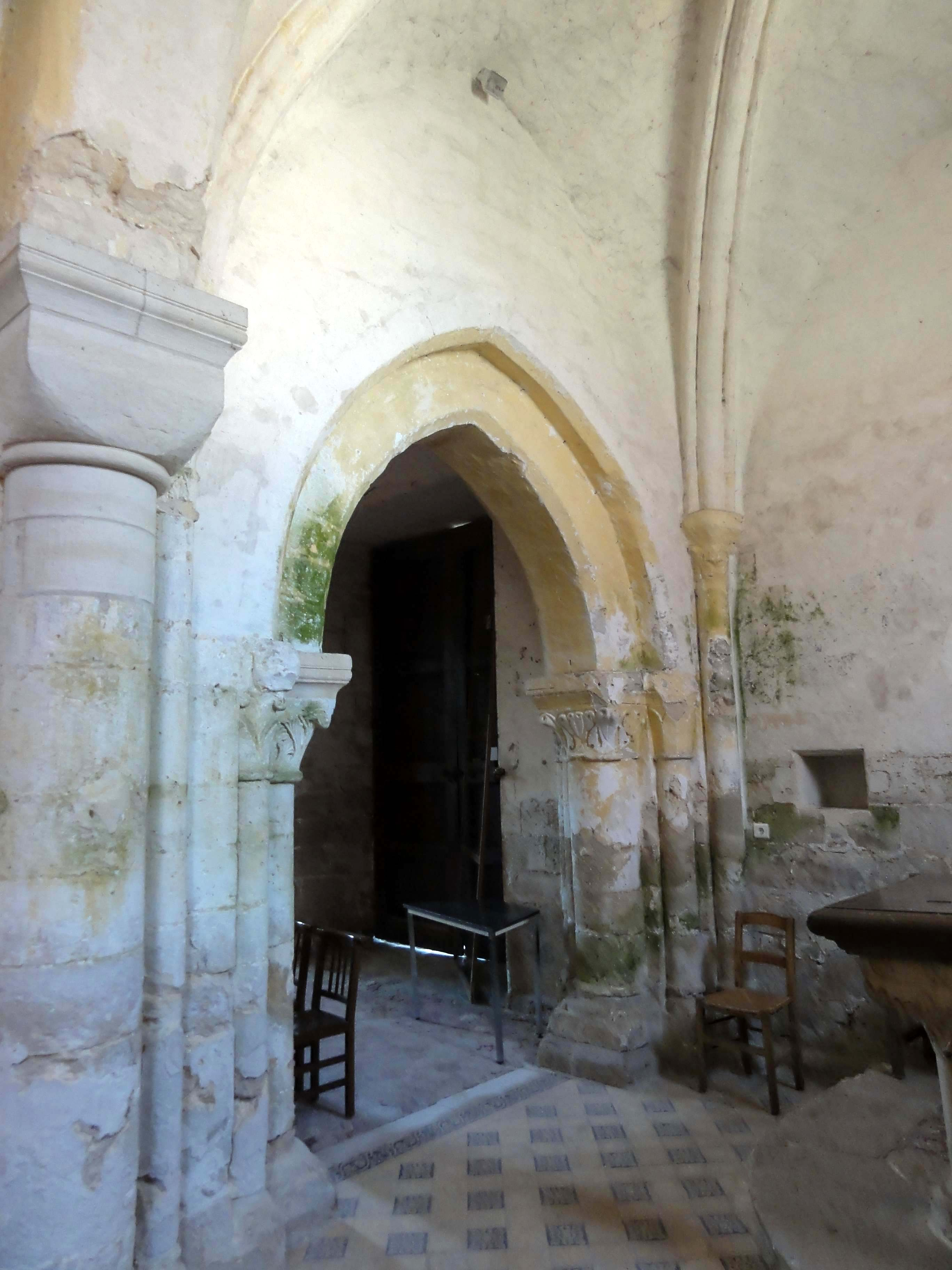
Bas-côté nord, 1re travée, vue vers le sud-ouest.
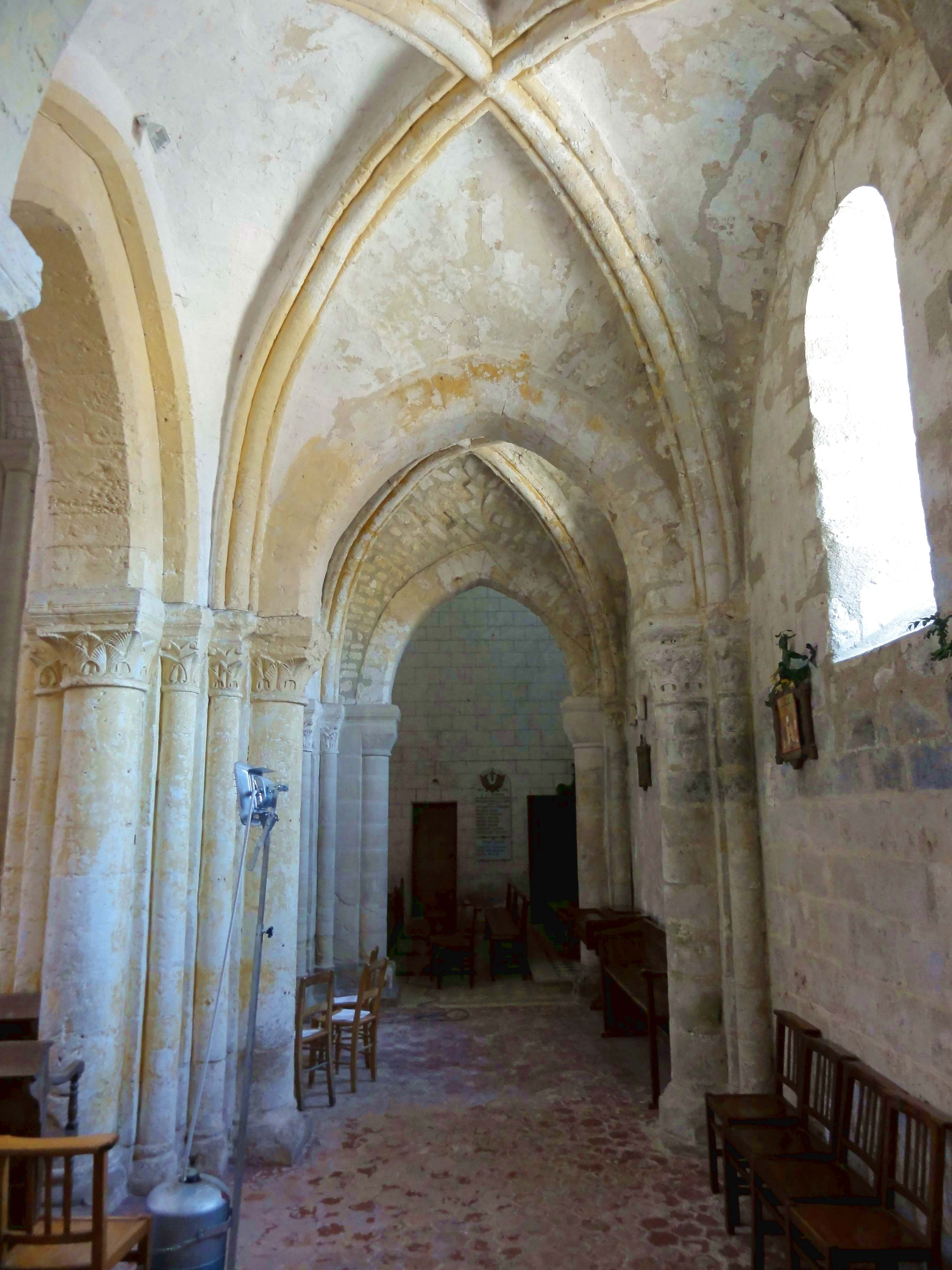
Bas-côté sud, vue vers l'est.
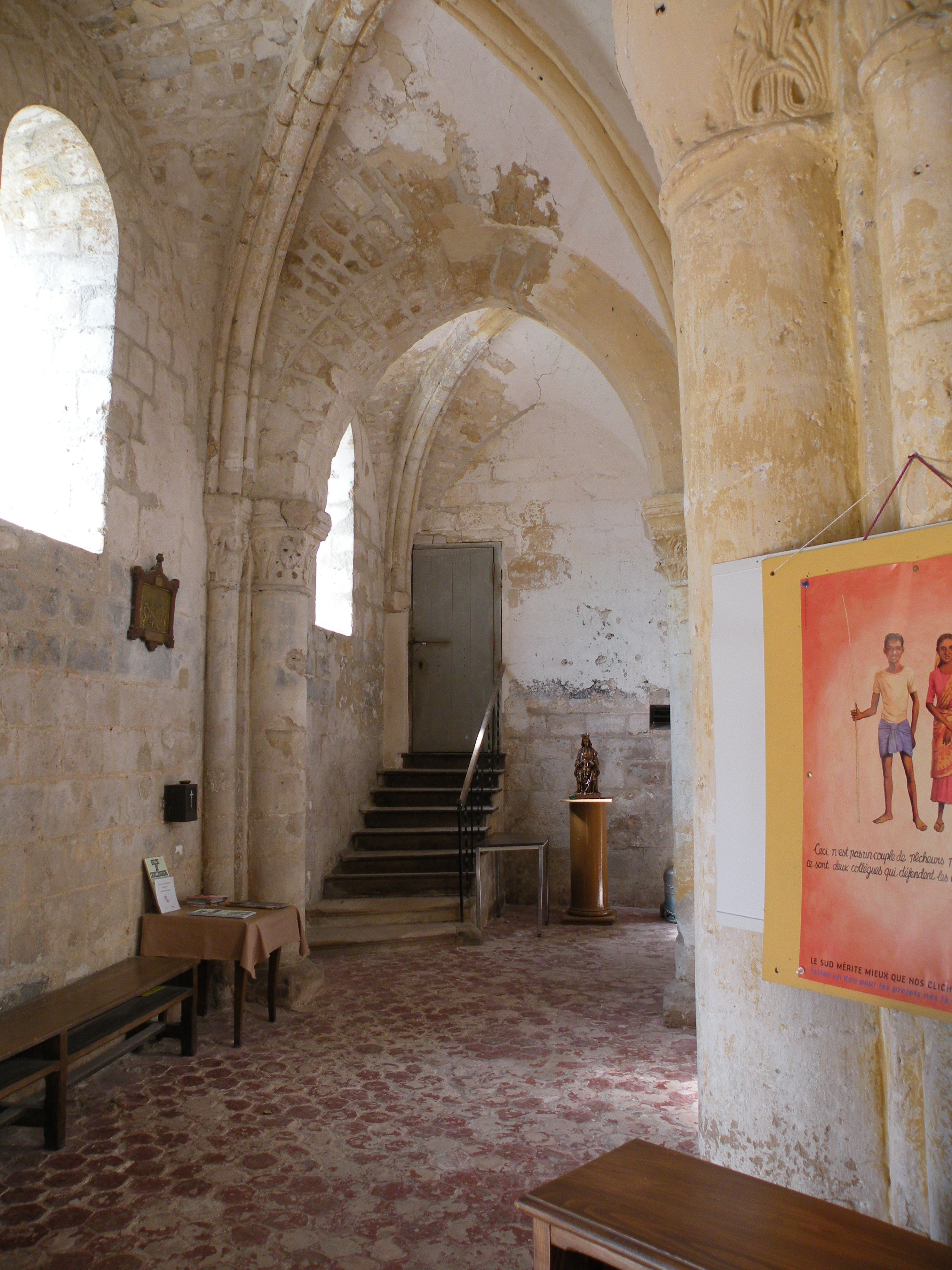
Bas-côté sud, 2e travée, vue vers l'ouest.
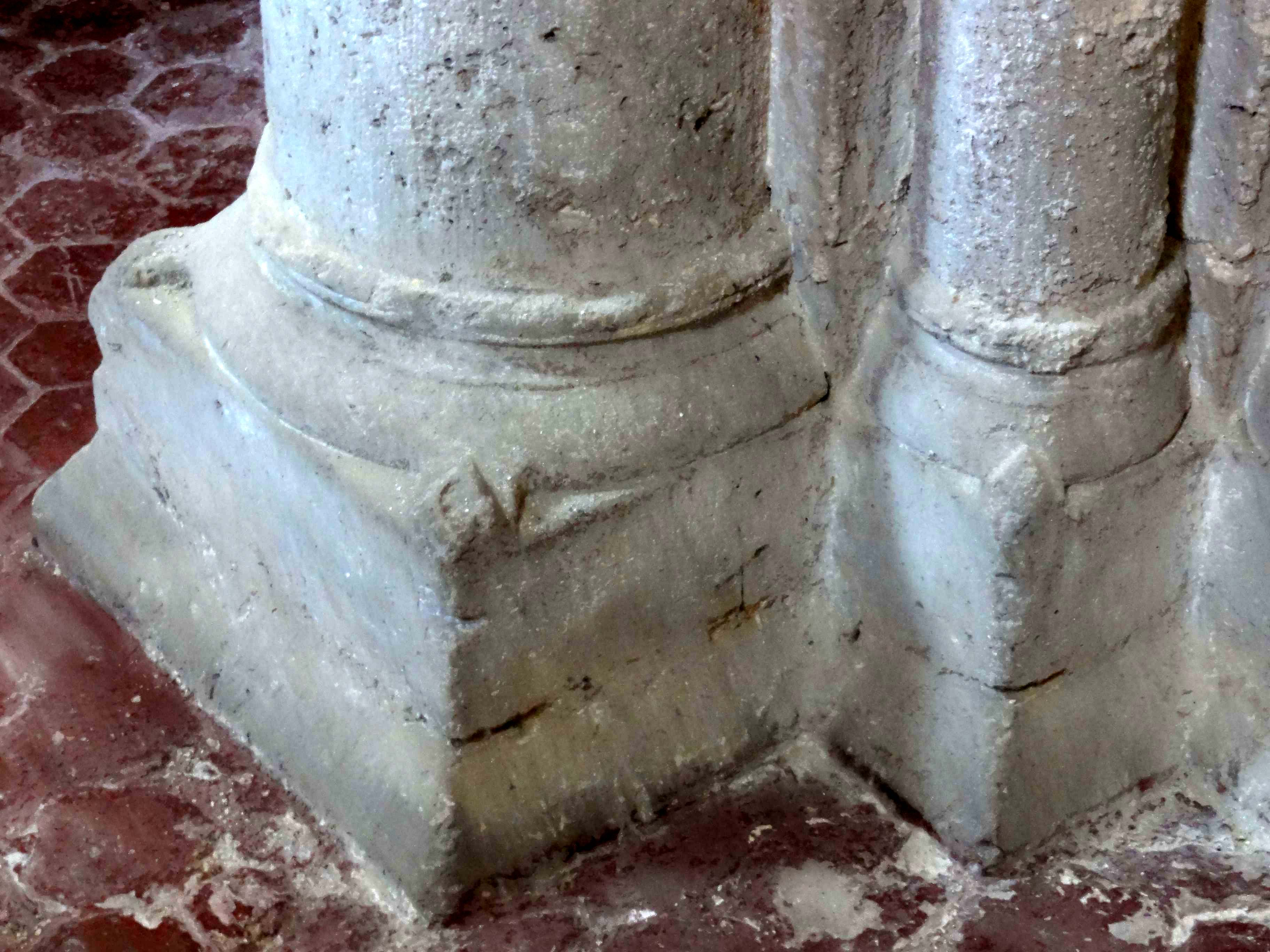
Bases des piliers des grandes arcades.

#### Chapiteaux des grandes arcades, des bas-côtés et du narthex

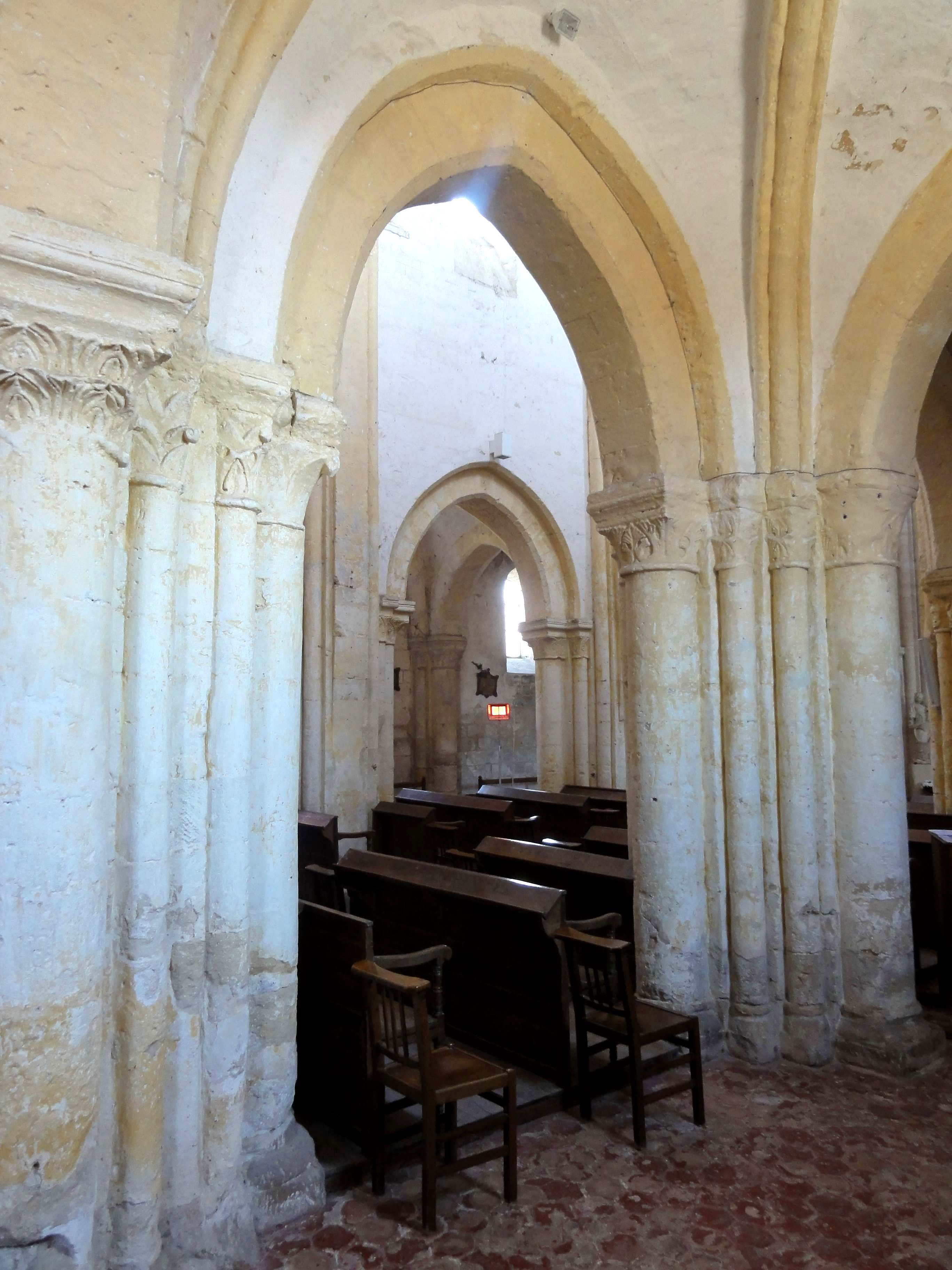
Bas-côté sud, vue par la 2e grande arcade.

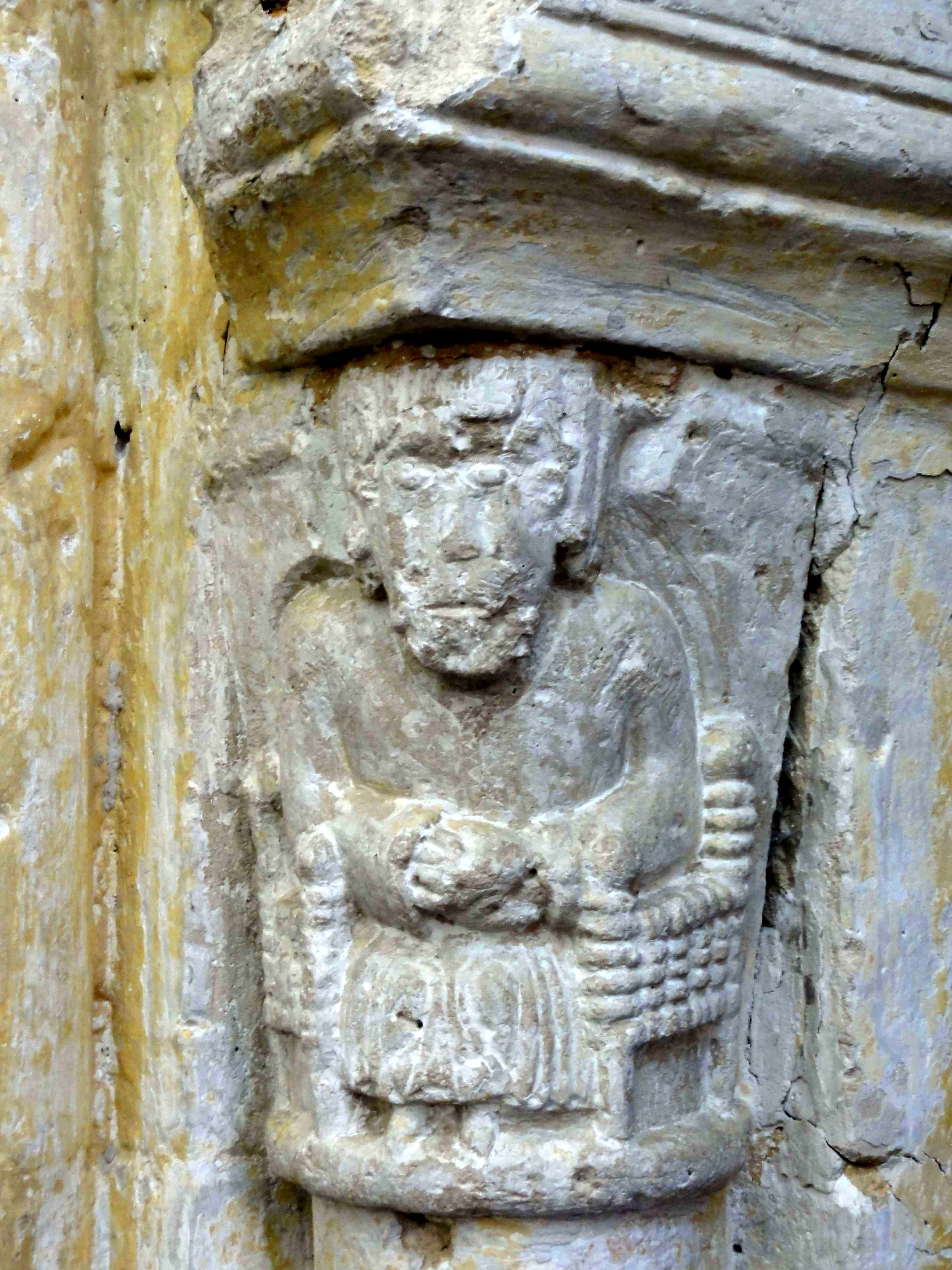
Nef, 2e grande arcade du sud, côté est.

Les très nombreux chapiteaux du premier niveau d'élévation font le principal intérêt des grandes arcades et des bas-côtés. Ils sont traités avec davantage de soin que les chapiteaux du second ordre dans la nef. Leurs tailloirs affichent tantôt l'un, tantôt l'autre des deux profils employés pour ces derniers. Sans doute par pur hasard, les chapiteaux des bas-côtés sont au nombre de cent, soit cinquante de chaque côté, en comptant les chapiteaux des colonnes des rangs de claveaux inférieurs des grandes arcades, que l'on aperçoit également depuis la nef. Une dizaine ont perdu leur sculpture, ou ont été remplacés par des corbeilles simplement épannelées, notamment à l'intersection avec les croisillons du transept. Pour le reste, les chapiteaux se répartissent en trois groupes en fonction de leur décor : décor uniquement végétal, le plus souvent avec des variations autour de la feuille d'acanthe, ou bien avec des palmettes, des feuilles d'arum ou des feuilles d'eau, avec volutes d'angle ou non ; décor végétal avec interposition de têtes d'angle ou d'animaux ; et chapiteaux montrant uniquement des figures humaines, rarement historiés, avec des motifs généralement peu compliqués. Les décors géométriques sont absents. La feuille d'acanthe, d'inspiration antique, est peu représentée dans les églises romanes de la région, et est plus habituellement l'apanage des édifices les plus importants. On la trouve aussi à Le Bellay-en-Vexin, Béthisy-Saint-Pierre, Brignancourt, Foulangues, Hardricourt, Juziers, Limay, Noël-Saint-Martin (commune de Villeneuve-sur-Verberie), Wy-dit-Joli-Village. Elle est ici relativement schématisée, et à faible relief, davantage gravée que sculptée, en accentuant l'effet graphique. Elle n'est pas traitée de la même façon qu'à Béthisy-Saint-Pierre, Chars et Saint-Germer-de-Fly, où elle est travaillée au trépan. Il y a en revanche une similitude avec Foulangues. Les chapiteaux les plus aboutis arborent de différentes déclinaisons des palmettes de feuille d'acanthe. C'est ici un motif plus récurrent dans les églises du XIIe siècle dans la région. Il est généralement réservé à un petit échantillon de chapiteaux, car nécessitant davantage d'heures de travail que les feuilles plates ou les volutes d'angle. C'est des chapiteaux à palmettes que dérivent les quelques chapiteaux à décor « mixte », avec des têtes de monstre aux angles crachant des rinceaux. Au nord du troisième doubleau du bas-côté sud, deux pigeons buvant dans un même vase se superposent aux feuilles d'acanthe. Plus fréquents sont les chapiteaux à figures humaines. Quand les petits chapiteaux des colonnettes sont concernés, ils représentent presque toujours un homme se tenant debout, dans une posture évoquant un atlante qui porte le poids de la voûte sur son dos, comme on peut en voir à Bury, Cambronne-lès-Clermont, Saint-Étienne de Beauvais et Saint-Germer-de-Fly. À titre d'exception, une tête de diable se trouve dans le bas-côté nord, au revers de la façade. Comme le note Anne Prache, les églises du Bellay-en-Vexin (dont seules les travées orientales sont voûtées) et de Cergy possèdent des chapiteaux de la même facture que Lavilletertre.
Les chapiteaux à figures sont sans doute ceux qui se démarquent le plus de la production habituelle dans la région à la fin de la période romane. Dans les rares églises où il en existe, ils sont nettement moins nombreux. Louis Régnier les a étudiés : « Sous la tribune, à l'angle nord-ouest, l'on trouve un homme en buste qui soutient le tailloir de ses deux mains levées, pendant qu'un serpent et un lézard le tourmentent et qu'un crapaud lui dévore le cou. Les deux chapiteaux placés sous l'arc qui ouvre du côté de la nef, face à cette dernière, montrent : celui du nord, un personnage accroupi qui s'ouvre largement la bouche de ses deux mains ; celui du sud, mieux conservé, un autre personnage barbu, les cheveux longs et bouclés, la physionomie placide, vêtu d'une robe descendant presque jusqu'aux pieds, les mains croisées sur l'abdomen, et béatement assis dans un fauteuil de vannerie […]. Dans le bas-côté nord, le long de la muraille, trois ou quatre chapiteaux traités dans le même goût méritent d'être signalés. C'est d'abord, à l'angle nord-ouest, un homme qui tient dans ses mains les deux pointes de sa barbe ; puis, à la colonnette qui supporte la branche d'ogive, dans l'angle nord-est de la même travée, un personnage assis, vêtu d'une robe plissée, barbu et tenant dans chaque main la tige d'une palmette […] ; plus loin, un homme saisit de ses deux mains les extrémités d'une sorte d'écharpe passée autour de son cou. […] Les chapiteaux placés le long du mur latéral du midi présentent les deux sujets suivants : 1° dans la deuxième travée, une reine, assise dans un fauteuil ou chaire à dossier, la tête ceinte d'une couronne à fleurons losangés, les cheveux longs et noués en deux tresses qui descendent jusqu'à terre. Elle tient de ses deux mains réunies un court bâton ou deux bâtonnets juxtaposés. Deux palmettes à tige […] l'encadrent des deux côtés. 2° Dans la quatrième travée, un évêque assis, aujourd'hui sans mitre, mais reconnaissable à la crosse tournée en dehors qu'il tient dans sa main droite, pendant que sa main gauche repose sur ses genoux ».

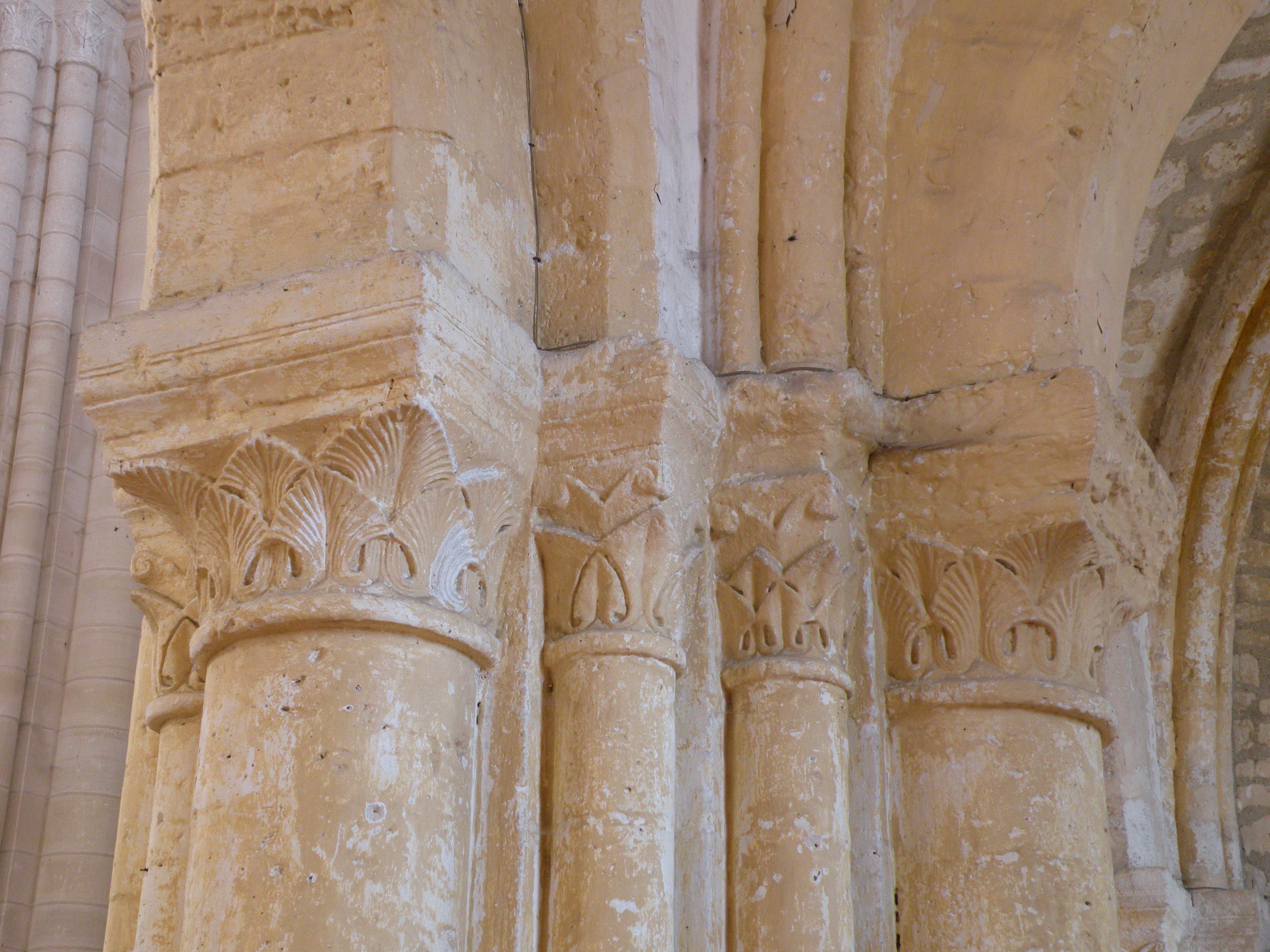
Bas-côté sud, 4e pilier des grandes arcades.
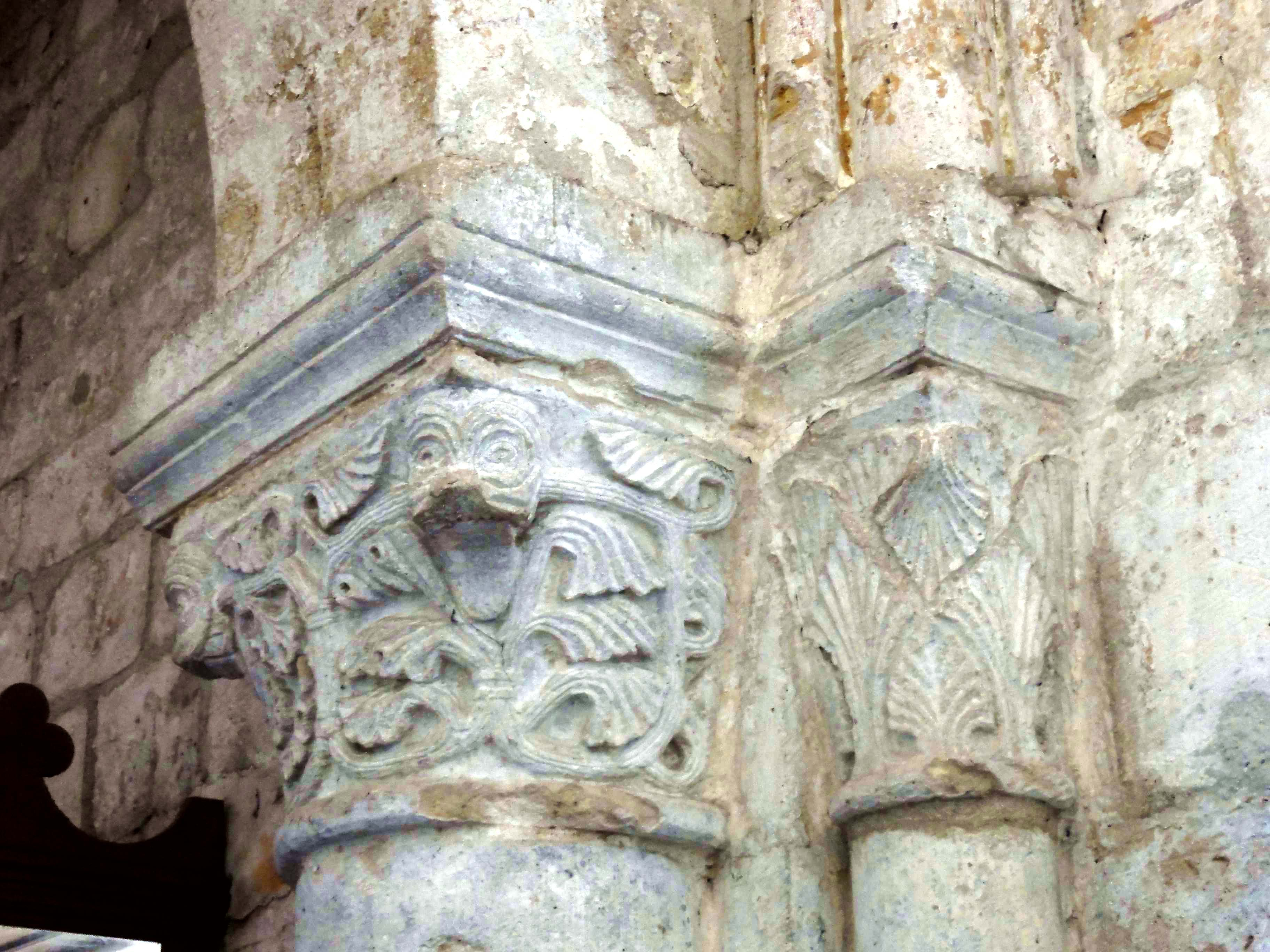
Bas-côté sud, 2e doubleau, côté sud.
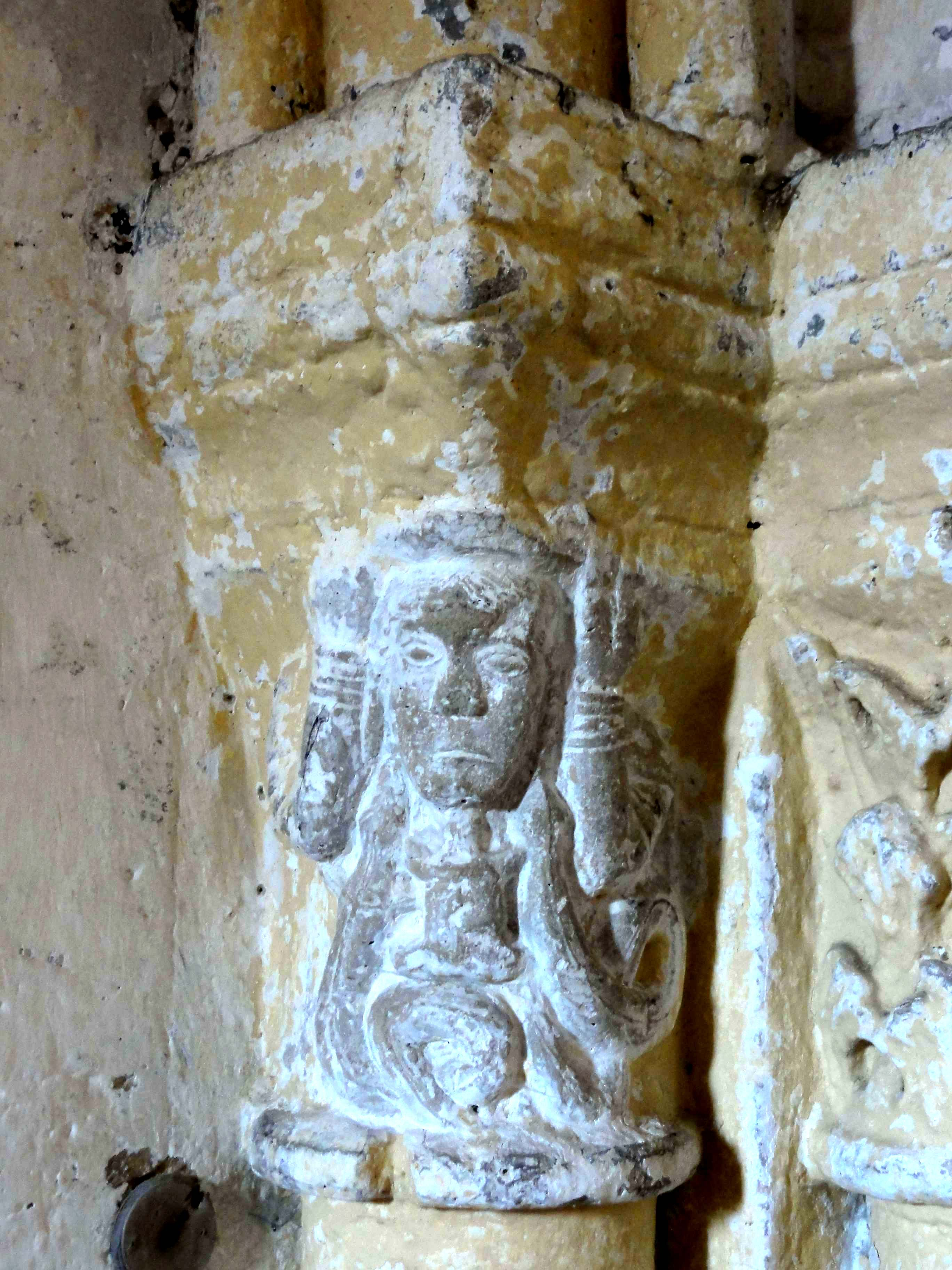
Narthex, chapiteau dans l'angle nord-ouest.
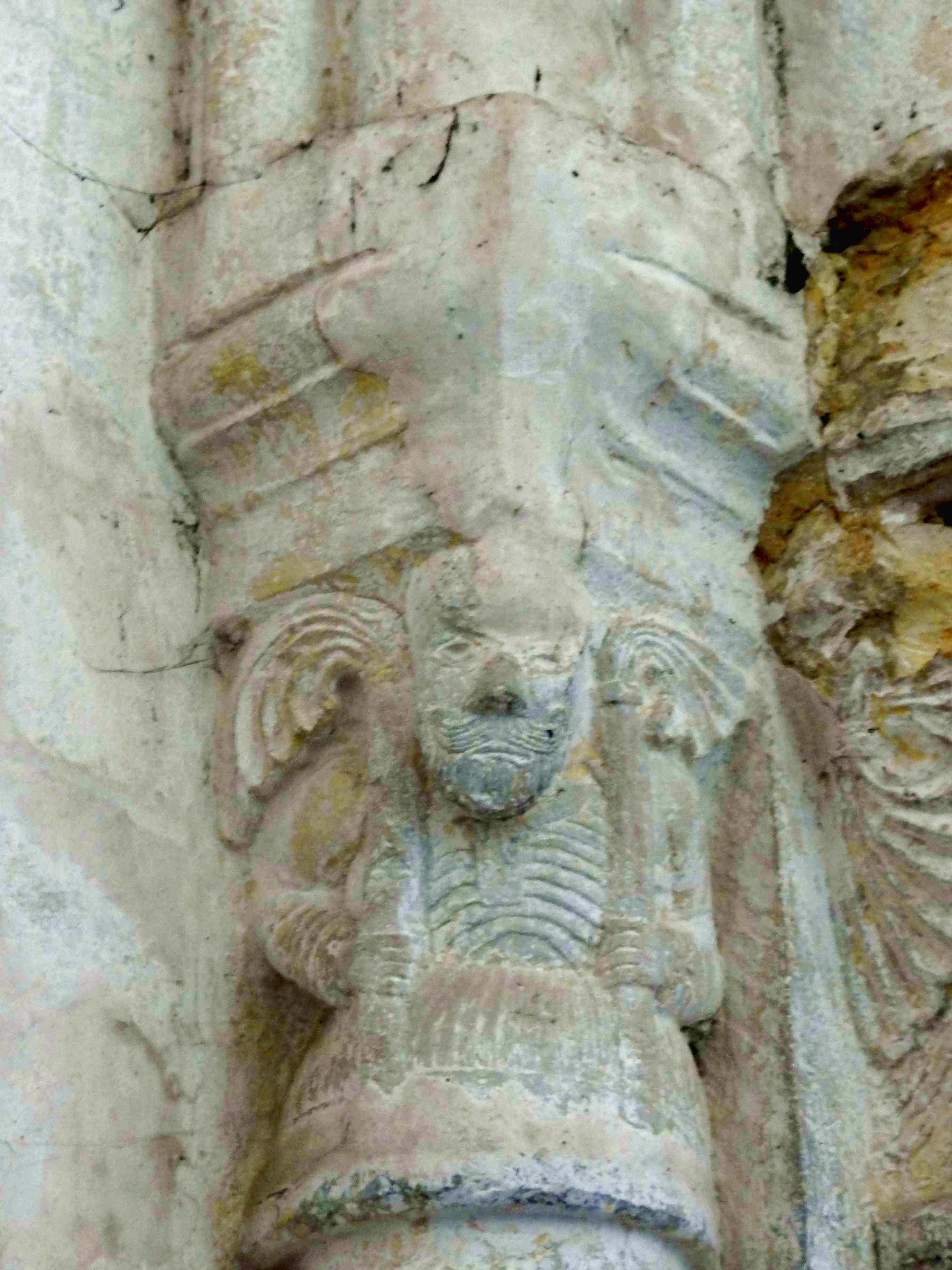
Bas-côté nord, 1er doubleau, côté nord.
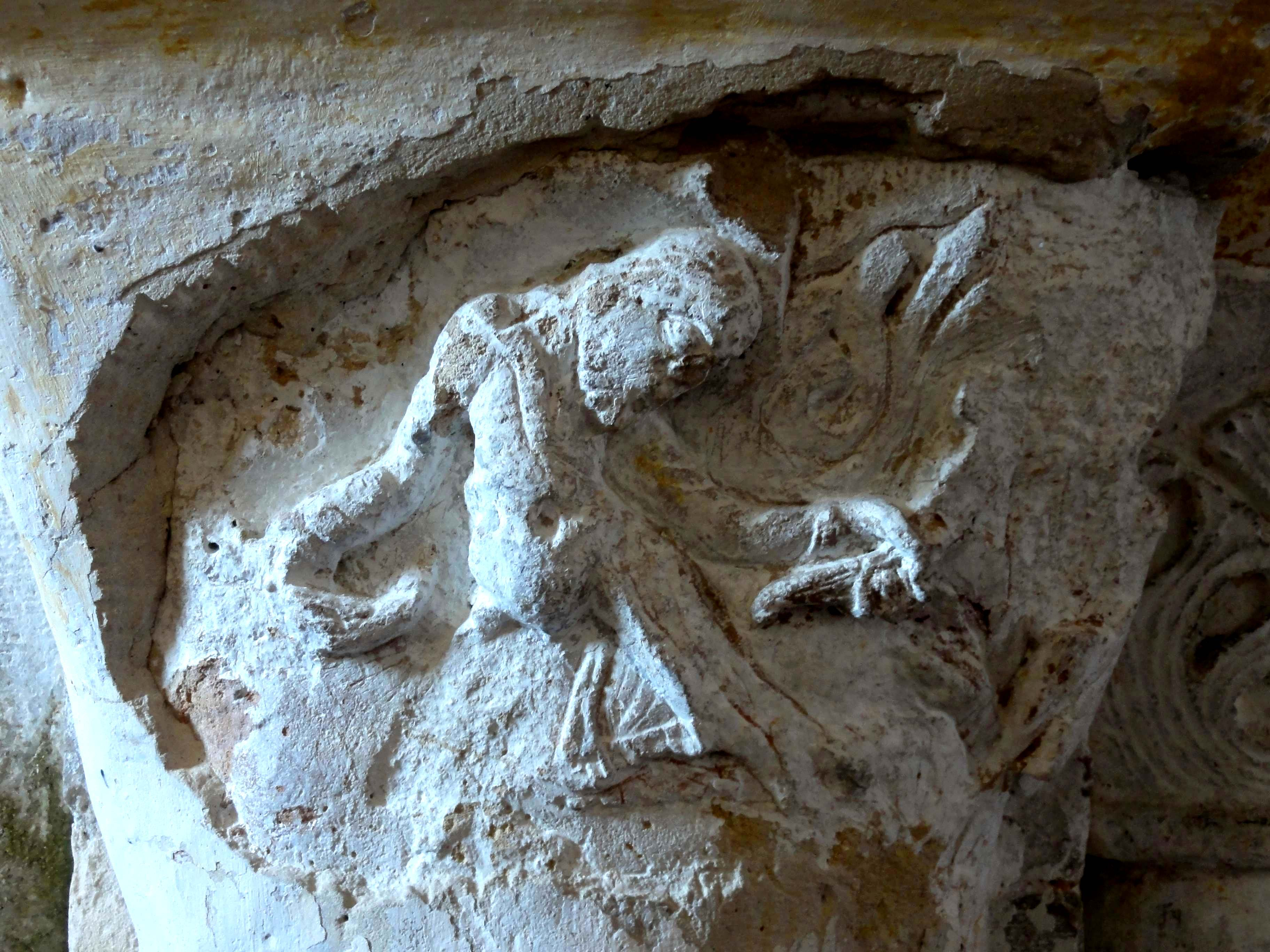
Bas-côté sud, 1re grande arcade, côté ouest.
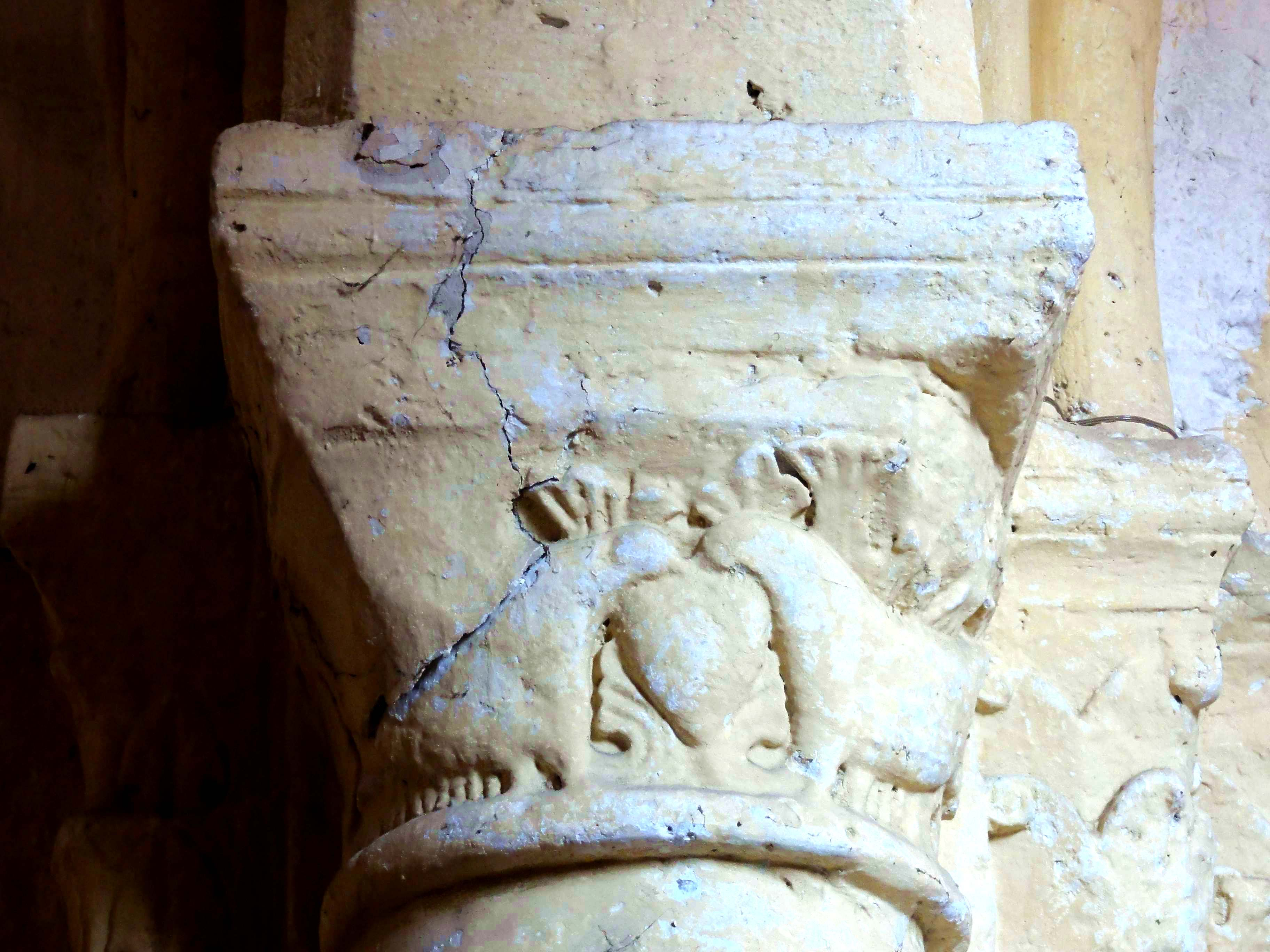
Bas-côté sud, 3e doubleau, côté nord.

#### Transept

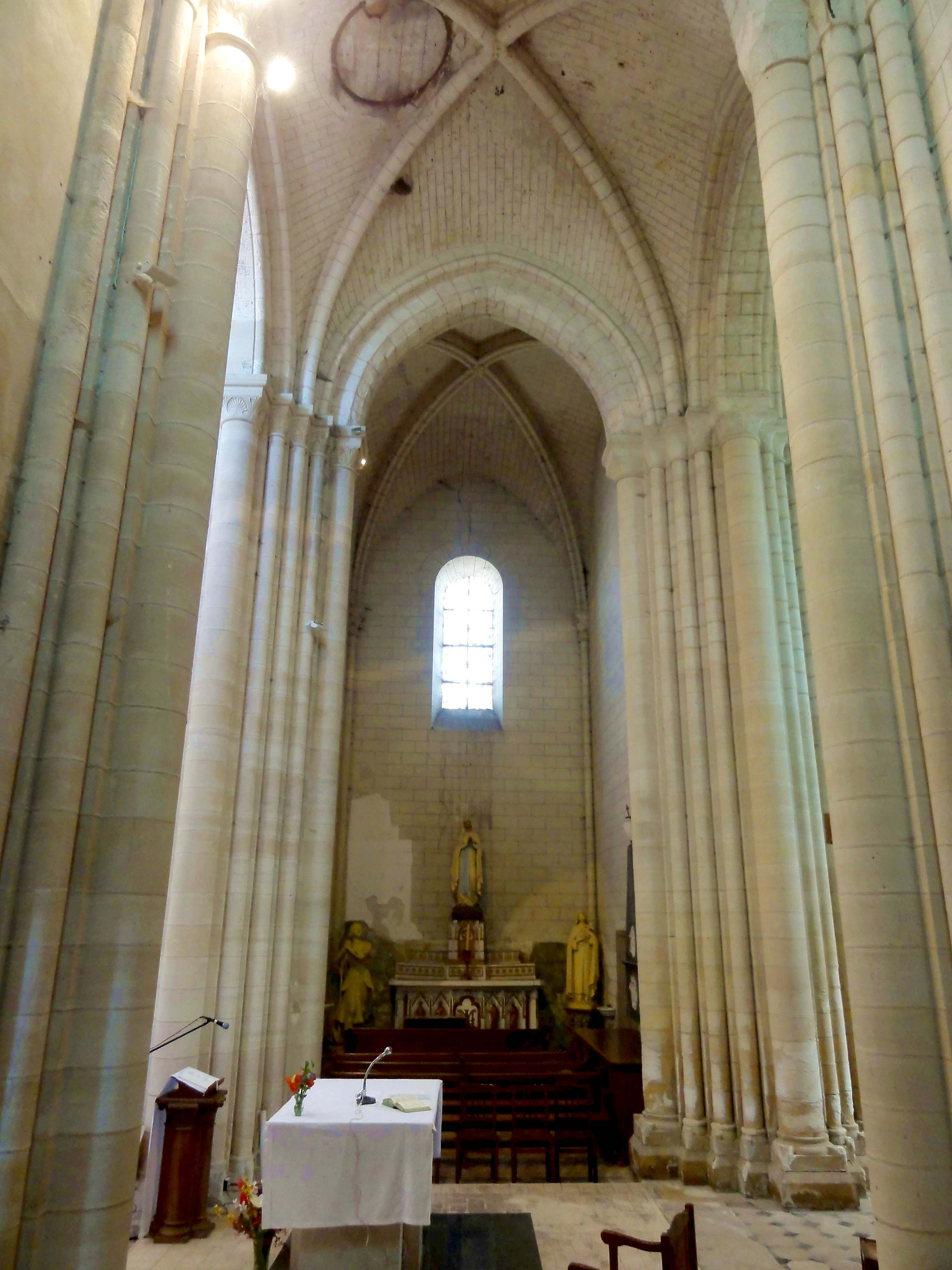
Vue transversale sud-nord.

Le carré du transept mesure 5,90 m de diamètre d'est en ouest. Il communique avec la nef, les croisillons et le chœur par quatre hautes arcades en tiers-point, qui retombent sur d'épais piliers flanqués d'une multitude de colonnettes. En raison des arcades reliant les bas-côtés aux croisillons, les deux piliers du côté ouest sont entièrement libres au niveau des grandes arcades. Ils sont cantonnés de quatre colonnes, qui correspondent aux rangs de claveaux inférieurs des arcades et aux doubleaux, et de quatre groupes de trois fines colonnettes, qui correspondent aux ogives et aux rangs de claveaux supérieurs des arcades et doubleaux. La présence de doubleaux à double rouleau explique ici le nombre augmenté de colonnettes par rapport aux piliers de la nef. Puisqu'il n'y a pas d'absidioles ou chapelles latérales accompagnant le chœur, les deux piliers du côté est sont engagés, et comptent deux colonnes en moins. Du fait d'une simplification de l'architecture souvent pratiqué dans les croisillons, avec des colonnettes partagées par les ogives et les formerets ou un renoncement aux formerets, il y a également une colonnette en moins du côté des croisillons, et des colonnettes uniques suffisent dans les quatre extrémités du transept. En l'occurrence, c'est pour le renoncement aux formerets que le maître d'œuvre a opté.
Pour la pose de boiseries au XVIIe siècle ou au XVIIIe siècle, les colonnettes et leurs bases ont été fortement mutilées, et la plupart des bases d'origine ont été détruites. Les chapiteaux ont connu le même sort, bien que ceux tournés vers le chœur étaient placés plus hauts sur les piliers que les autres. Seulement les colonnettes et chapiteaux regardant la nef sont demeurés à peu près intactes, et ce n'est que du côté du croisillon nord, que des vestiges des bases ont subsisté. Lors d'une restauration au milieu des années 1880, les fûts avec leurs chapiteaux et leurs bases ont été refaits du côté ouest en s'inspirant de ces vestiges. Puis, l'on a procédé de la même manière du côté est, tout en respectant les derniers chapiteaux authentiques, qui restent reconnaissables grâce à leur décor sculpté. Au niveau des bases, il est moins évident de distinguer les bases authentiques de celles refaites, et il est impossible à déterminer si les bases du XIIe siècle comportaient des griffes. Les trois voûtes d'ogives du transept subsistent d'origine. Dans la croisée du transept, les ogives sont monotoriques, alors que dans les croisillons, elles accusent une fine arête entre deux tores. C'est à peu près le même profil que dans la nef, mais les tores sont plus fins. Comme particularité, les voûtes sont en arc brisé au nord et au sud, mais proches du plein cintre à l'ouest et à l'est. Les clés de voûte sont de petites croix fleuronnées, mais la clé du croisillon nord s'est perdue. Le trou de cloches dans le voûtain occidental de la croisée du transept a été percé après coup.
Les croisillons mesurent 4,45 m de large d'est en ouest, et leur profondeur est de 5,80 m du nord au sud, ce qui dépasse nettement la largeur des bas-côtés. Ils communiquent avec ceux-ci par des arcades assimilées aux grandes arcades de la nef, dont celle du nord a toutefois le rouleau supérieur mouluré d'un tore (les grandes arcades ne sont pas moulurées). Une restauration assez radicale au XIXe siècle a fait perdre leur caractère aux croisillons, et leurs niches d'autel sont depuis lors bouchées. De telles niches d'autel sont rares dans la région. On peut néanmoins citer le prieuré de Bray (commune de Rully), Domont, Labruyère, Pondron, Puiseux-Pontoise, Saint-Vaast-lès-Mello, Santeuil et Vernouillet. Dans chaque croisillon, le jour entre par une unique fenêtre en plein cintre établie dans le mur d'extrémité nord ou sud. Elle est située en hauteur, relativement petite, et dénuée de toute ornementation. L'éclairage procuré par ses fenêtres est insuffisant, et le transept est donc la partie la plus sombre de l'église.

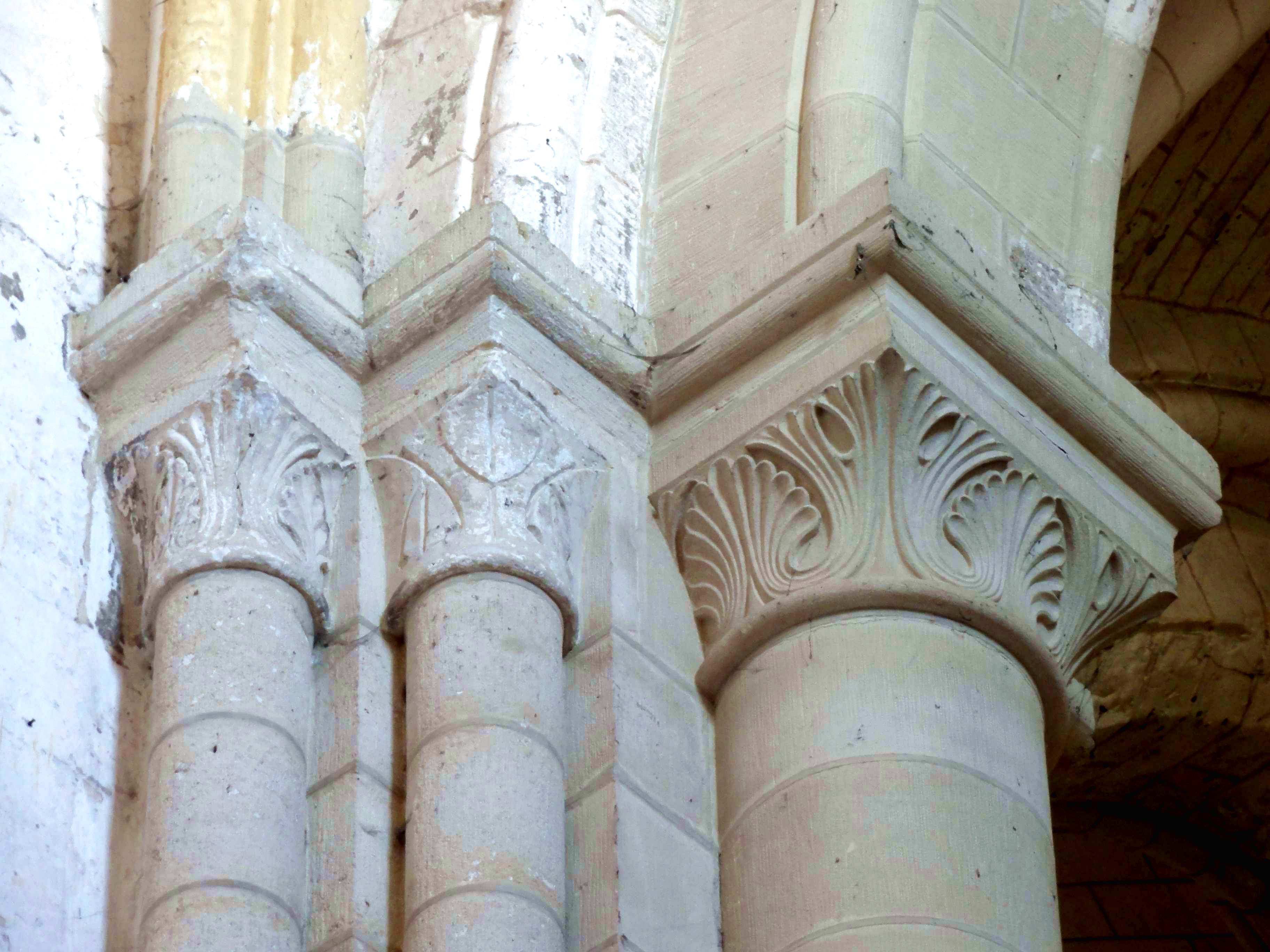
Chapiteaux côté nef.
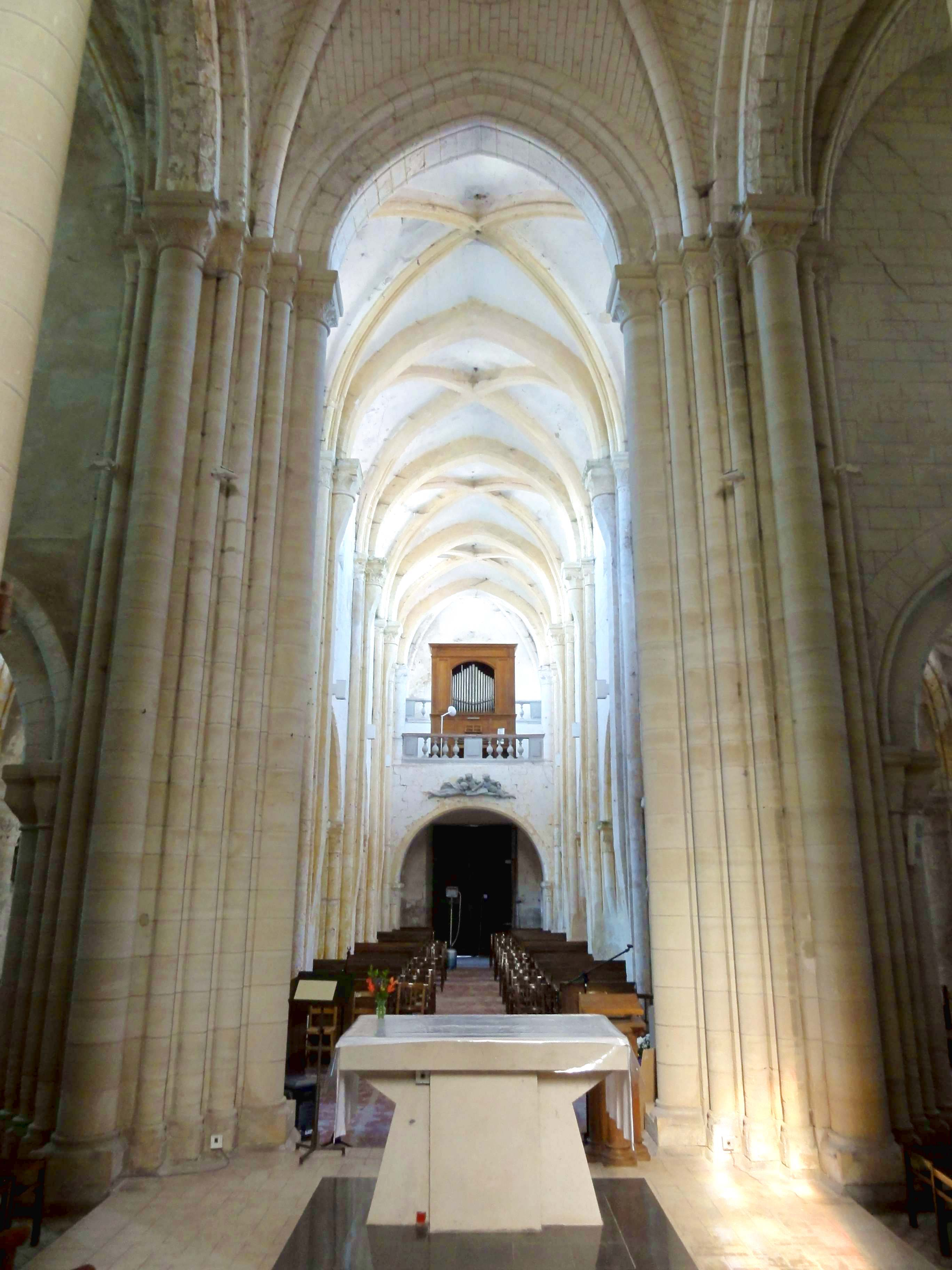
Croisée du transept, vue vers l'ouest.
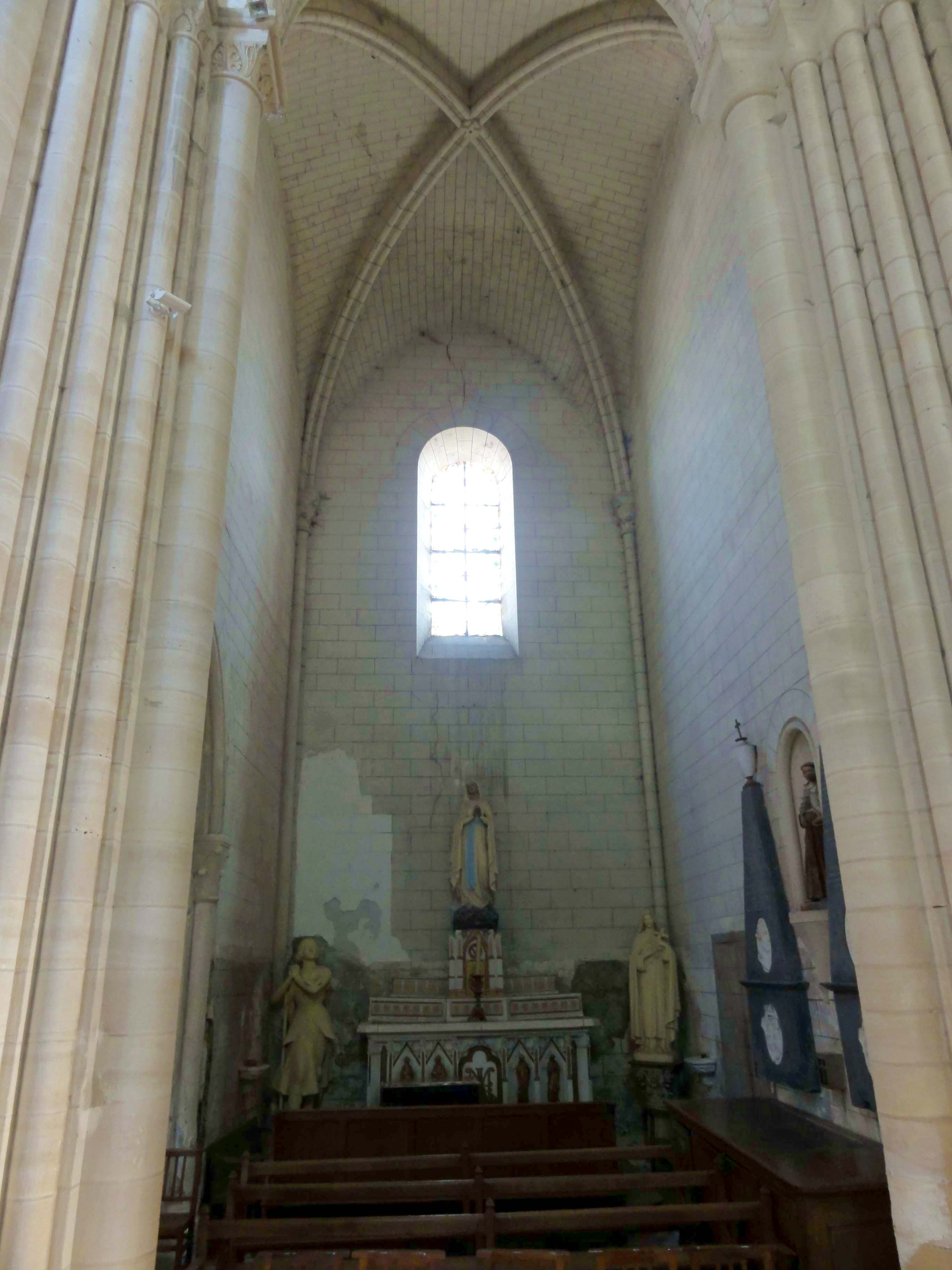
Croisillon nord, vue vers le nord.
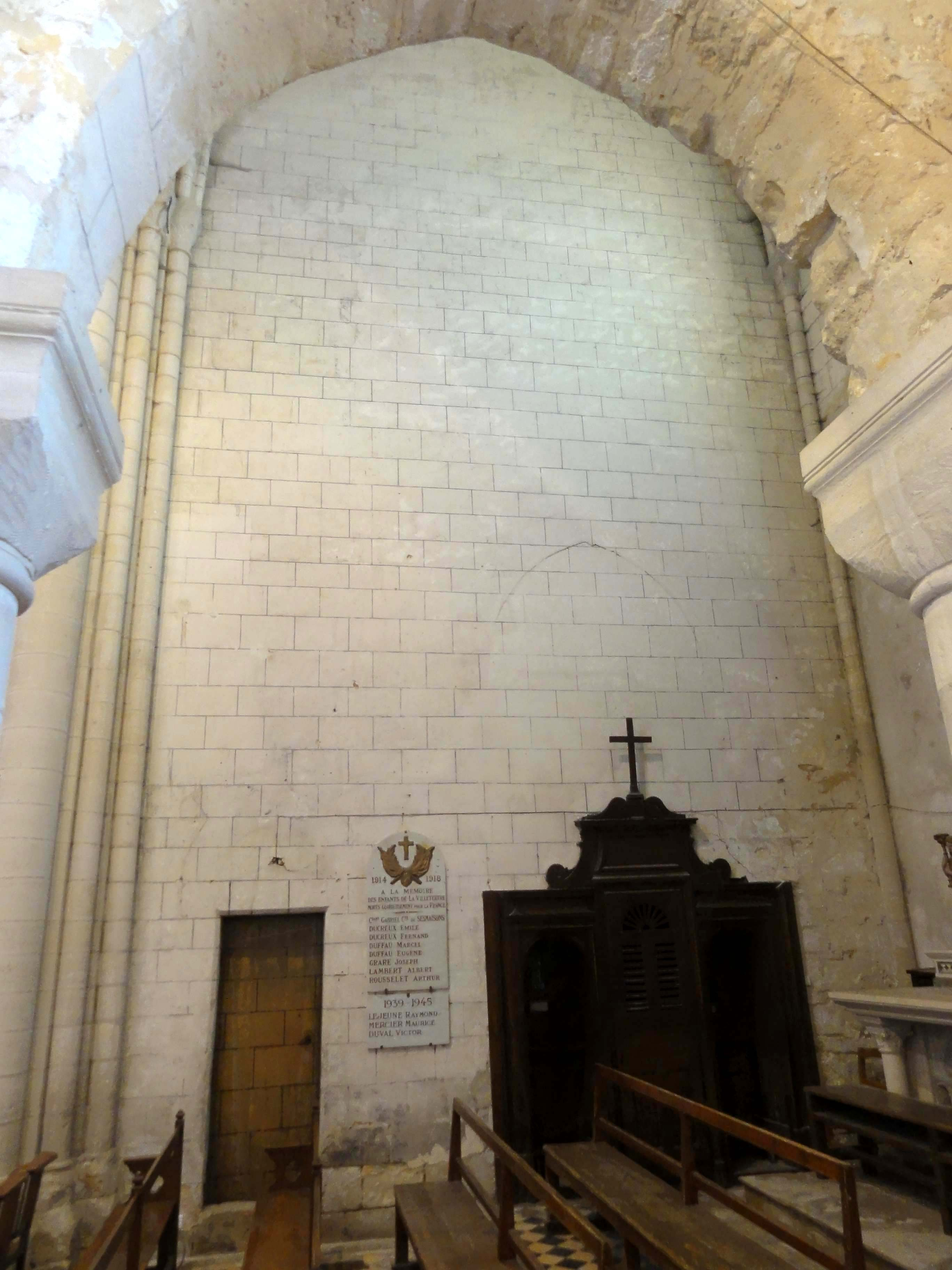
Croisillon sud, vue vers l'ouest.
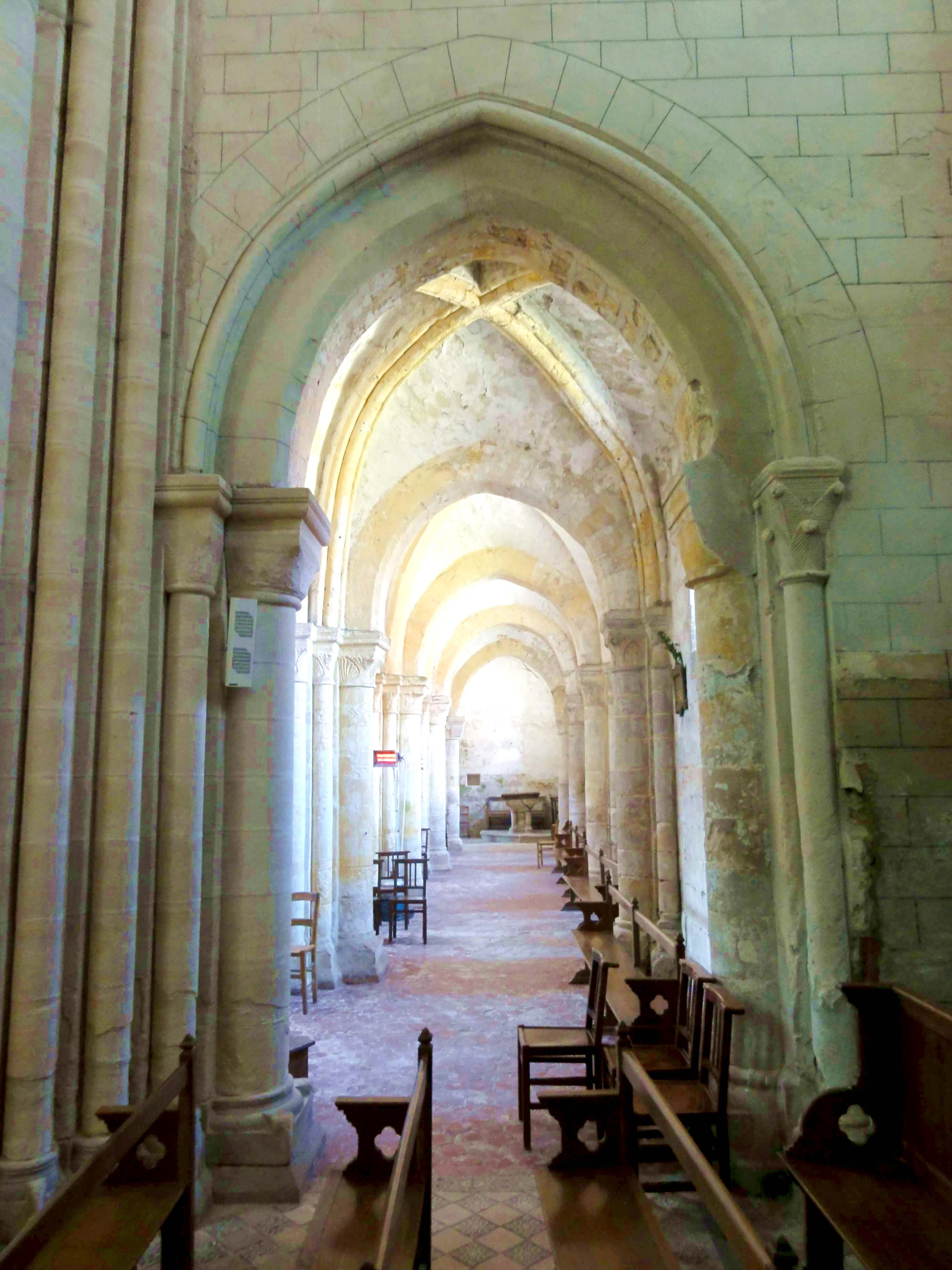
Croisillon nord, vue vers l'ouest dans le bas-côté.
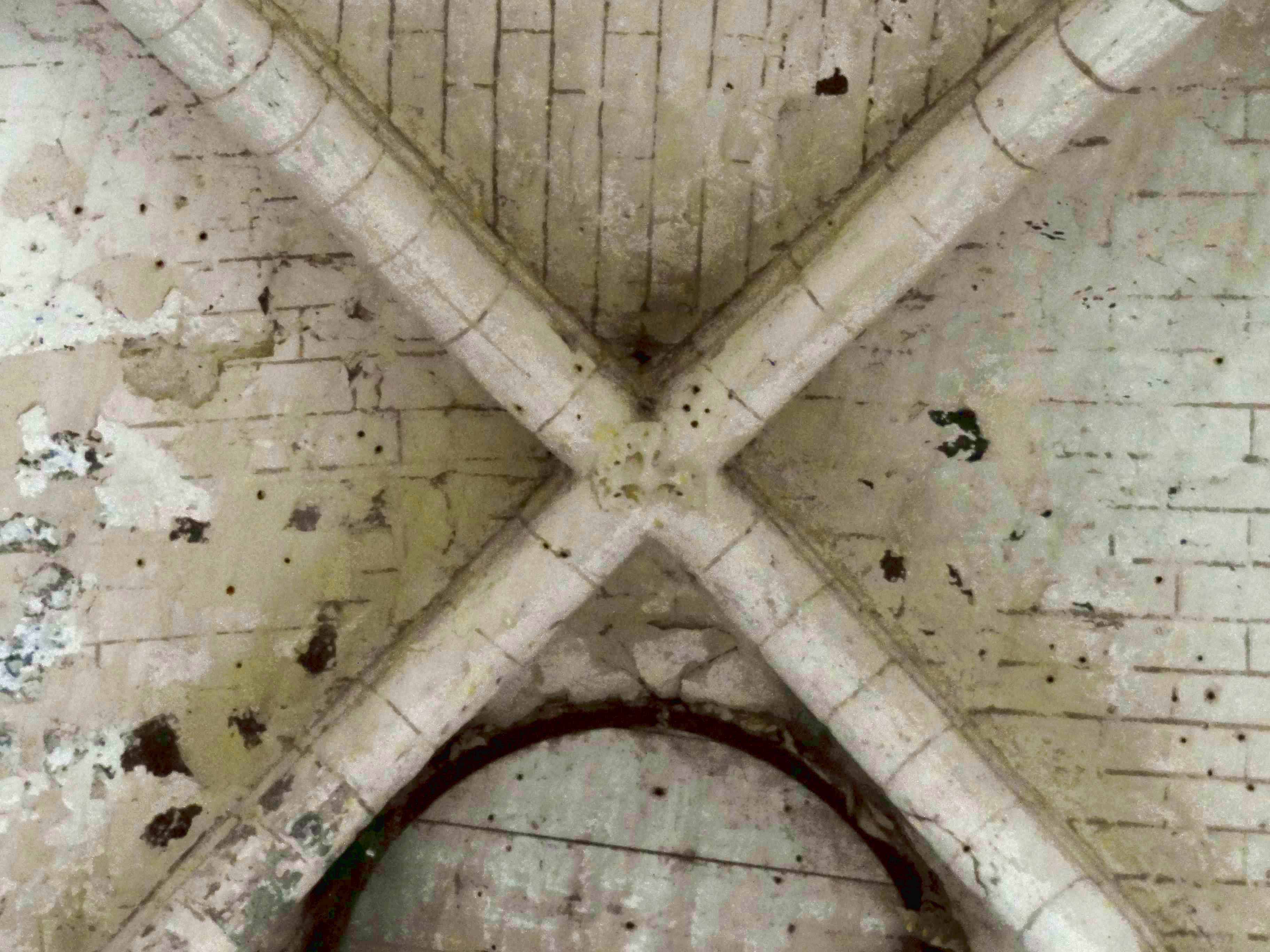
Croisée du transept, clé de voûte.

#### Chœur

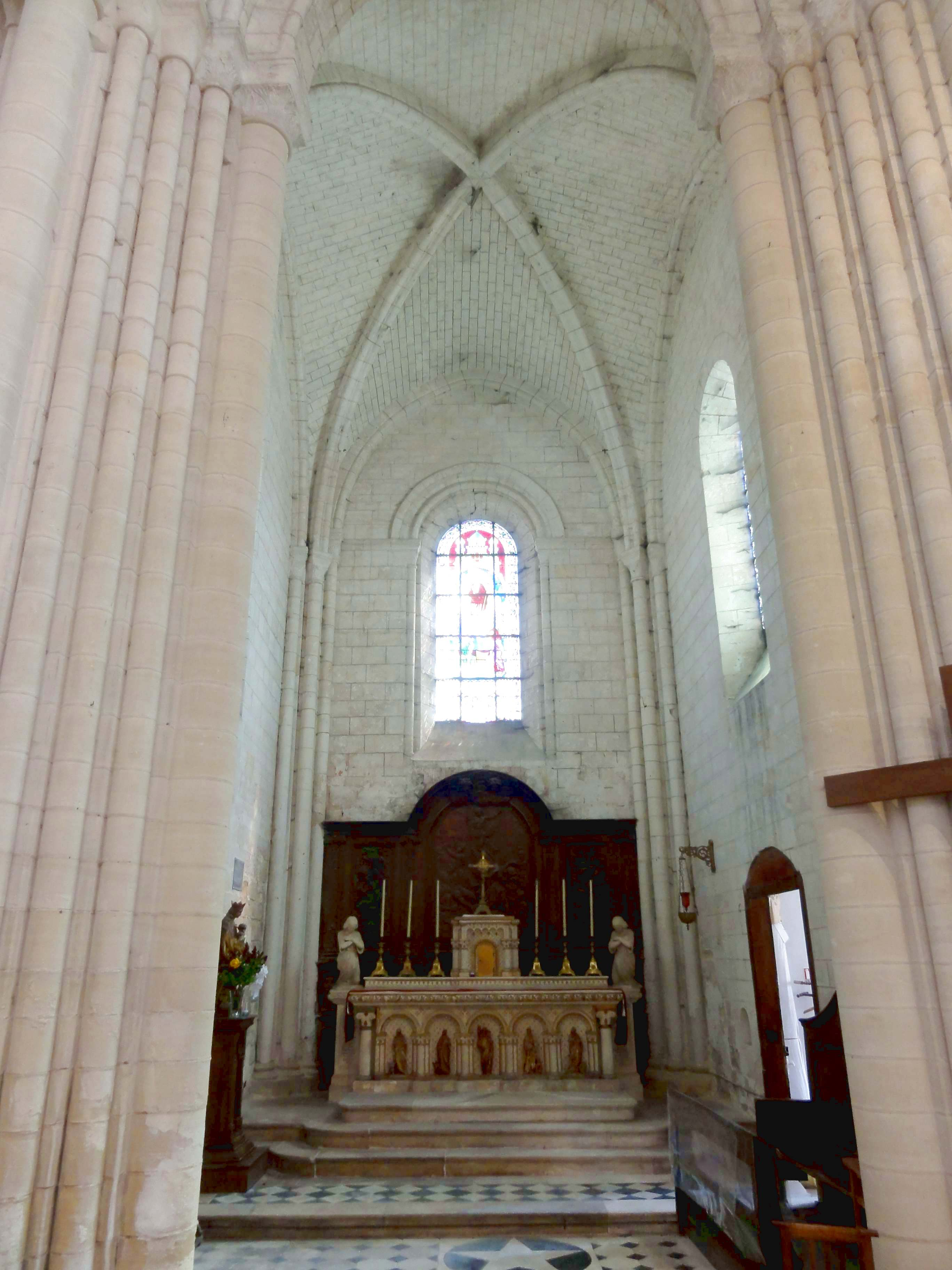
Vue dans le chœur.

Le sol du chœur est plus élevé que celui du reste de l'église, et il faut franchir une marche d'escalier pour y accéder. La largeur est de 4,45 m tout comme pour les croisillons, mais la profondeur de 6,60 m dépasse de 0,80 m celle des croisillons. La voûte est identique à celles des croisillons du transept, mais contrairement à la règle dans cette église, elle est pourvue de formerets de profil torique, même au-dessus du doubleau vers la croisée du transept. On peut donc considérer que celui-ci est à triple rouleau. Les formerets décrivent des arcs en plein cintre à l'ouest et à l'est, et en cintre brisé au nord et au sud. Les rouleaux supérieurs du doubleau occidental, les ogives et les formerets sont reçus sur des faisceaux de quatre colonnettes du côté ouest, et sur des faisceaux de trois colonnettes dans les angles du chevet. Contrairement aux autres travées de l'église, les colonnettes réservées aux ogives sont plus épaisses que les autres, et implantées à 45° face aux ogives et non orthogonalement. Toutes les bases ont été refaites à la suite de la suppression des boiseries, avec un résultat plus convaincant à l'ouest, sous la direction de M. Simil. Les chapiteaux sculptés en feuilles d'acanthe sont ceux du XIIe siècle. L'éclairage est assuré par une baie plein cintre dans chaque mur, dont celles du nord et du sud sont similaires aux autres fenêtres de l'église et dépourvues d'ornementation intérieurement. Cependant, la baie du chevet est plus large et cantonnée de deux colonnettes reliées par un tore du même diamètre, dégagé d'une gorge, au-dessus de l'arcature. Ce tore est surmonté par un cordon de palmettes mutilé.

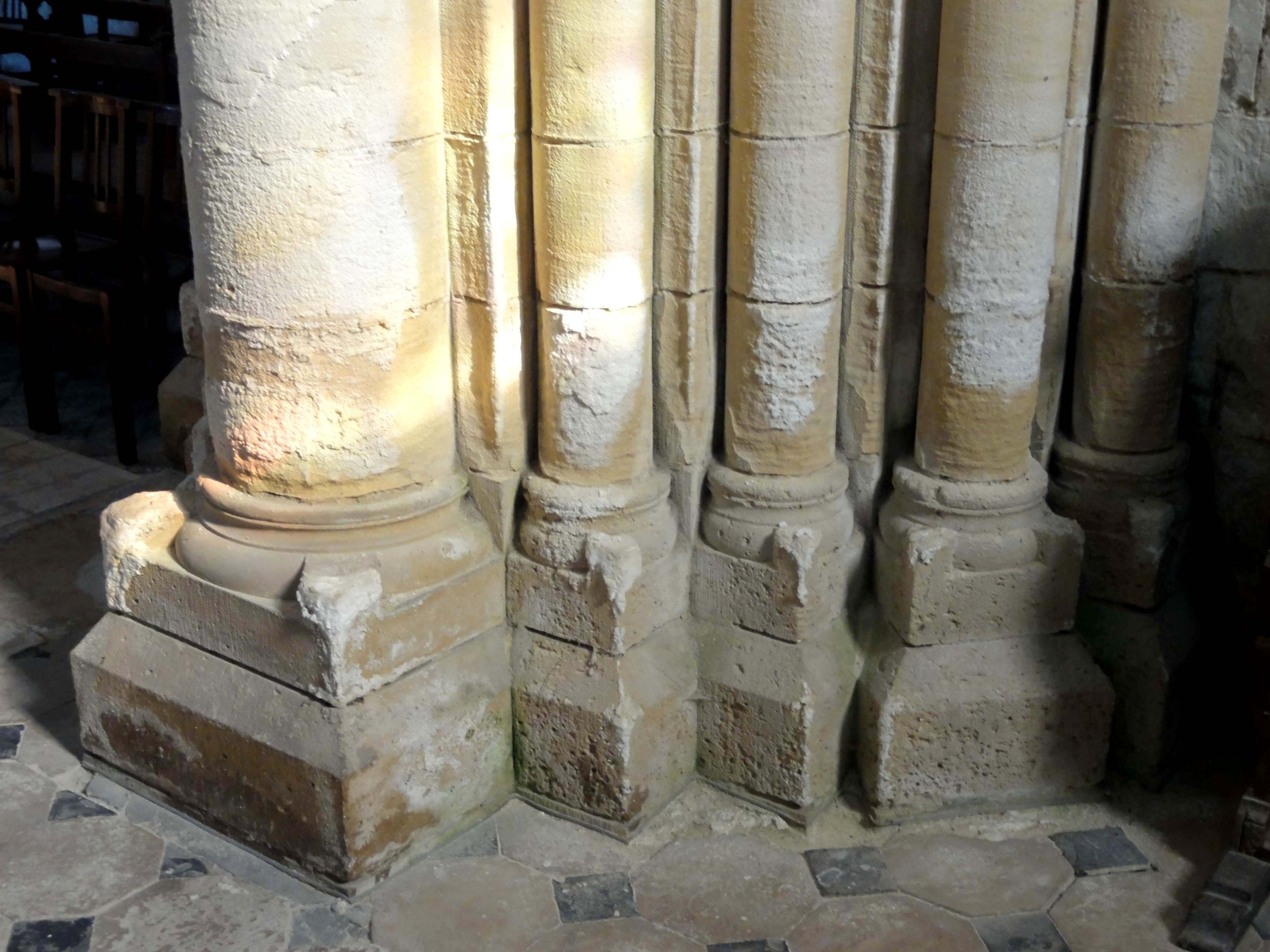
Bases dans l'angle nord-ouest.
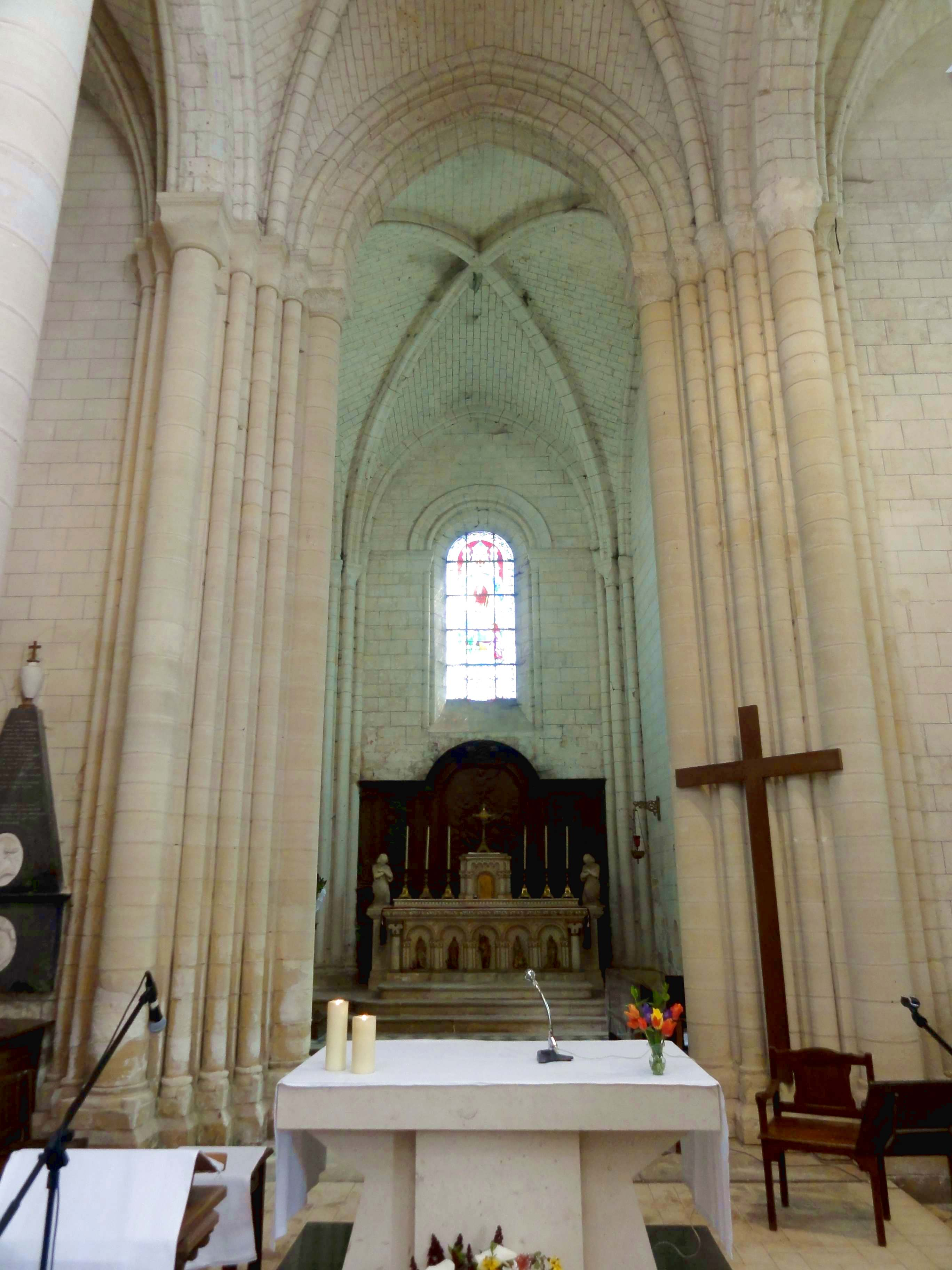
Croisée, vue vers l'est dans le chœur.
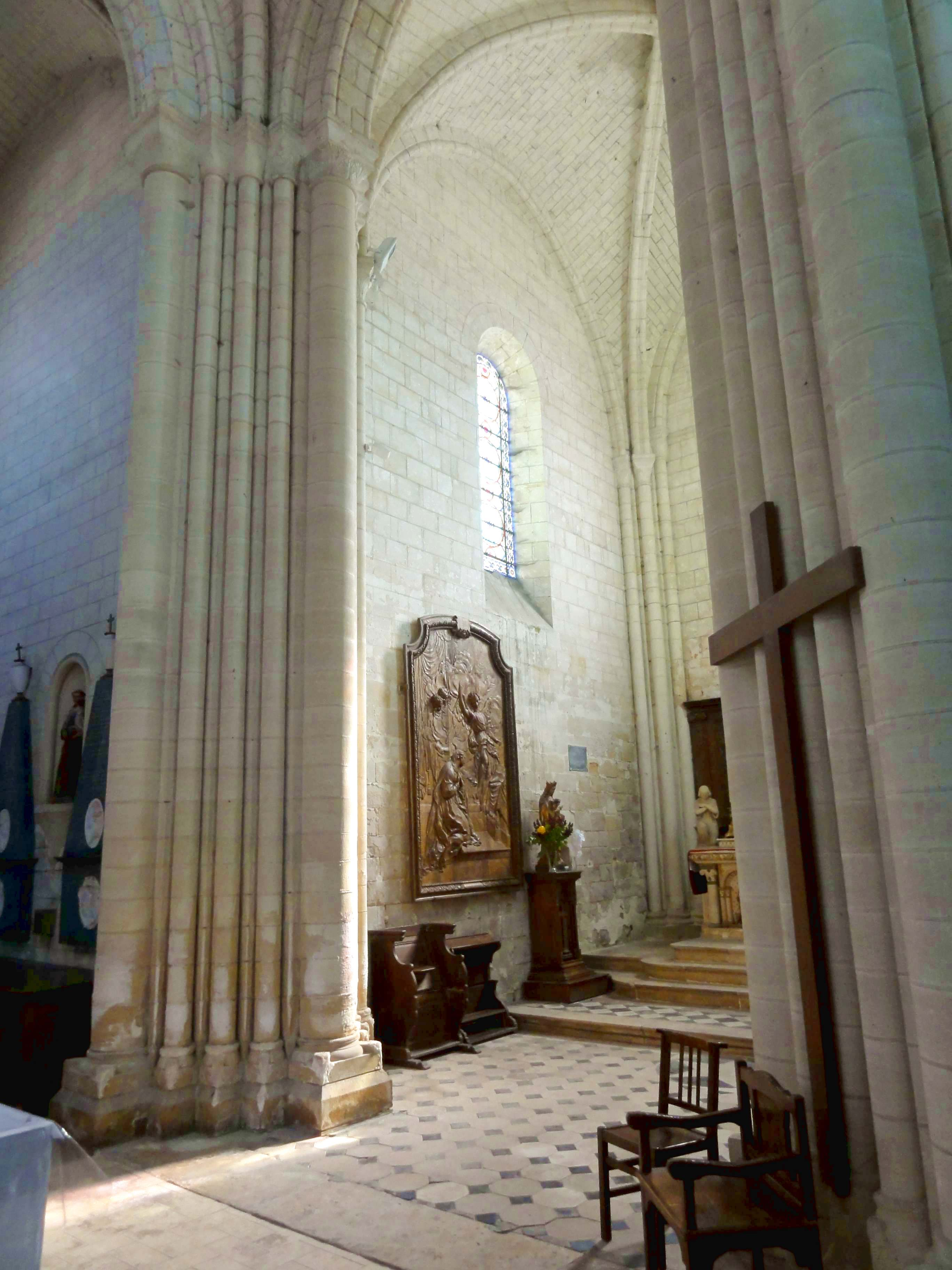
Croisée, vue vers le nord-est dans le chœur.
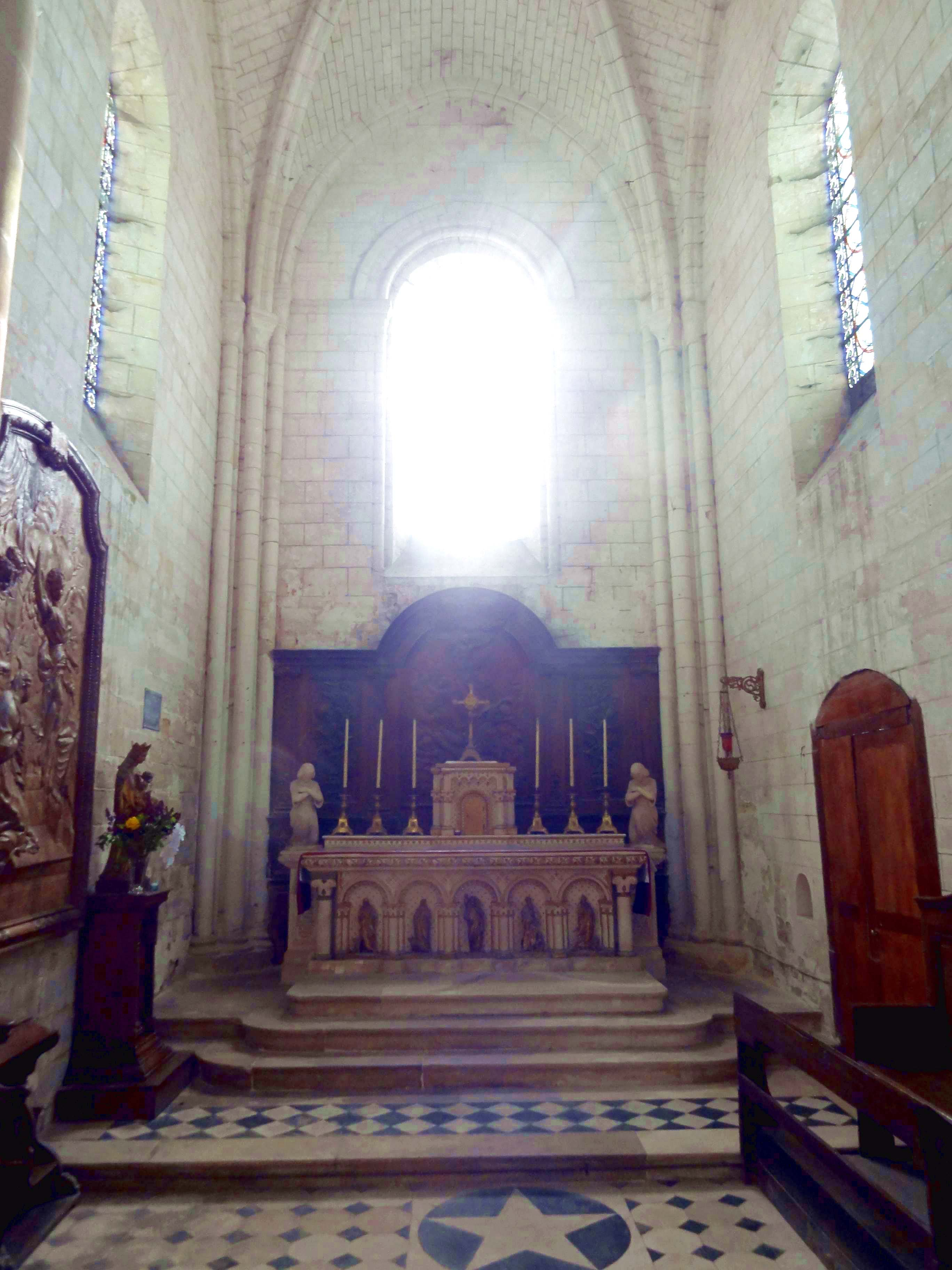
Chœur, vue vers l'est.
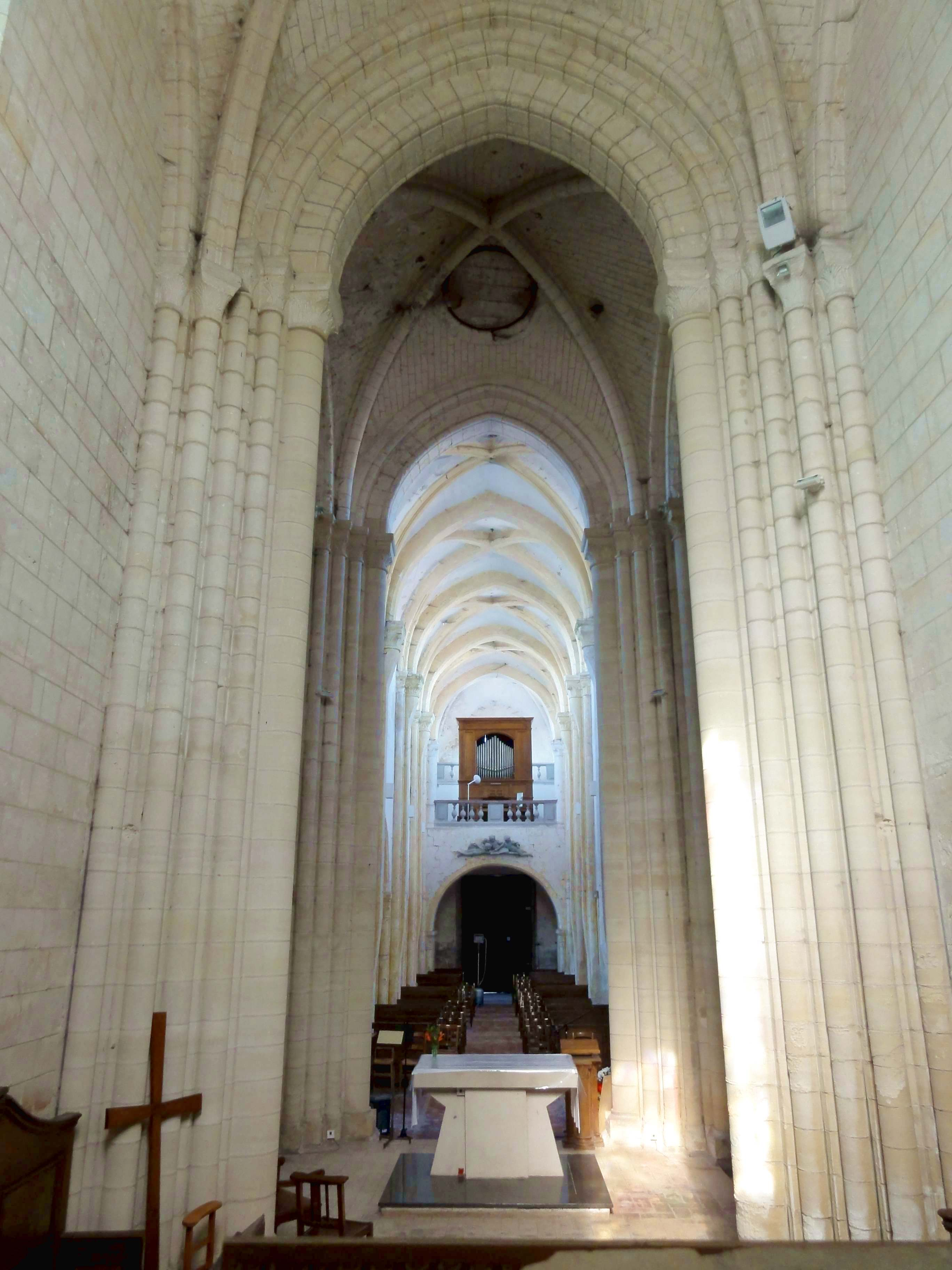
Vue vers l'ouest.
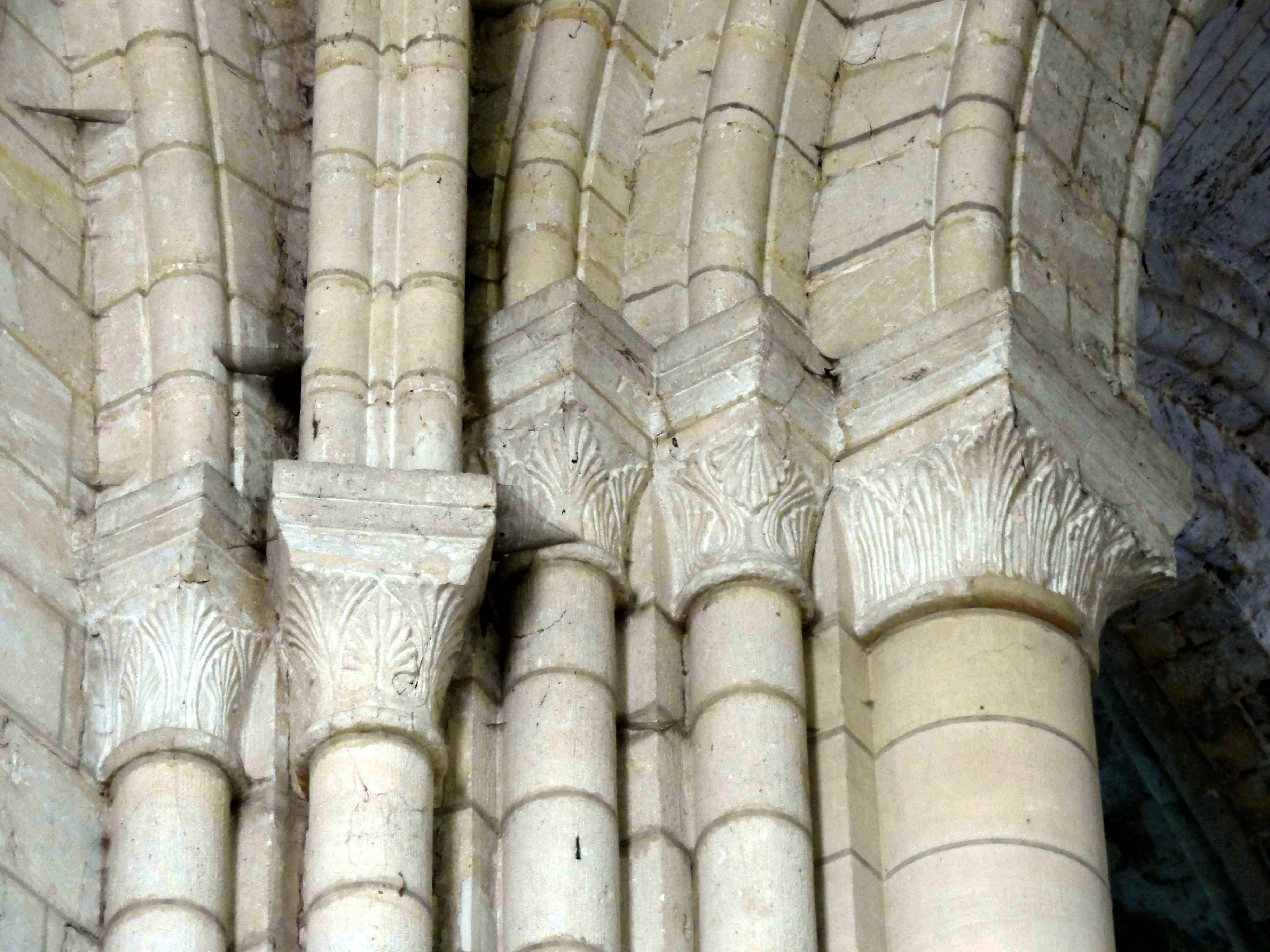
Chapiteaux dans l'angle sud-ouest.

### Extérieur

#### Façade occidentale

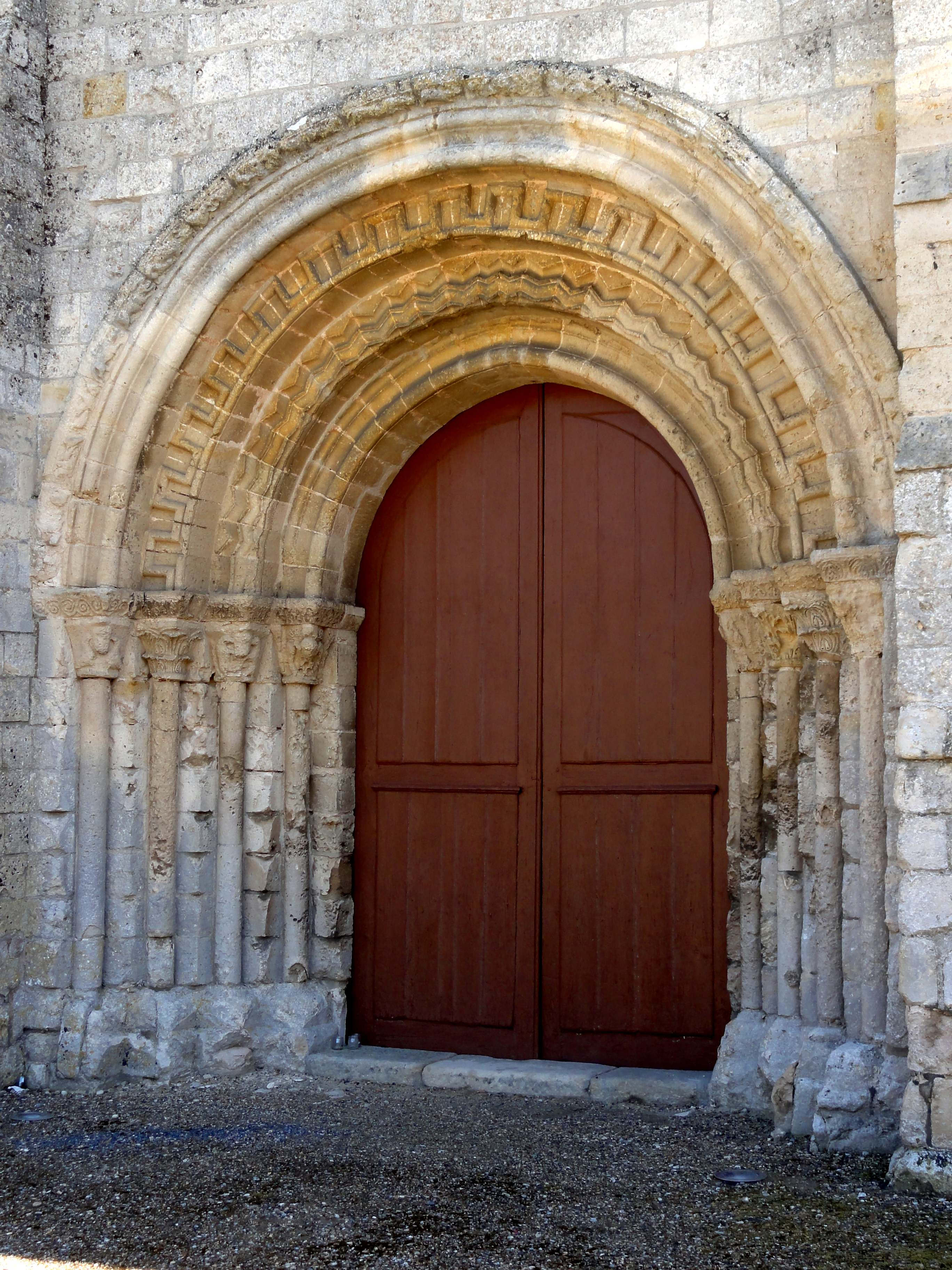
Portail occidental.

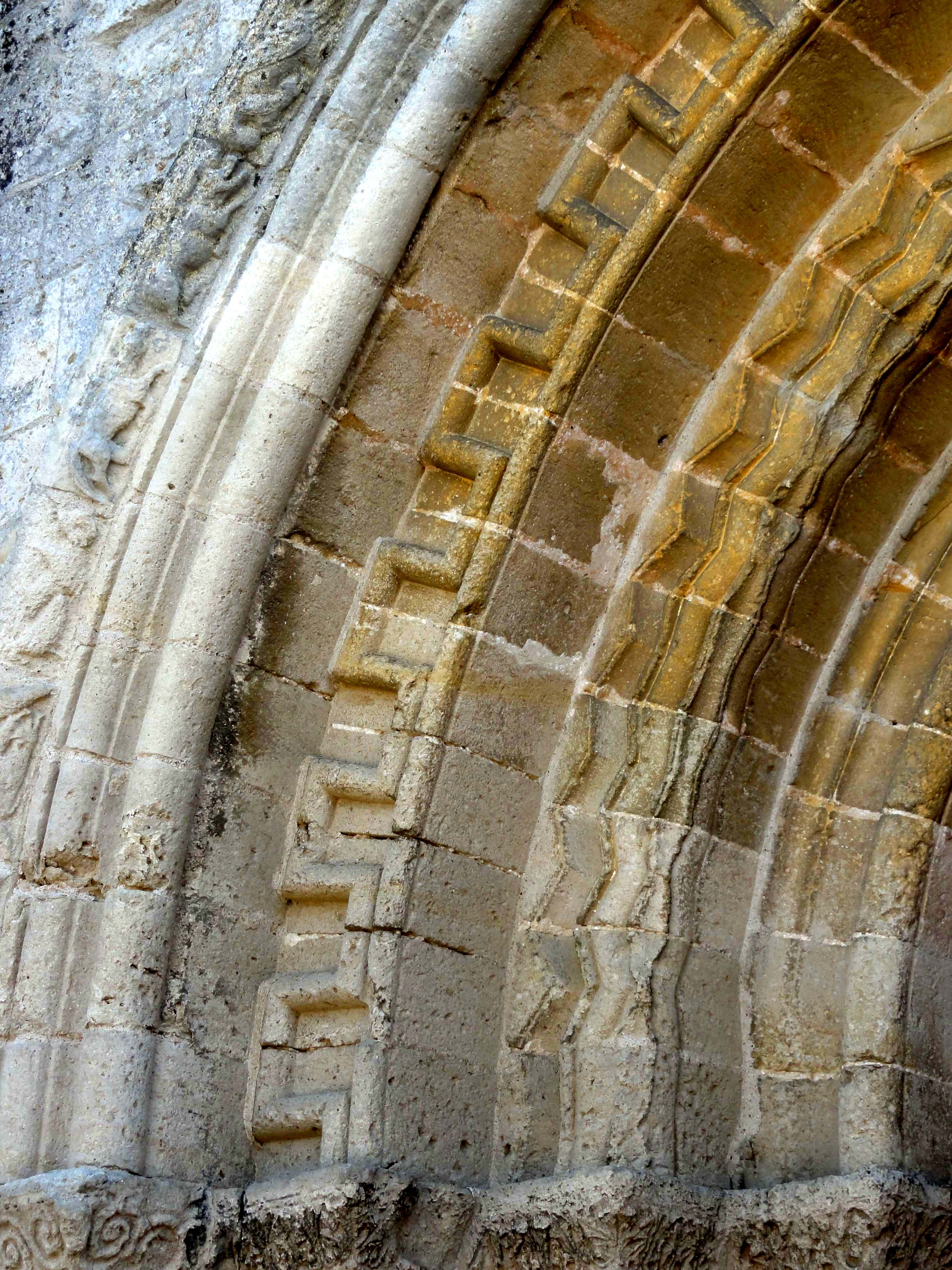
Portail, détail des archivoltes.

La façade occidentale est subdivisée verticalement par les contreforts à ressauts de la nef, qui sont peu saillants mais néanmoins entrecoupés par cinq glacis intermédiaires très inclinés. Les contreforts des murs des bas-côtés n'en comptent que trois. L'appareil est entièrement en pierre de taille, comme pour la plupart des murs de l'édifice, ce qui est assez rare pour une église rurale de cette époque. Cependant, les murs occidentaux des bas-côtés sont nus, exception faite d'une meurtrière éclairant la cage d'escalier de droite. Le pignon est également nu mais montre les traces d'une fenêtre plein cintre bouchée. Au niveau du premier étage, la tribune qui se trouve derrière est éclairée par une baie plein cintre de dimensions moyennes, flanquée de deux colonnettes maçonnées portant des chapiteaux. Sur les impostes au-dessus repose une archivolte torique, surmontée d'une gorge et d'un cordon de palmettes de feuilles d'acanthe, devenu illisible tout comme les chapiteaux. L'un semble orné de palmettes de feuilles d'acanthe, l'autre de feuilles d'eau. Les bases correspondent apparemment à celles des colonnettes à l'intérieur de l'église. Cette fenêtre sert de modèle à toutes les autres fenêtres de l'église, sauf celle du chevet qui est un peu plus large, et celles du transept, sans ornementation,.
La quadruple archivolte avec ses deux rangées de quatre colonnettes revêtant les ébrasements et sa quadruple archivolte est aussi large que l'espace disponible entre les deux contreforts de la nef. C'est le plus grand portail roman dans tout le Vexin français, avec une ouverture de 2,35 m de large et 2,53 m de haut. Il est très profond sans pour autant faire saillie : il semble ménagé dans l'épaisseur du mur, ce qui n'est qu'une illusion, car ce mur renferme les deux cages d'escalier de chaque côté du portail. Le tympan s'est perdu à une époque indéterminée. Le parement des archivoltes est mieux conservé que les colonnes et leurs chapiteaux, et les bases sont même devenues méconnaissables. Au début du XXe siècle, Pierre Coquelle pouvait encore reconnaître, en commençant tout à droite, des entrelacs, des palmettes et des feuilles enroulées ; ainsi qu'à gauche, deux oiseaux mangeant une grappe de raisin, deux ours se livrant à la même besogne, des palmettes, et, sous réserve, un homme accroupi. La lecture de Louis Régnier, qui a examiné le portail à la même époque, n'est pas du tout la même. Il reconnaît à droite, d'élégants rinceaux accompagnant une tête humaine mutilée, deux fois deux rangées de feuilles d'acanthe recourbées, puis de petites volutes au-dessus de feuilles épanouies. À gauche, il n'identifie pas des grappes de raisin, mais des têtes humaines dévorées par des oiseaux, des quadrupèdes et des animaux fantastiques. Le chapiteau le plus à l'intérieur montrerait en plus un arbre et une colonne. En tout cas, les tailloirs sont ornés de rinceaux,.
L'archivolte intérieure est légèrement brisée, alors que les autres sont tout à fait en plein cintre. Les faces antérieures des quatre archivoltes sont décorées, du centre vers l'extérieur, d'un tore dégagée par une gorge ; un rang de bâtons brisés bordé de deux filets et dégagé par une gorge (avec, à l'intrados, un second rang de bâtons brisés moins saillant, placé perpendiculairement de sorte à former des losanges à l'angle) ; un rang de frettes crénelées limité en bas par un tore assez fin ; et deux tores de diamètre inégal séparés par une gorge. C'est d'après Pierre Coquelle la seule exemple de frette crénelée dans le Vexin. L'extrados de la dernière archivolte représente une procession d'animaux de tout genre, peut-être à la sortie de l'arche de Noé, avec les quadrupèdes à gauche et les volatiles à droite. Pierre Coquelle affirme qu'il soit impossible d'identifier les espèces, alors que Louis Régnier voit aussi des poissons et des créatures fantastiques et fournit maints détails, tout en soulignant les difficultés de lecture. Un siècle plus tard, ces hypothèses sont d'autant plus impossibles à vérifier. En résumé, « sans pouvoir soutenir la comparaison avec les fameux portails romans des Charentes et du Midi, celui de la Villetertre dénote une perfection d'exécution et une variété d'invention qui donnent une haute idée du savoir des maîtres d'œuvre du XIIe siècle dans cette partie de l'Île-de-France »,.

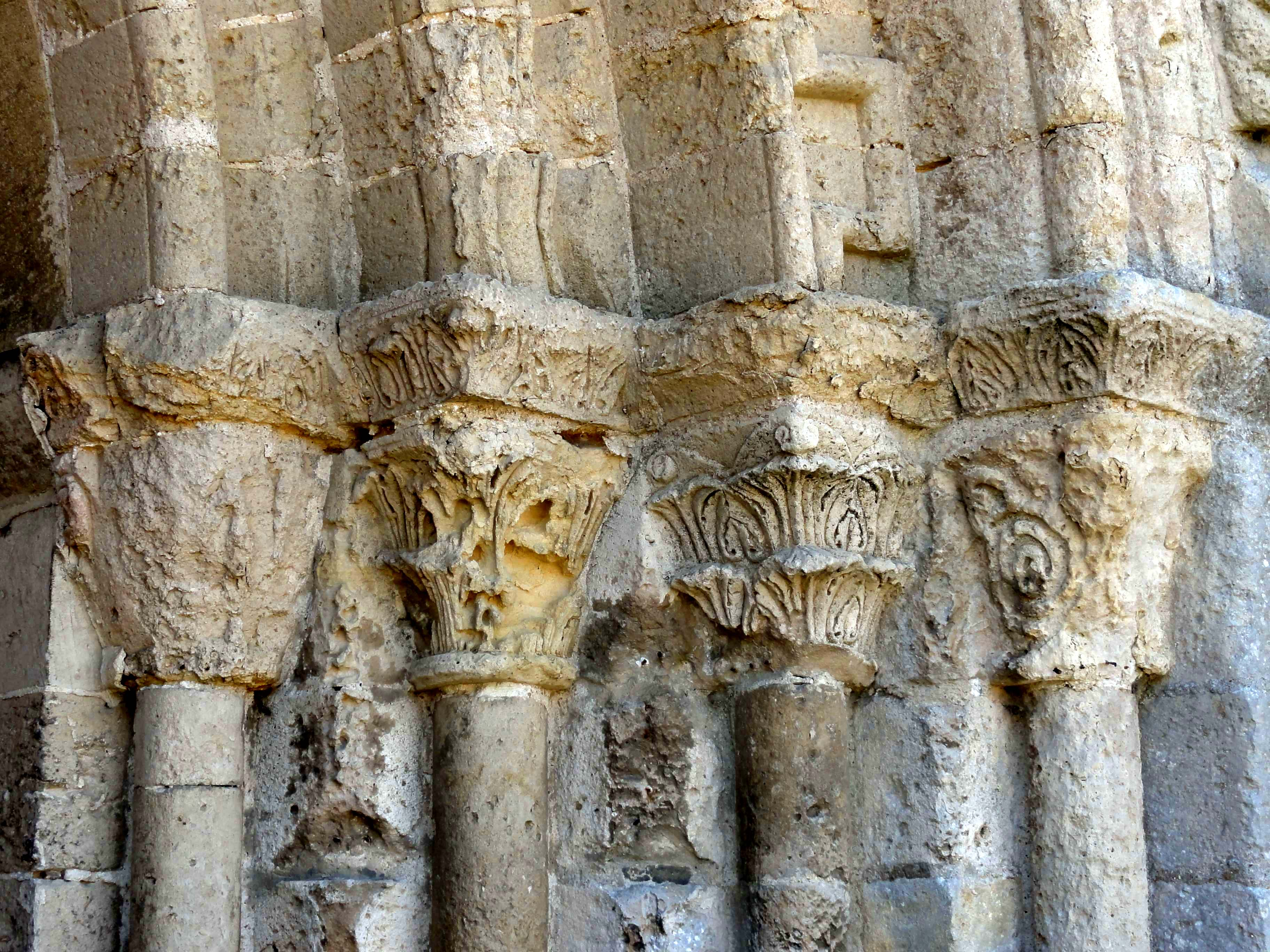
Chapiteaux de droite.
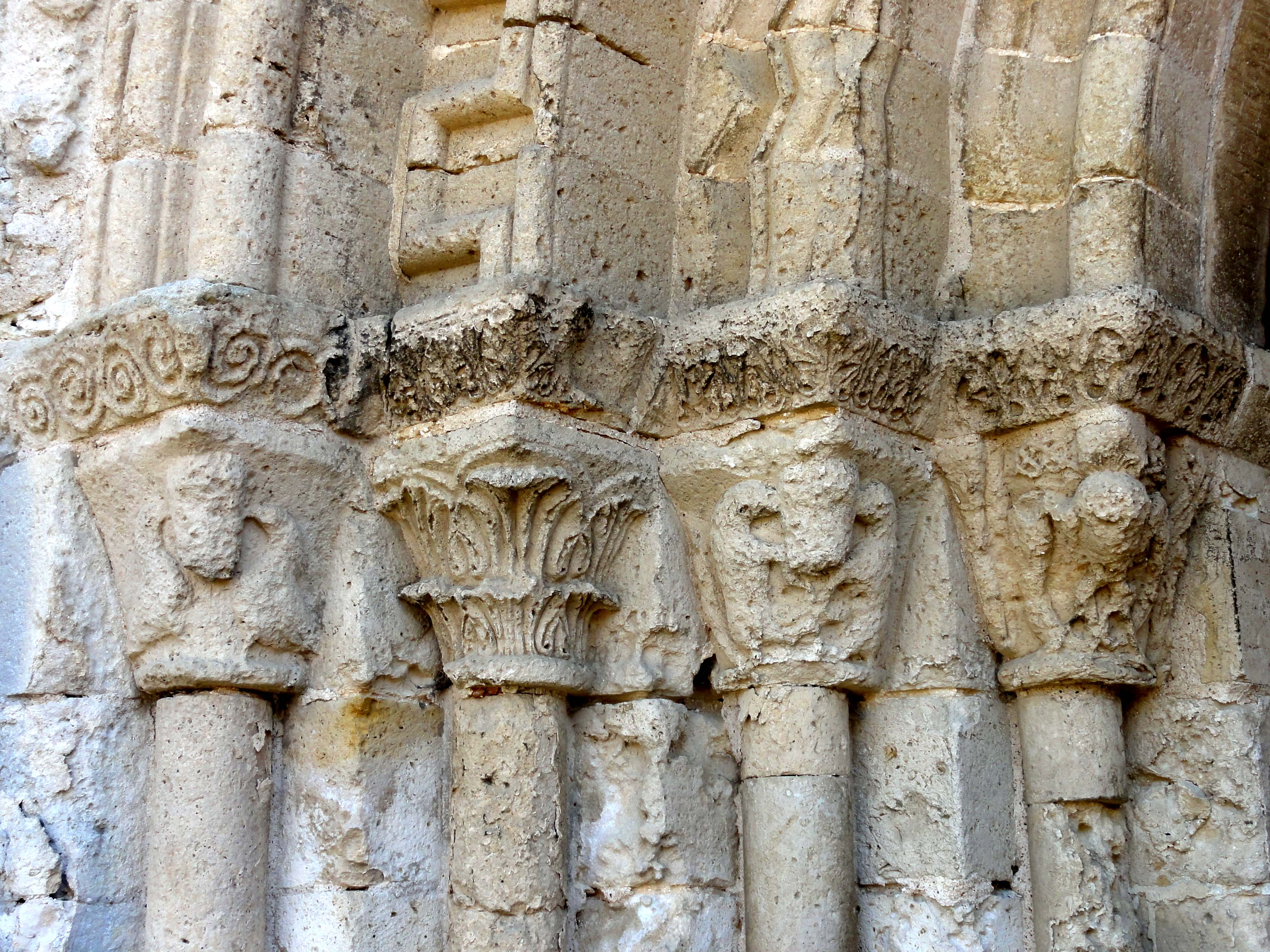
Chapiteaux de gauche.
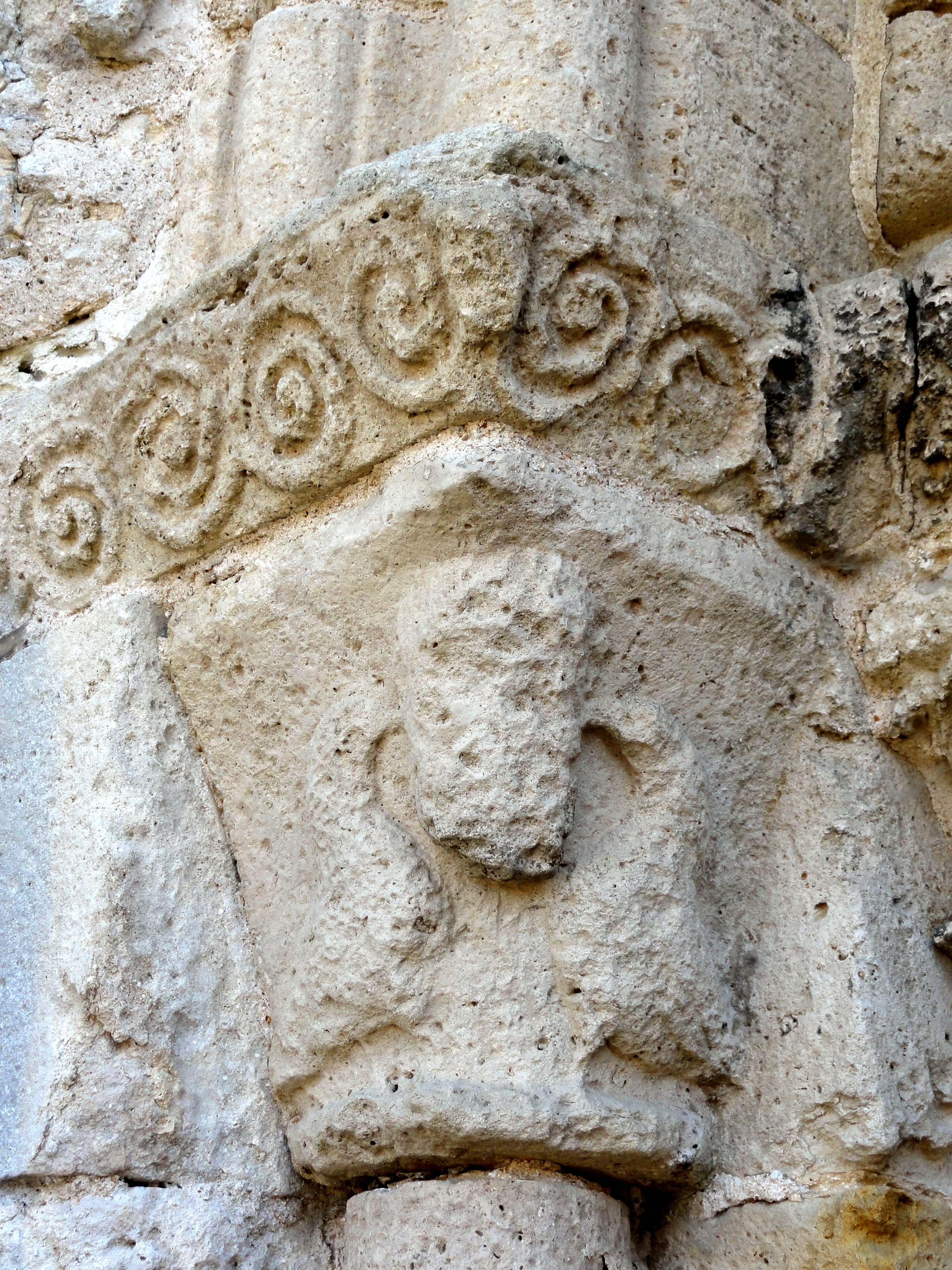
Chapiteau à gauche.
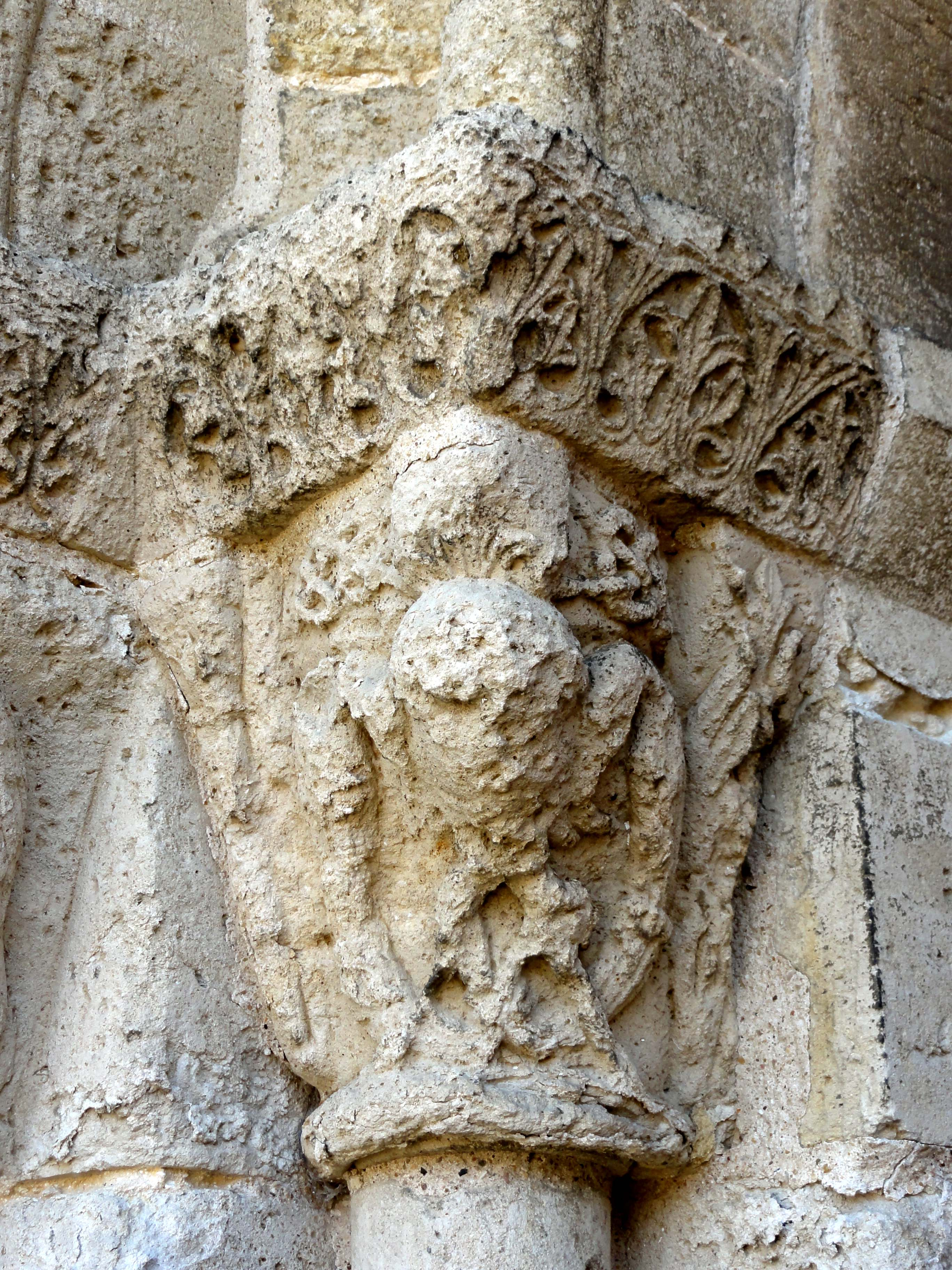
Chapiteau à gauche.
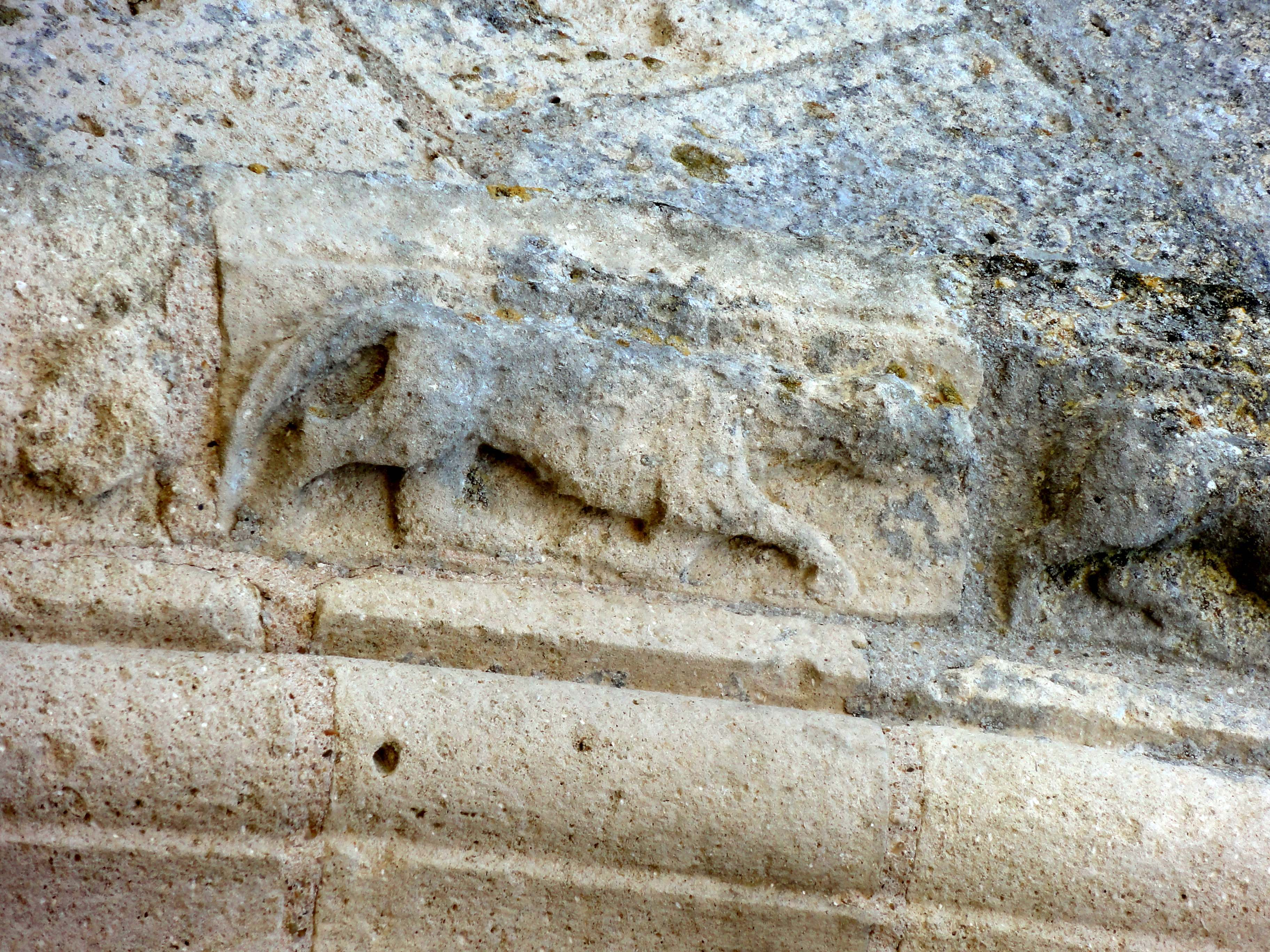
Frise supérieure - animal sauvage.
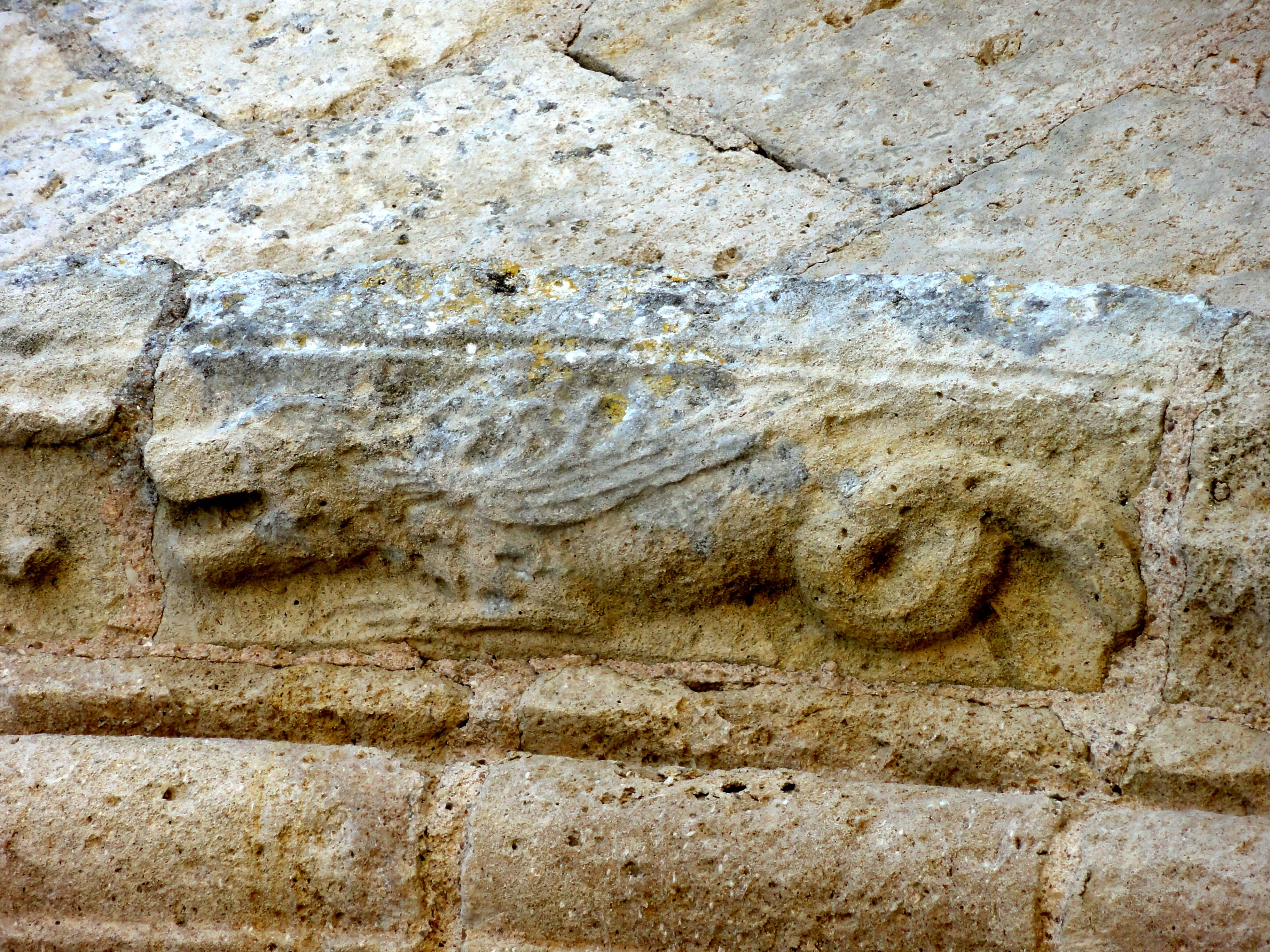
Frise supérieure - dragon.

#### Élévations latérales de la nef et des bas-côtés

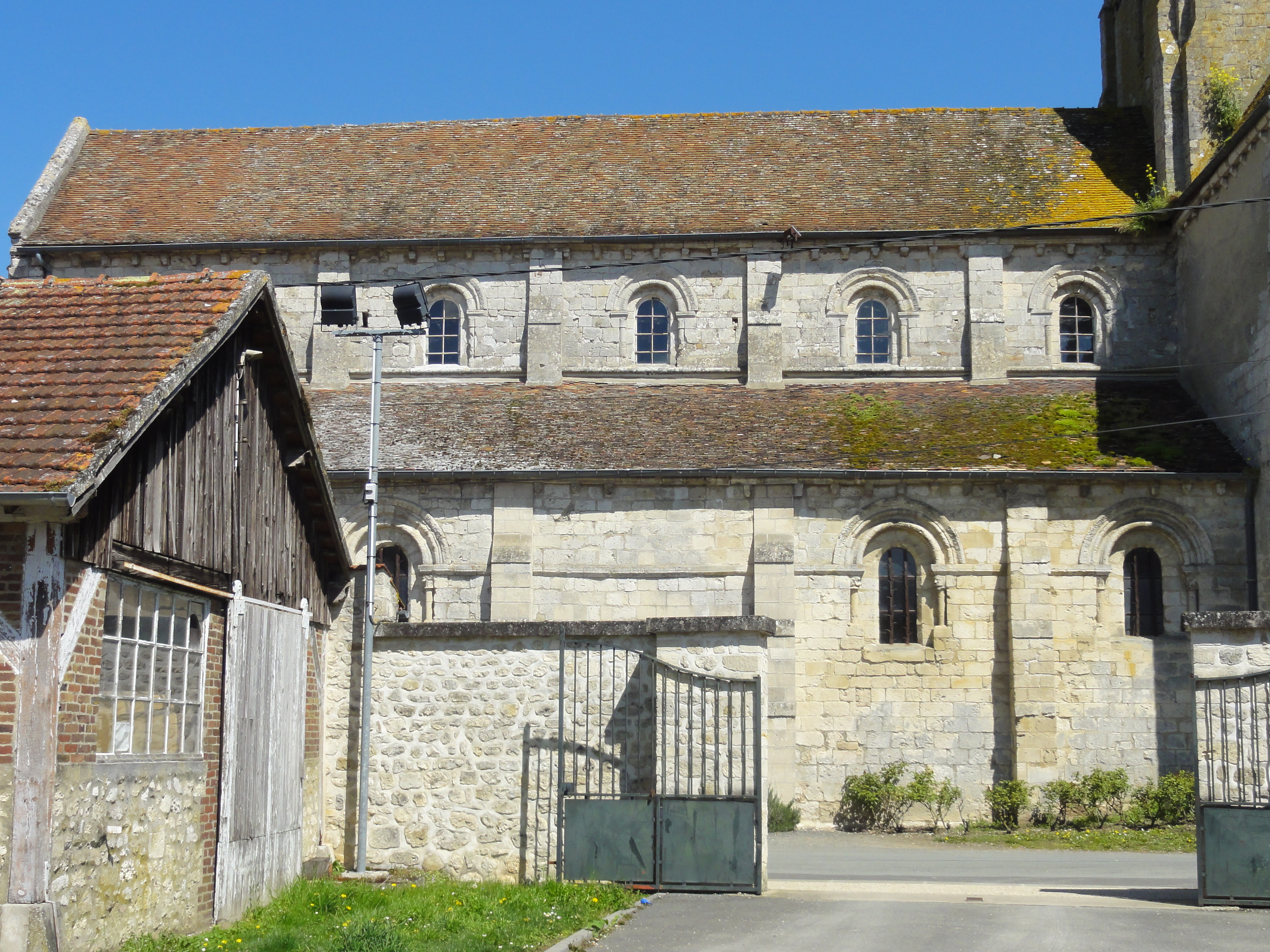
Nef et bas-côté sud.

Les élévations latérales de la nef et des bas-côtés sont entièrement appareillées en pierre de taille. Elle se démarque de la plupart des autres églises du XIIe siècle de la région par la décoration abondante de l'ensemble des fenêtres. À Chars, seulement les fenêtres du premier niveau sont décorées. En l'occurrence, chacune est surmontée d'une archivolte moulurée d'un tore, d'une gorge, et d'un second tore en ce qui concerne les fenêtres des bas-côtés, ainsi que d'une frise sculptée ou gravée, qui a pour motif des feuilles polylobées, des fleurs, ou de simples feuilles d'arum ou de nénuphar. Rarement, un même motif figure sur plus de deux archivoltes. L'archivolte et la frise retombent ensemble sur un même tailloir de chaque côté, qui accuse une plate-bande, une baguette et un cavet. De part et d'autre des fenêtres basses, le tailloir se continue jusqu'aux contreforts. Que ce soit en bas ou en haut, il est porté par deux colonnettes à chapiteaux. Au niveau des fenêtres hautes, la sculpture se limite à des feuilles plates à faible relief, qui sont souvent davantage gravées que sculptées, comme les chapiteaux du second ordre à l'intérieur de la nef. L'éloignement de l'œil ne justifie ici pas une sculpture plus aboutie. Au niveau des bas-côtés, les chapiteaux affichent tout au contraire des feuilles d'acanthe de bon niveau, ou à titre d'exception, un homme vert et un masque à la quatrième travée du bas-côté sud, et une tête monstrueuse à la cinquième travée. Sa large bouche découvre deux rangs de dents aigües, et ses oreilles ressemblent à des palmettes recourbées. En ce qui concerne les colonnettes, elles sont en délit de part et d'autre des fenêtres basses, mais semblent être appareillées avec le mur à côté de la plupart des fenêtres hautes. Il peut s'agir d'une fausse impression, car les fûts n'ont que deux assises de hauteur, et peuvent tout aussi bien être assemblés de deux tambours. Les bases ne sont pas situées au niveau du seuil, mais une demi-assise plus haut. Lors d'une restauration déjà ancienne, une partie des bases a été remplacée par des blocs à peine sculptés. Ni les archivoltes, ni les colonnettes flanquent directement les baies. Celles-ci sont beaucoup plus petites, et entourées par ailleurs d'un faible ébrasement extérieur. Les fenêtres hautes reposent sur un cordon torique un peu au-dessus du sommet des toits en appentis des bas-côtés. La décoration est complétée par des corniches de corbeaux, qui sont pour la plupart sculptés de masques du côté sud, mais restent souvent frustes au nord. Des contreforts plats délimitent les travées. Au niveau des bas-côtés, ils sont scandés par deux larmiers à faible relief, et se retraitent une fois par un court glacis forment larmier. Au niveau des fenêtres hautes, les contreforts sont seulement scandés par un unique larmier. Dans les deux cas, ils butent contre la corniche, et n'ont donc pas de glacis sommital. La première est plus large, ce qui est le résultat de l'épaisseur de la façade contenant le portail et les cages d'escalier. Au sud, deux contreforts manquent, et une porte moderne s'ouvre dans la troisième travée du bas-côté. Il reste en suspens si elle remplace une fenêtre ou une ancienne porte romane. La fenêtre de la deuxième travée a été refaite sous M. Simil. En général, l'état de conservation est meilleur au sud qu'au nord.

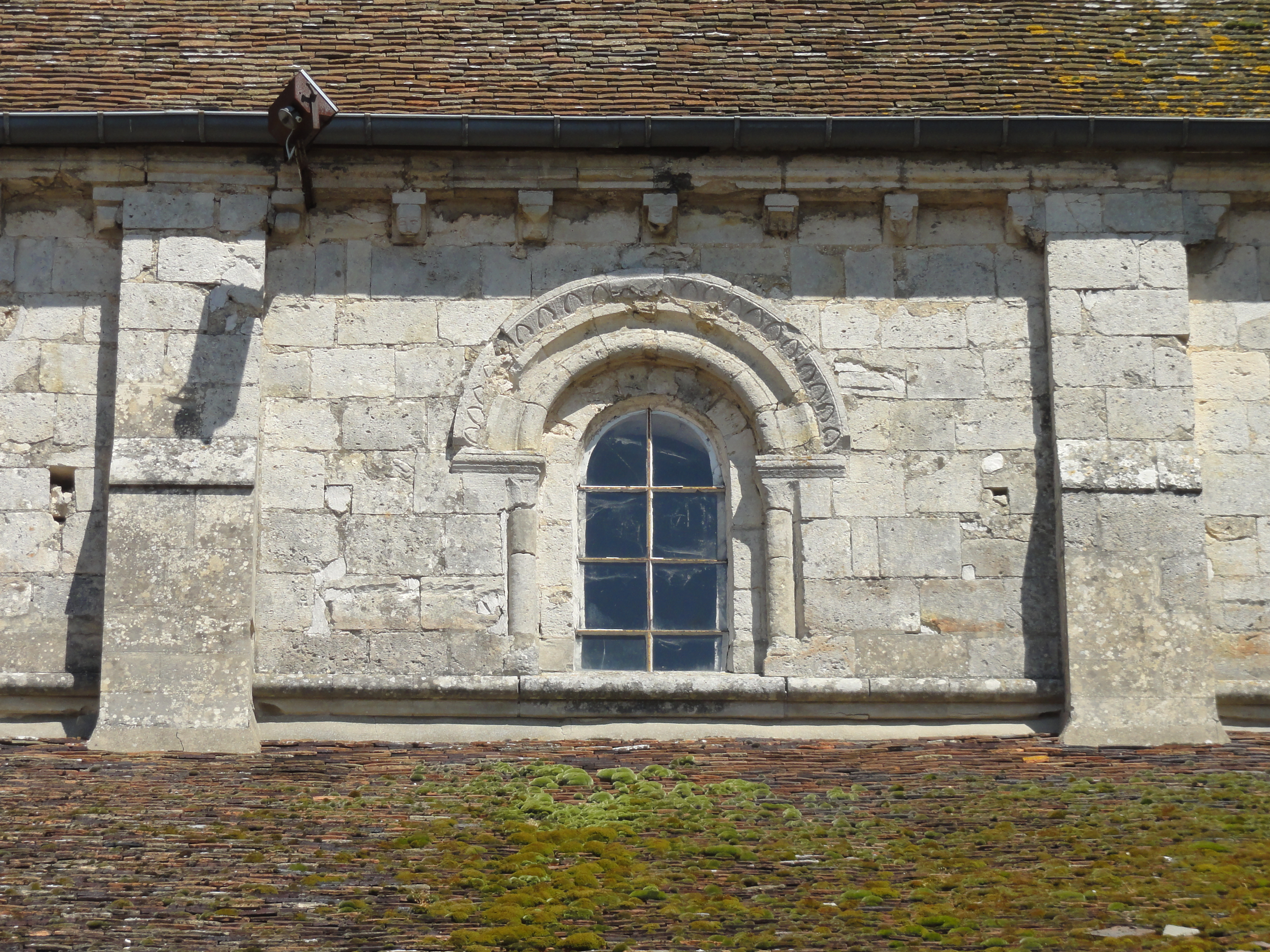
Nef, 4e travée, côté sud.
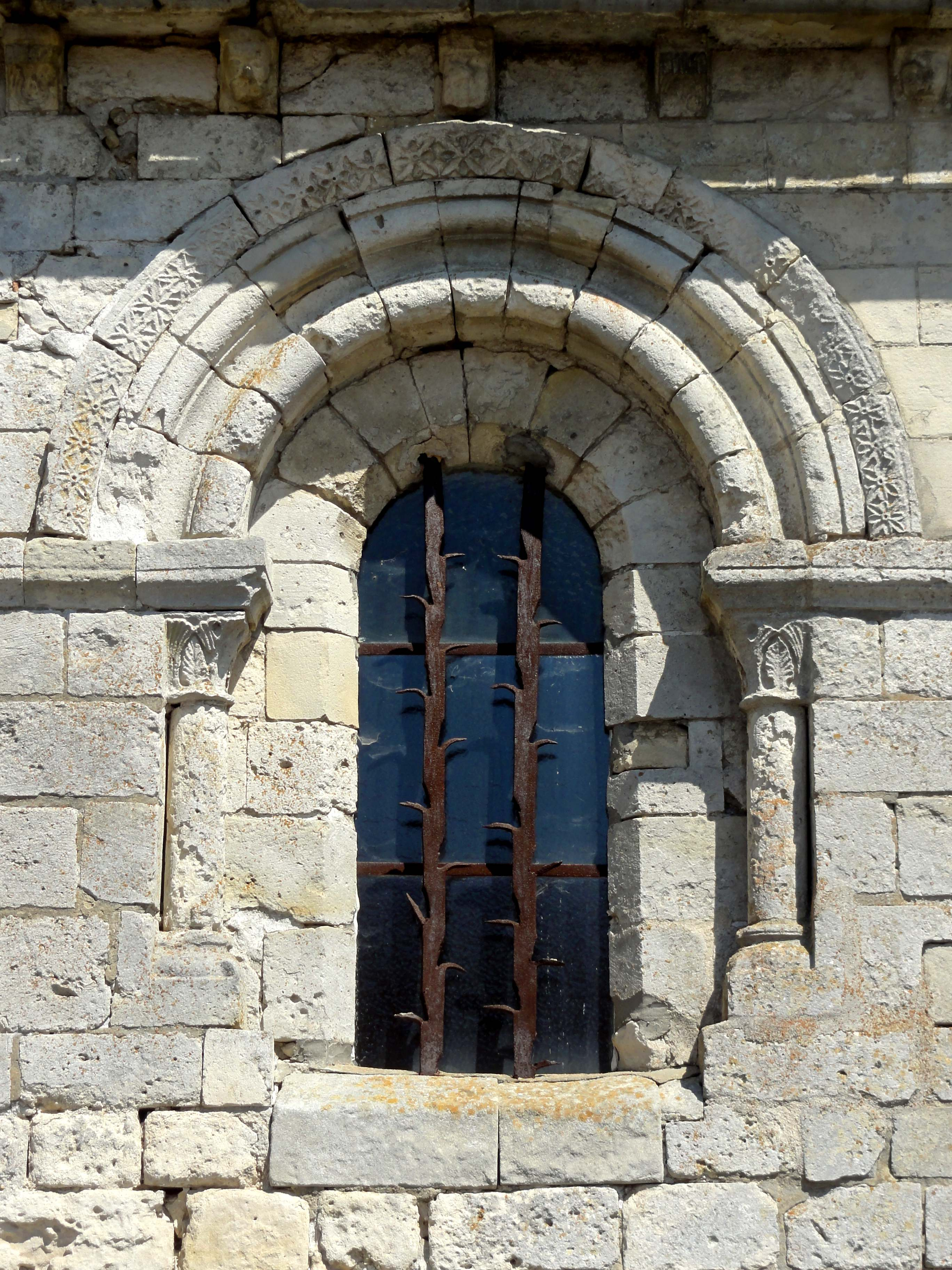
Bas-côté sud, fenêtre de la 1re travée.
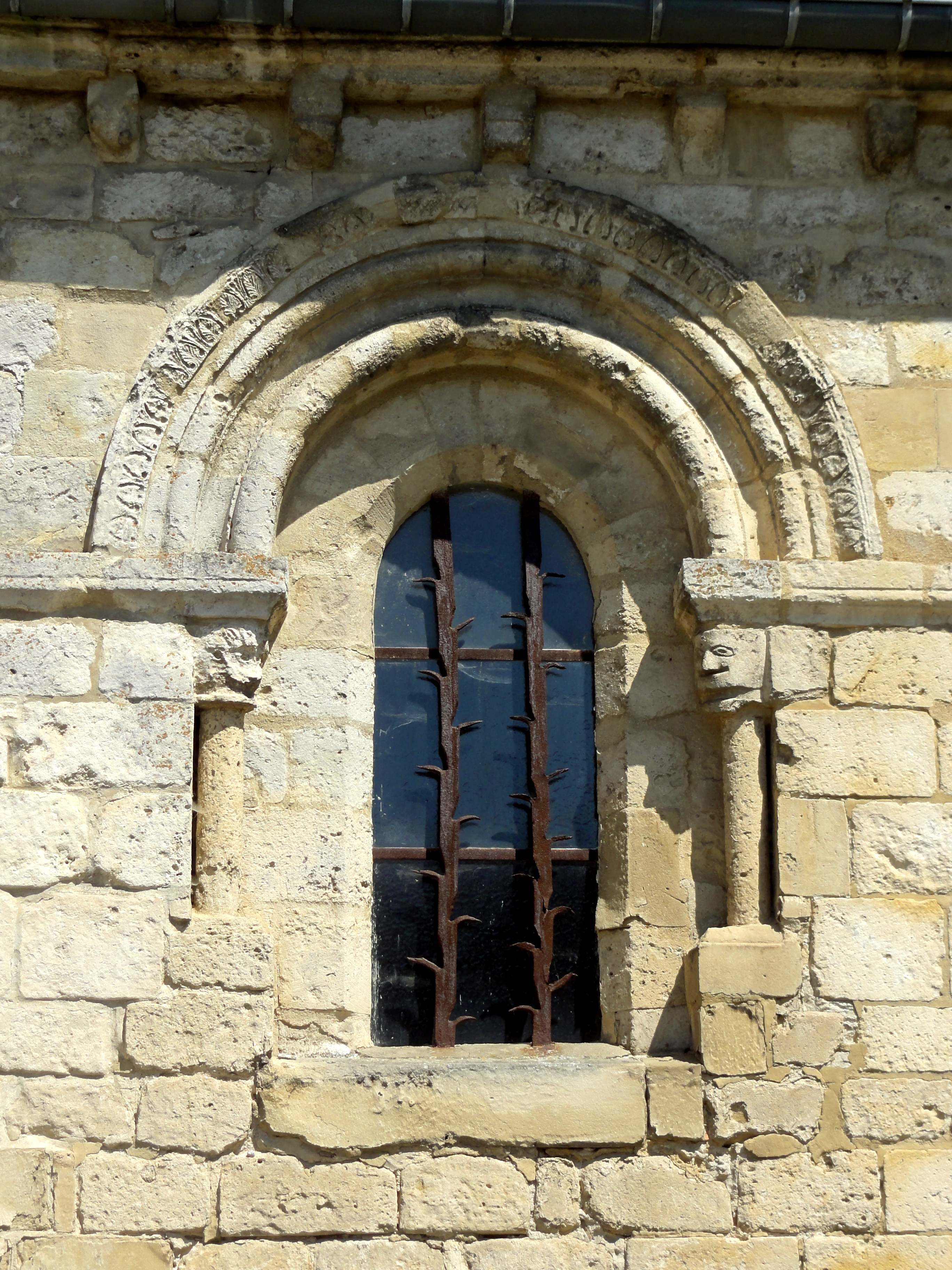
Bas-côté sud, fenêtre de la 4e travée.
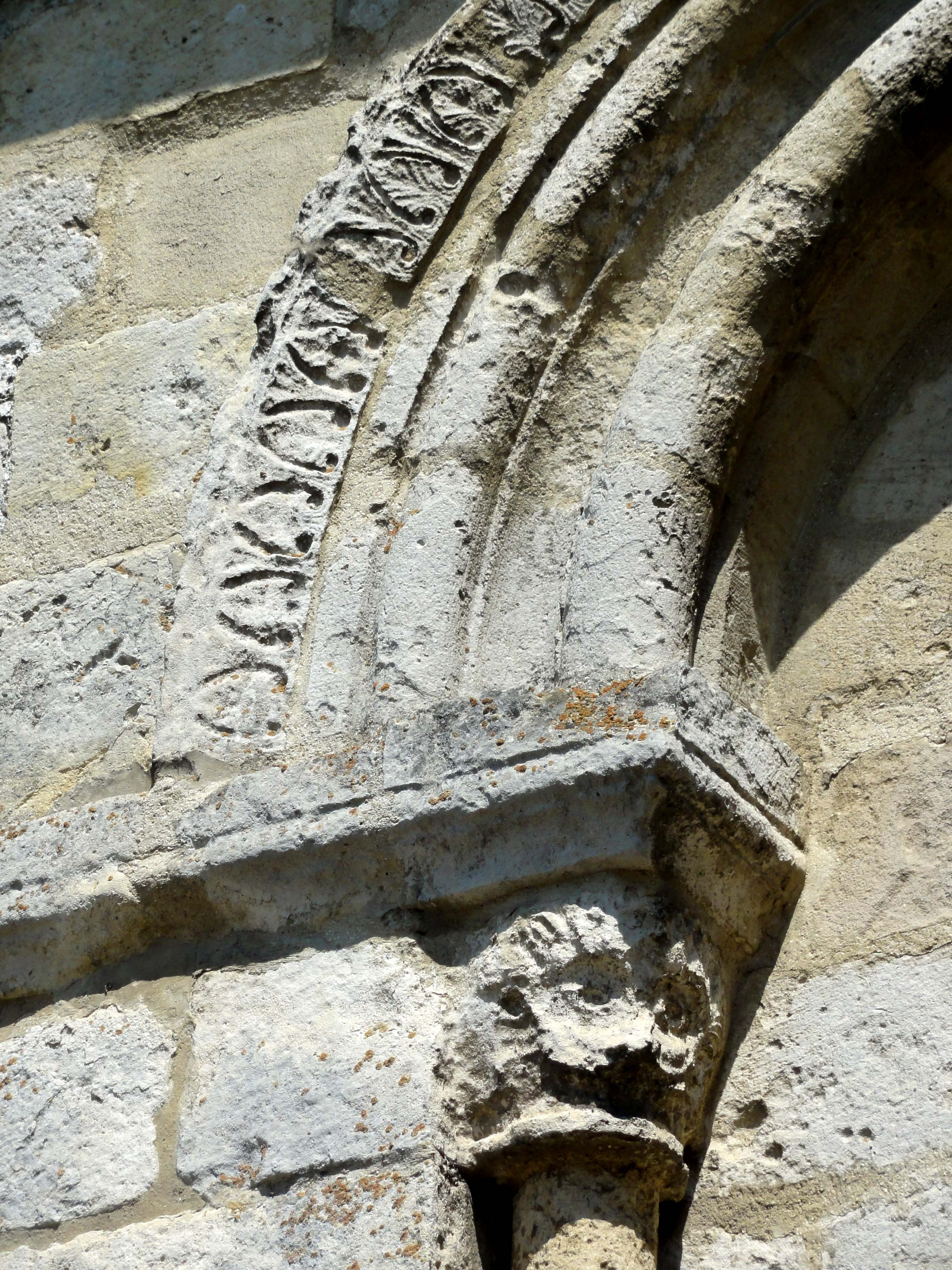
Idem, colonnette et archivolte.
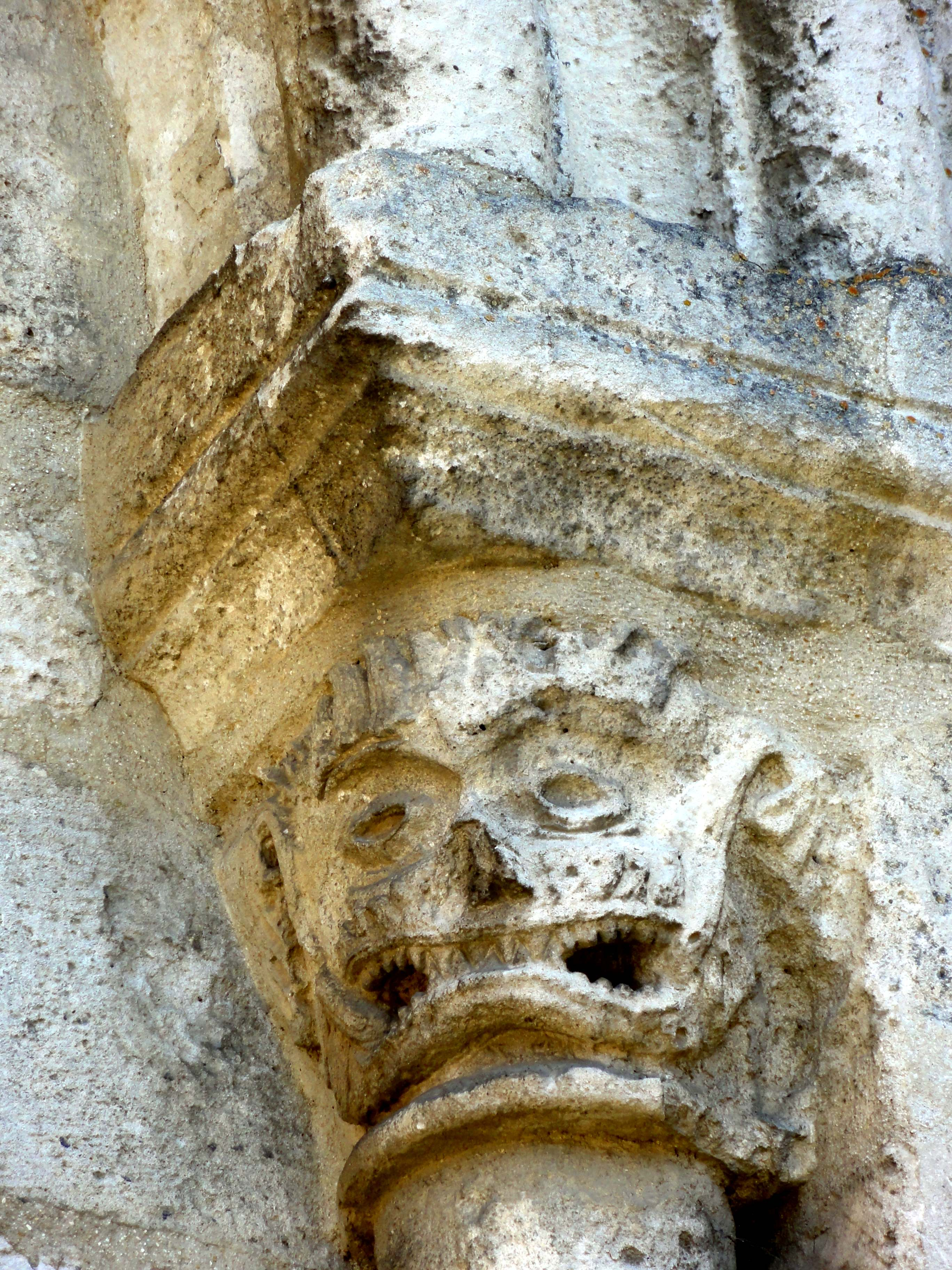
Bas-côté sud, chapiteau de la 5e travée.
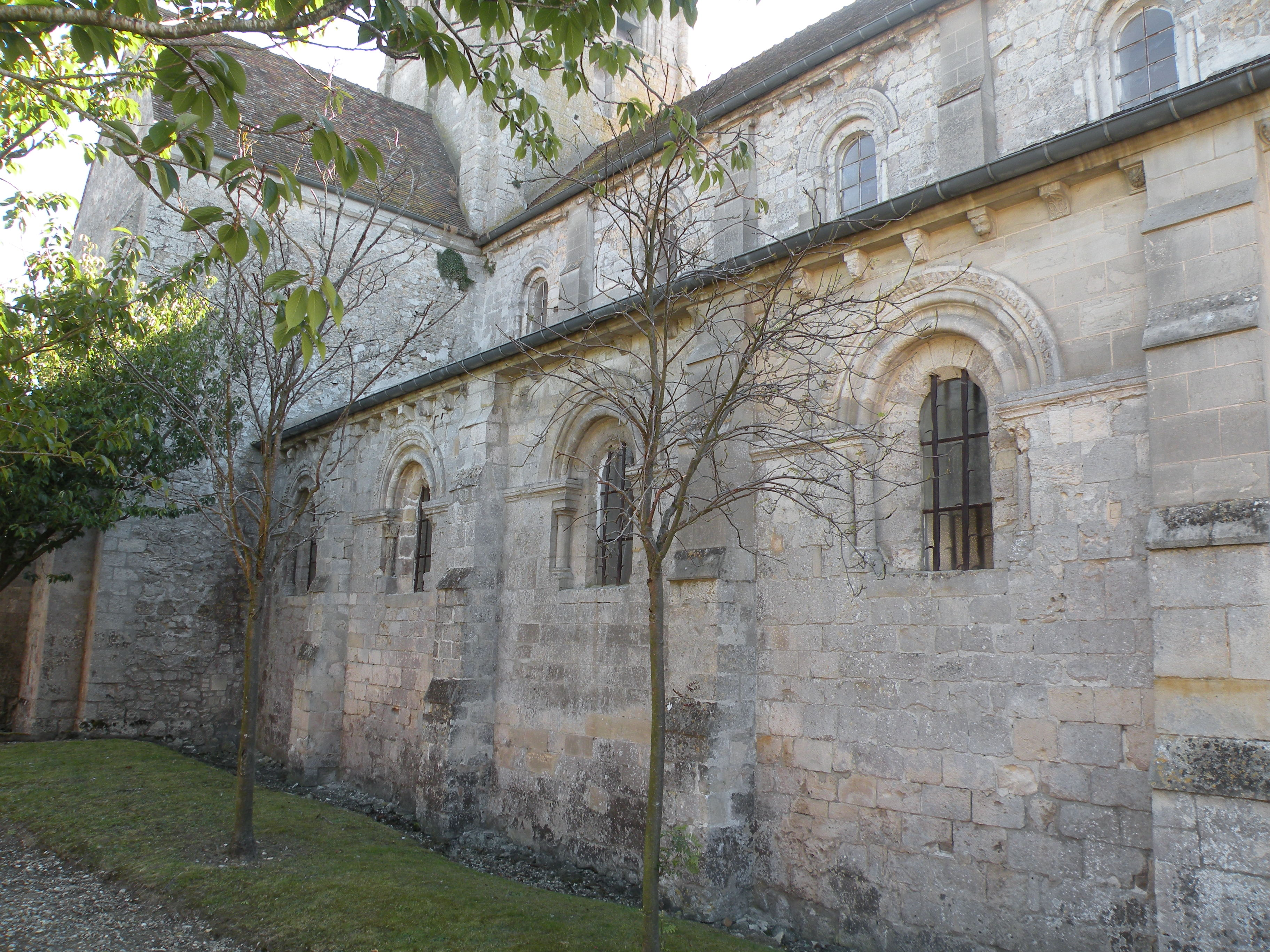
Flanc nord.

#### Parties orientales et clocher

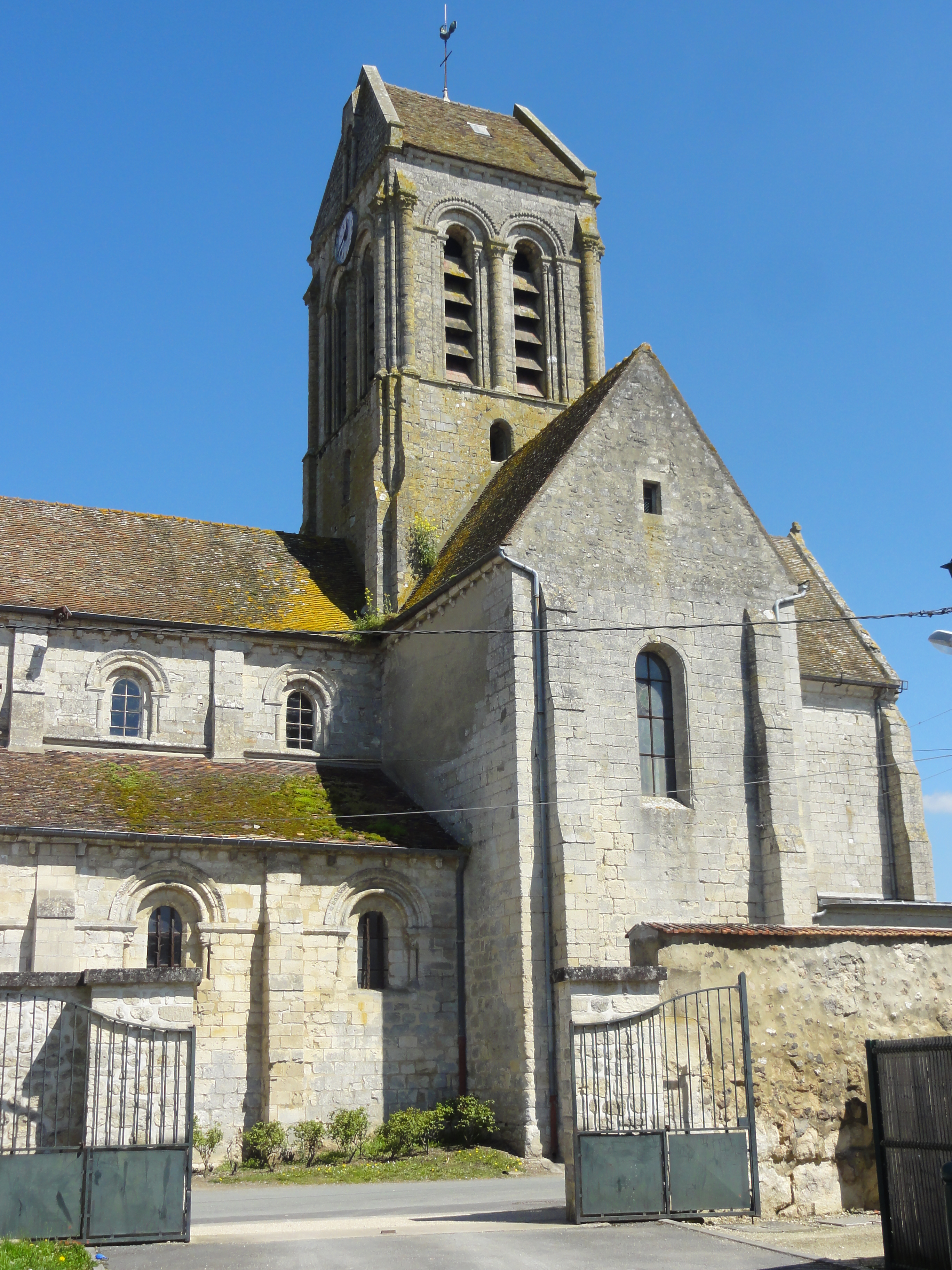
Vue partielle depuis le sud.

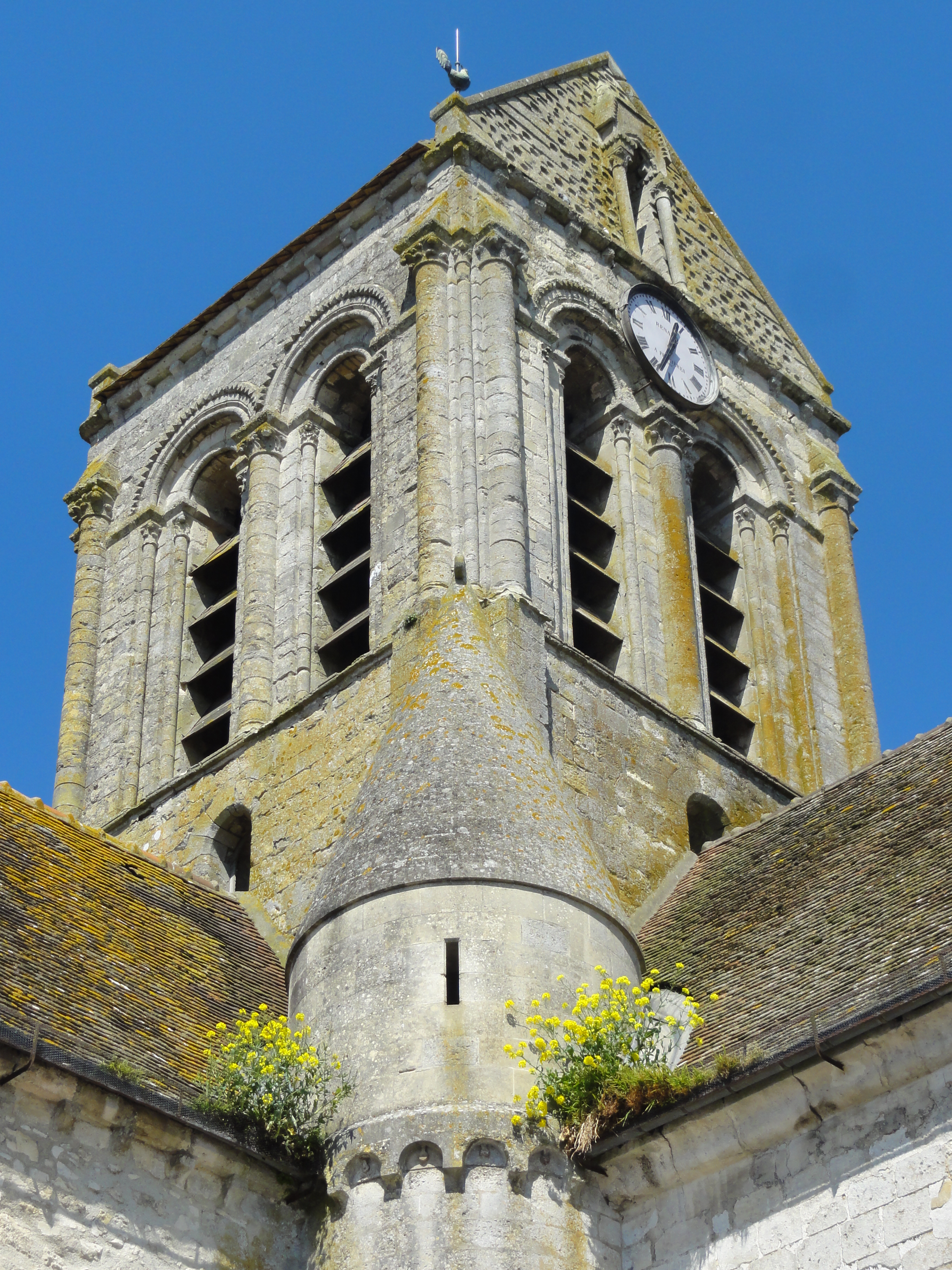
Clocher, côté sud-est.

Les parties orientales sont d'une grande austérité. Elles sont généralement bâties en pierres de moyen appareil, mais les pignons, les parties hautes des murs des croisillons et le mur oriental du croisillon nord sont majoritairement bâtis en moellons irréguliers. Les corniches des croisillons sont de simples tablettes biseautées reposant sur des corbeaux non sculptés. Les corniches du chœur sont en profil de doucine, et ont dû être refaites au XVIe siècle ou plus tard. Par mesure d'économie, les croisillons ne sont pas flanqués de deux contreforts orthogonaux aux angles. Ils ne possèdent en effet pas de contreforts regardant vers l'ouest et vers l'est. Seulement les murs d'extrémité nord au sud sont épaulés par deux contreforts à ressauts, qui se retraitent deux fois par un court glacis, et s'amortissent également par un court glacis. Ils se rapprochent assez de leurs homologues des bas-côtés. Au chevet, le maître d'œuvre est revenu vers la disposition conventionnelle, soit deux contreforts orthogonaux par angle. Ils sont munis d'une retraite supplémentaire par rapport à ceux du transept. Les fenêtres au nord et au sud du transept ne sont pas du tout décorées, pas plus qu'à l'intérieur. À l'est du croisillon nord, l'on aperçoit encore, assez proche du sol, la baie bouchée de la niche d'autel. Elle est à linteau monolithique, et s'apparente à une meurtrière. Plus abouties sont les fenêtres du chœur. Elles sont décorées selon les mêmes principes que les fenêtres hautes de la nef, et flanquées de colonnettes en délit. Cependant, en lieu et place de la frise supérieure, l'on ne trouve qu'un bandeau biseauté. Il est à noter que seule la baie du chevet est pourvue d'une décoration analogue à l'intérieur. Dans le contexte des parties orientales, l'on peut encore signaler la tourelle d'escalier cylindrique dans l'angle entre croisillon sud et chœur. Elle est éclairée par quelques minuscules meurtrières, et coiffée d'un toit conique en pierre. Ce toit se situe six assises au dessus de la corniche. Celle-ci est différente des autres parties de l'église, et évoque une corniche beauvaisine par ses arcatures en plein cintre retombant sur des corbeaux. Cependant, les arcatures ne sont pas réséquées en deux arcades plus petites, mais il y a une sorte de pendentif en bas-relief au milieu de chaque arcature.
Le clocher en bâtière central est parfaitement carré, et comporte deux étages au-dessus de la croisée du transept. Le premier a pour fonction de faire émerger l'étage du beffroi des toitures. À chacun de ses angles, il est épaulé par deux contreforts plats, qui s'évasent à mi-hauteur et dégagent les angles les angles de la tour. Chaque face est percée d'une petite baie en plein cintre non décorée. Au niveau de l'étage de beffroi, de fortes colonnettes appareillées se substituent aux contreforts, et cantonnent une colonnette d'angle plus fine. Ces trois colonnettes par angle sont munies de bases à griffes, et portent des chapiteaux sculptés de feuilles plates ou de crochets gothiques précoces, qui mettent en évidence la date d'achèvement largement postérieure au milieu du XIIe siècle, vers 1170 environ. Les chapiteaux sont implantés quatre assises en dessous de la corniche de corbeaux, analogue aux croisillons. À l'instar de contreforts ordinaires, les fortes colonnettes s'amortissent par un glacis. Chaque face de l'étage de beffroi est percée de deux hautes baies abat-son en plein cintre, qui sont cantonnées de fines colonnettes à chapiteaux et surmontées d'une archivolte torique. S'y ajoute une deuxième archivolte du même profil, qui s'accompagne d'un rang de têtes de clous. L'archivolte supérieure retombe sur une forte colonnette devant le trumeau, et sur deux fines colonnettes à gauche et à droite. L'ensemble des chapiteaux des baies de l'étage sont sculptés de crochets. Ils ont pour tailloirs de simples tablettes biseautées, qui cadrent avec la rusticité de la corniche, mais contrastent fortement avec le caractère exceptionnel des deux pignons. Légèrement inclinés vers l'intérieur, ils sont pourvus d'un décor en écailles de poisson inversées, comme souvent les flèches de pierre contemporaines. Chaque pignon est en outre percée d'une baie en plein cintre. De fines colonnettes en délit portant des chapiteaux de crochets sont appliquées devant les piédroits, et supportent un gâble incomplet terminé par un court toit à croupe. La partie haute des tailloirs, qui sont sinon des blocs cubiques, et les rampants des gâbles, sont garnis d'un rang de têtes de clous. Une fine archivolte torique est sculptée dans le gâble. Le sommet du toit atteint la hauteur de 31,00 m. — Abstraction faite des chapiteaux, le clocher de Lavilletertre s'inscrit dans la lignée des clochers romans du Vexin français. Le plus ancien clocher gothique du Vexin, celui de Nucourt, n'a été édifié qu'aux alentours de 1175, et se présente par ailleurs sous un jour plus austère que celui de Lavilletertre. En ce qui concerne l'agencement de l'étage de beffroi, l'on peut faire le rapprochement avec les clochers romans de Jouy-le-Moutier, Nesles-la-Vallée, Santeuil (premier étage de beffroi). Ces clochers comptent deux étages de beffroi.

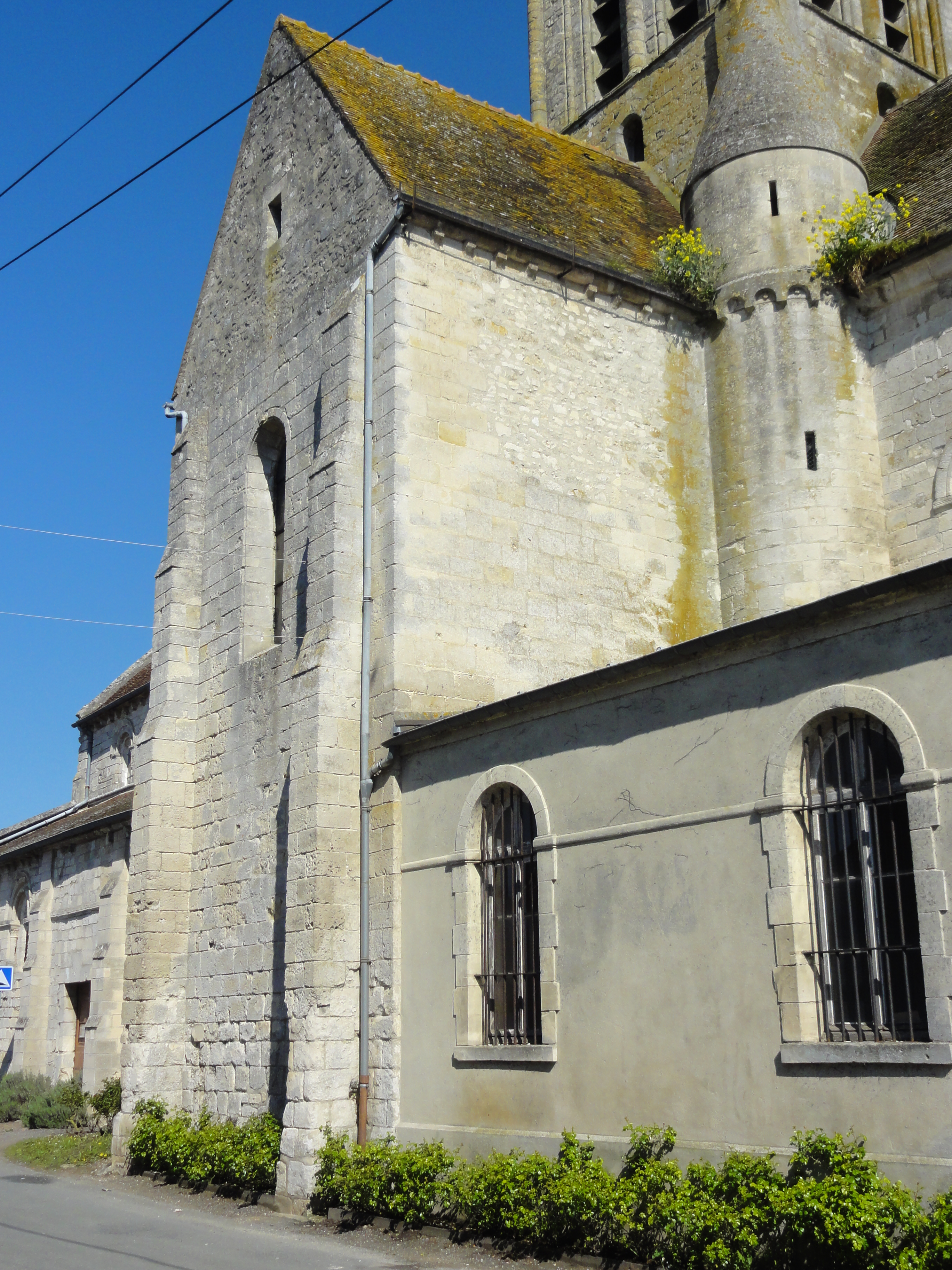
Croisillon sud, vue depuis le sud-est.
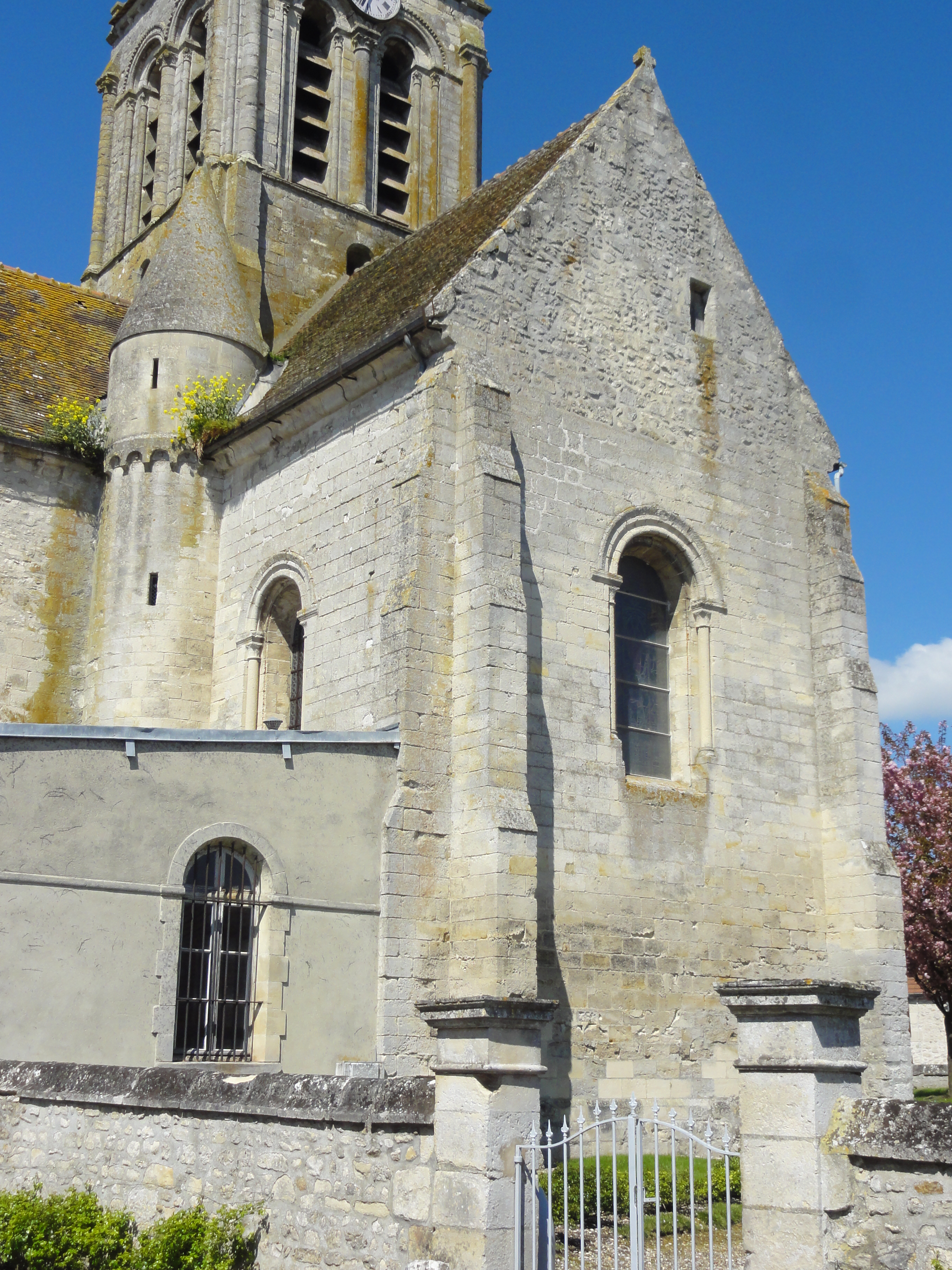
Chœur, vue depuis le sud-est.
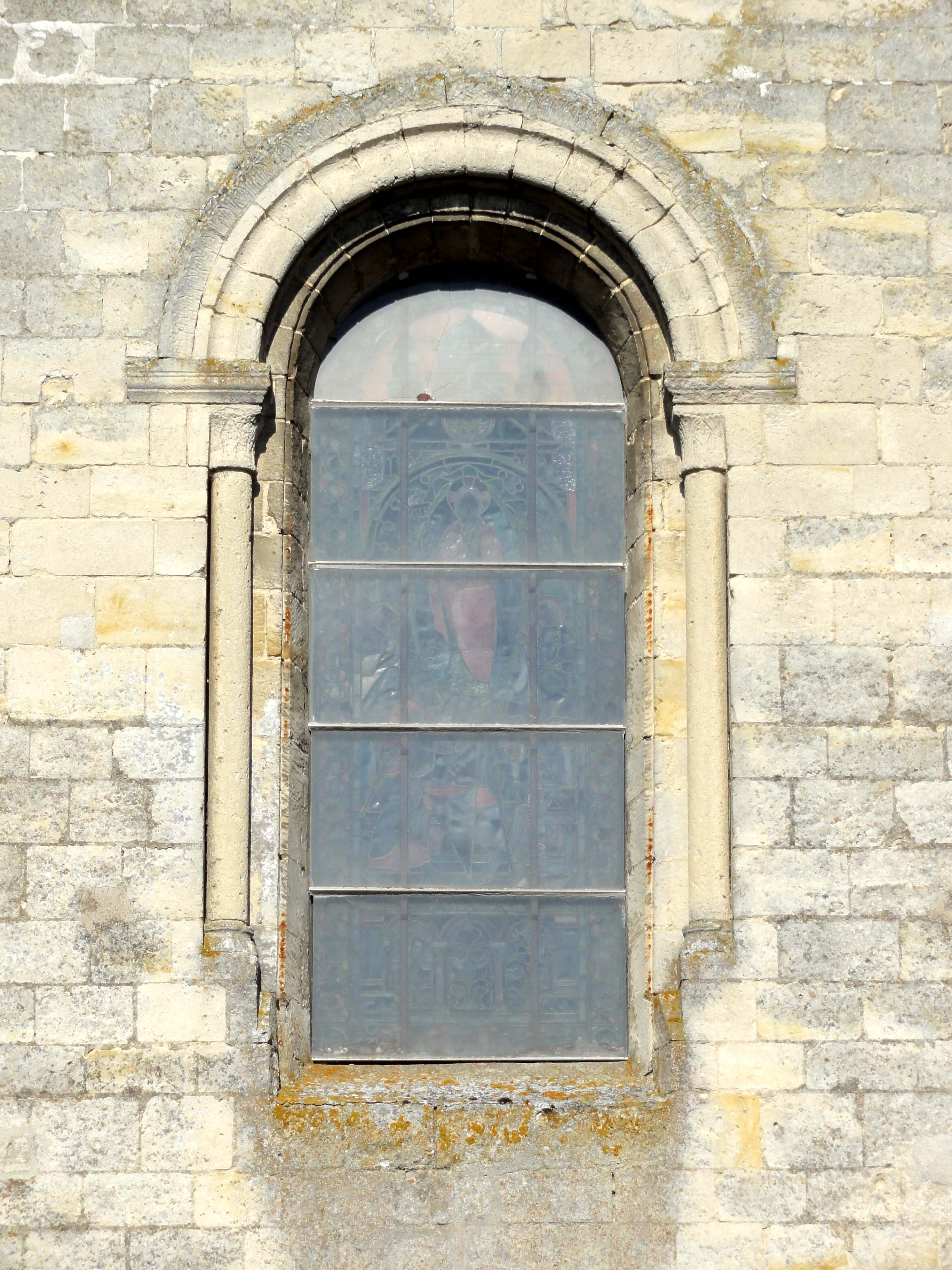
Chœur, fenêtre d'axe.
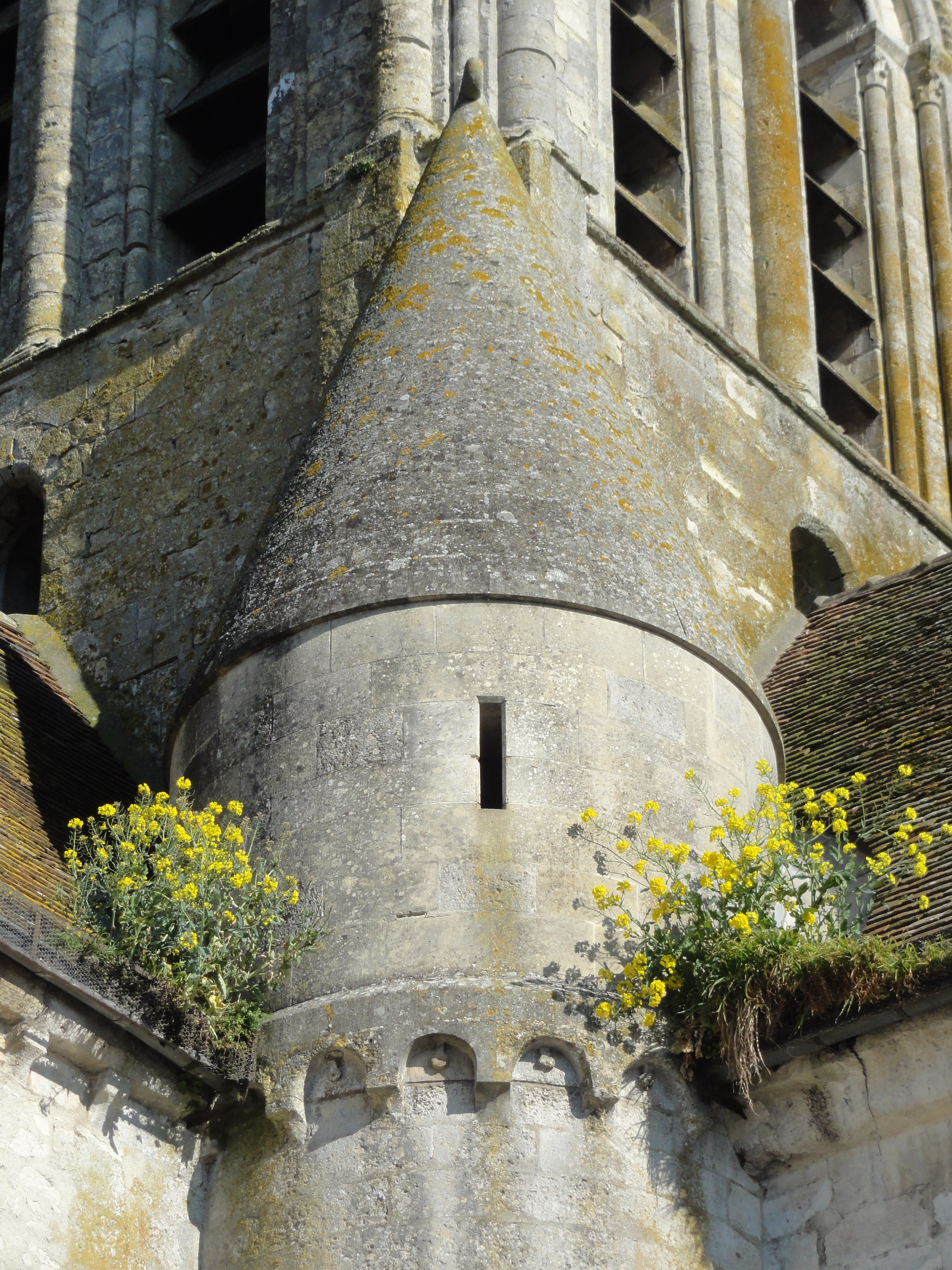
Tourelle d'escalier.
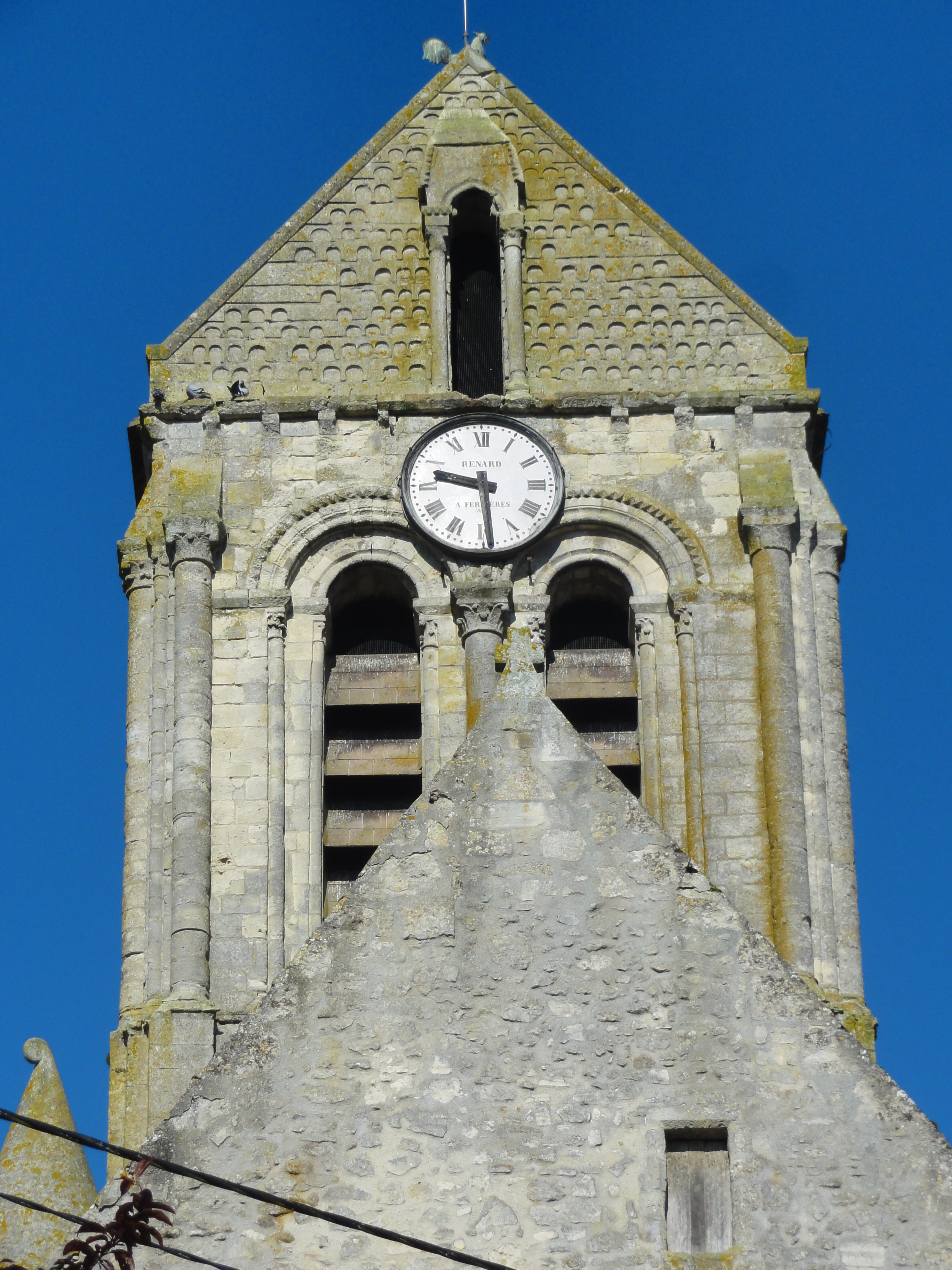
Clocher, étage de beffroi côté est.
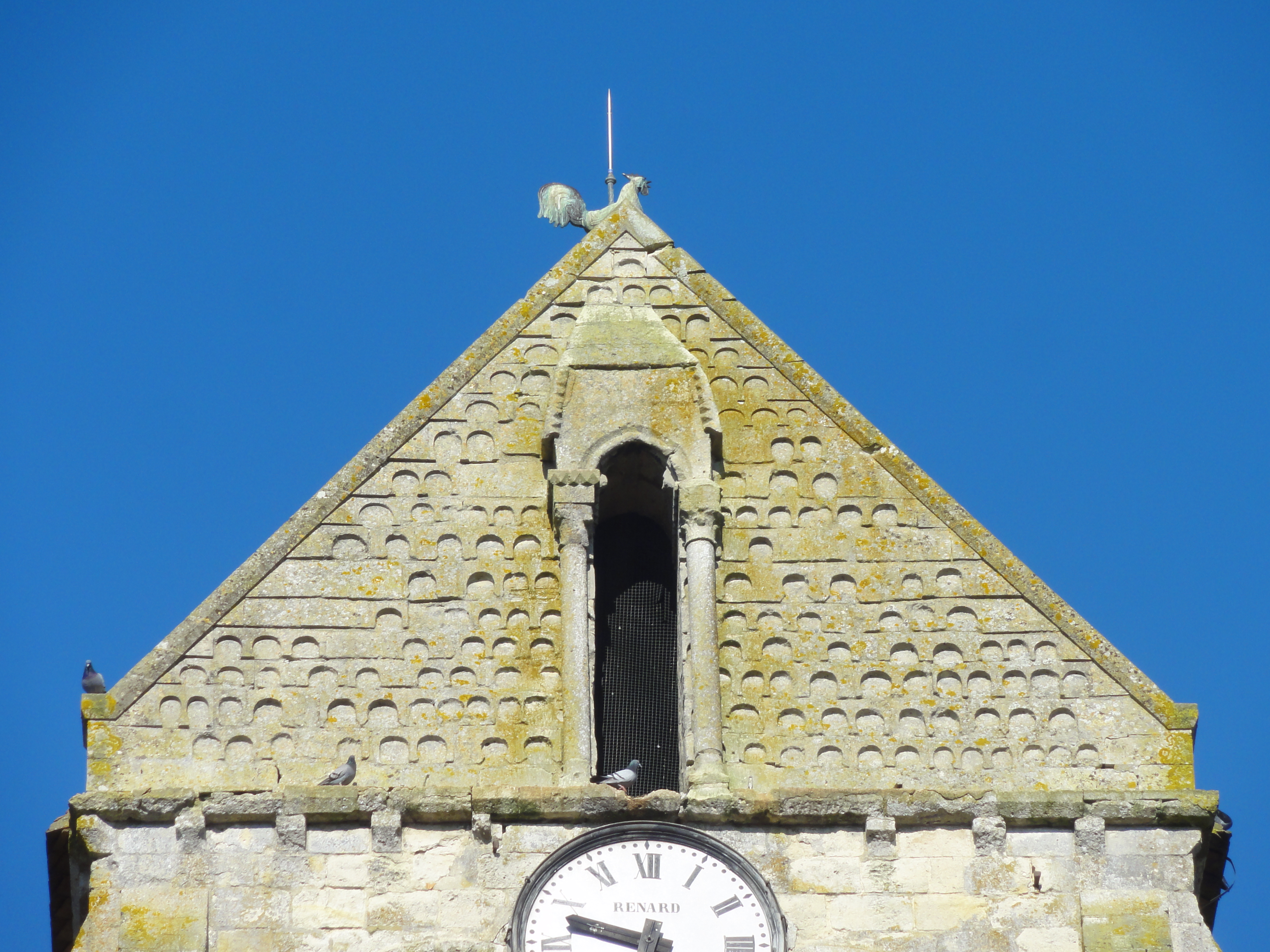
Clocher, pignon est.

## Mobilier

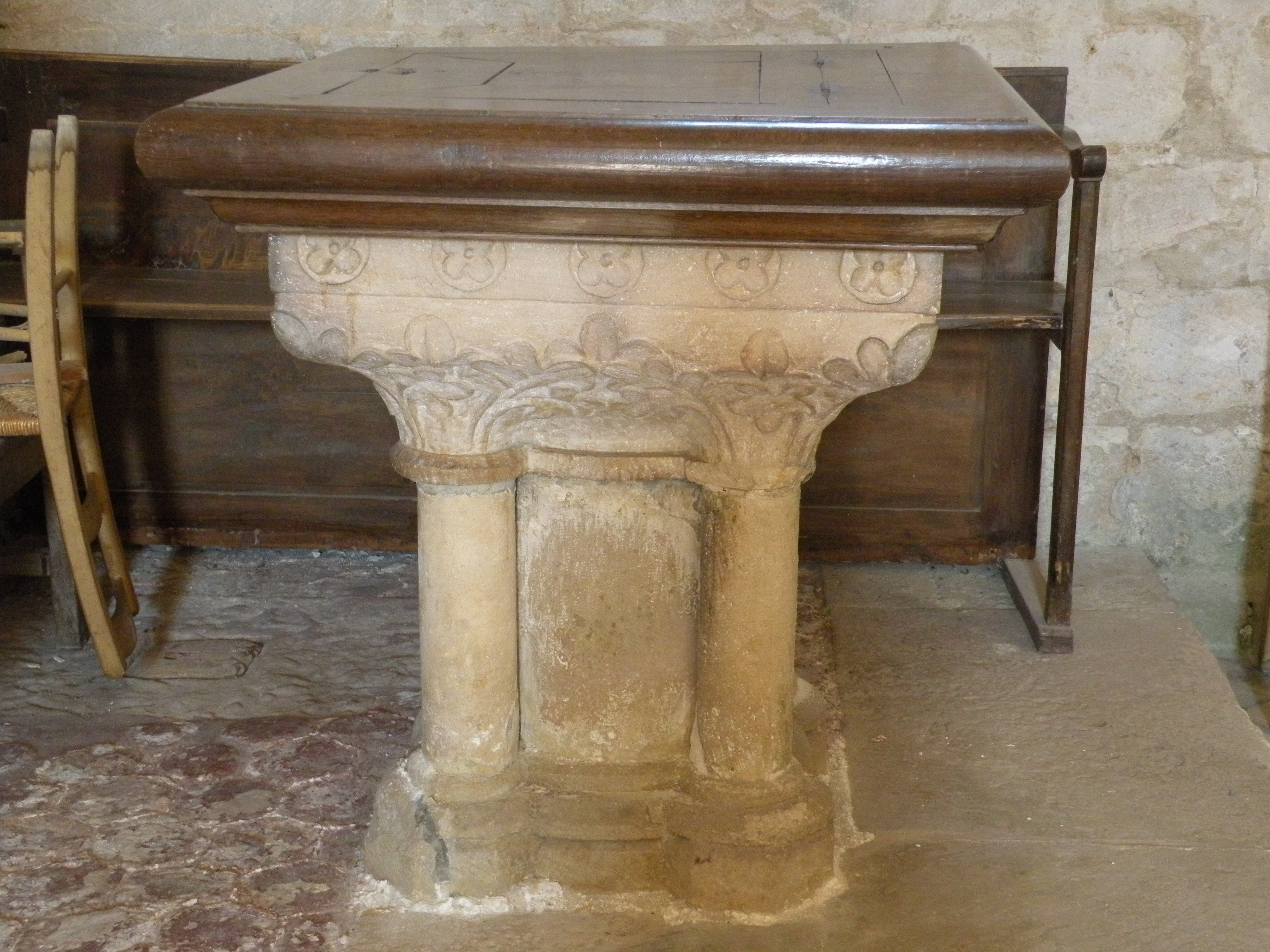
Fonts baptismaux.

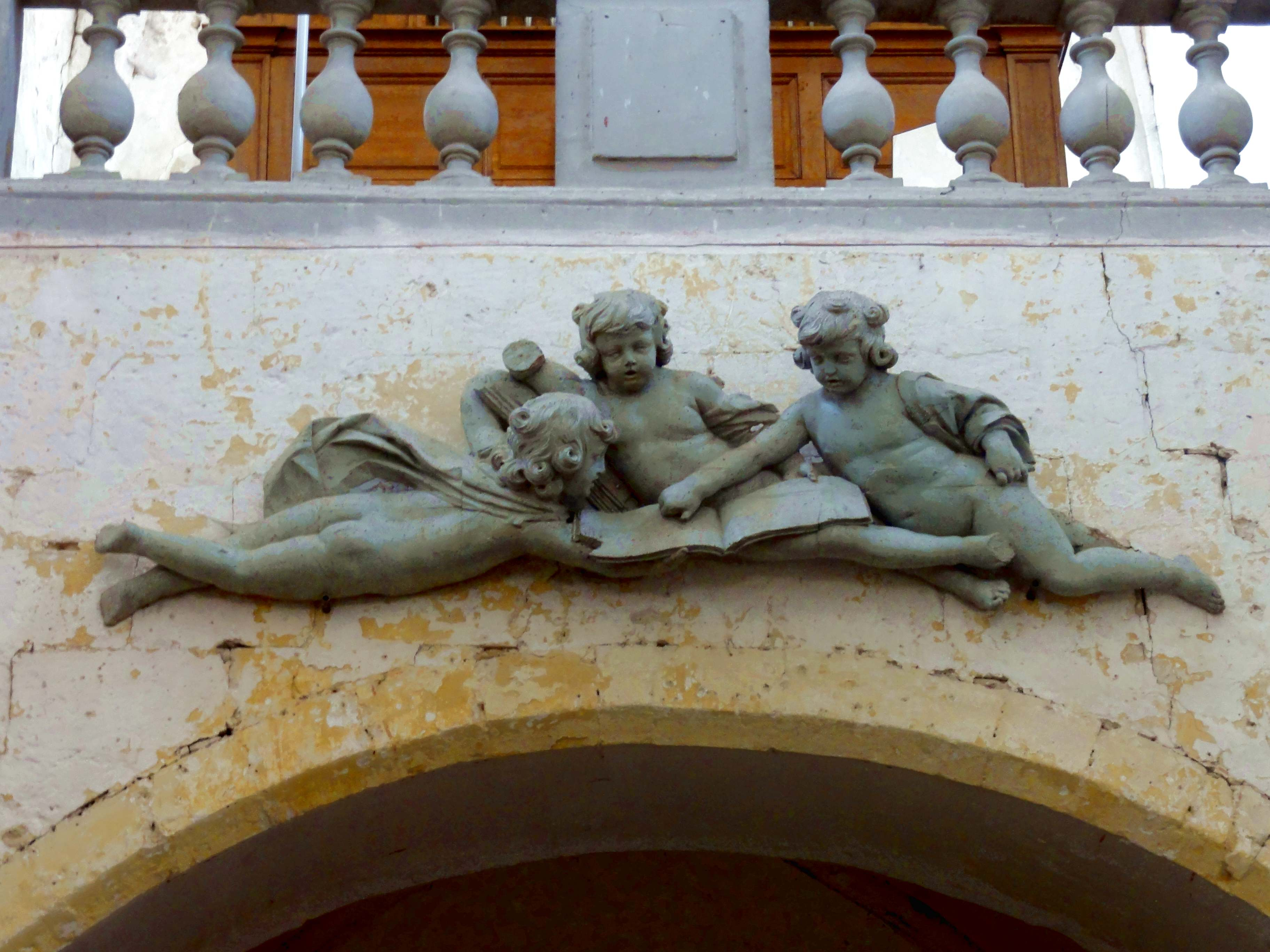
Haut-relief - enfants lisant.

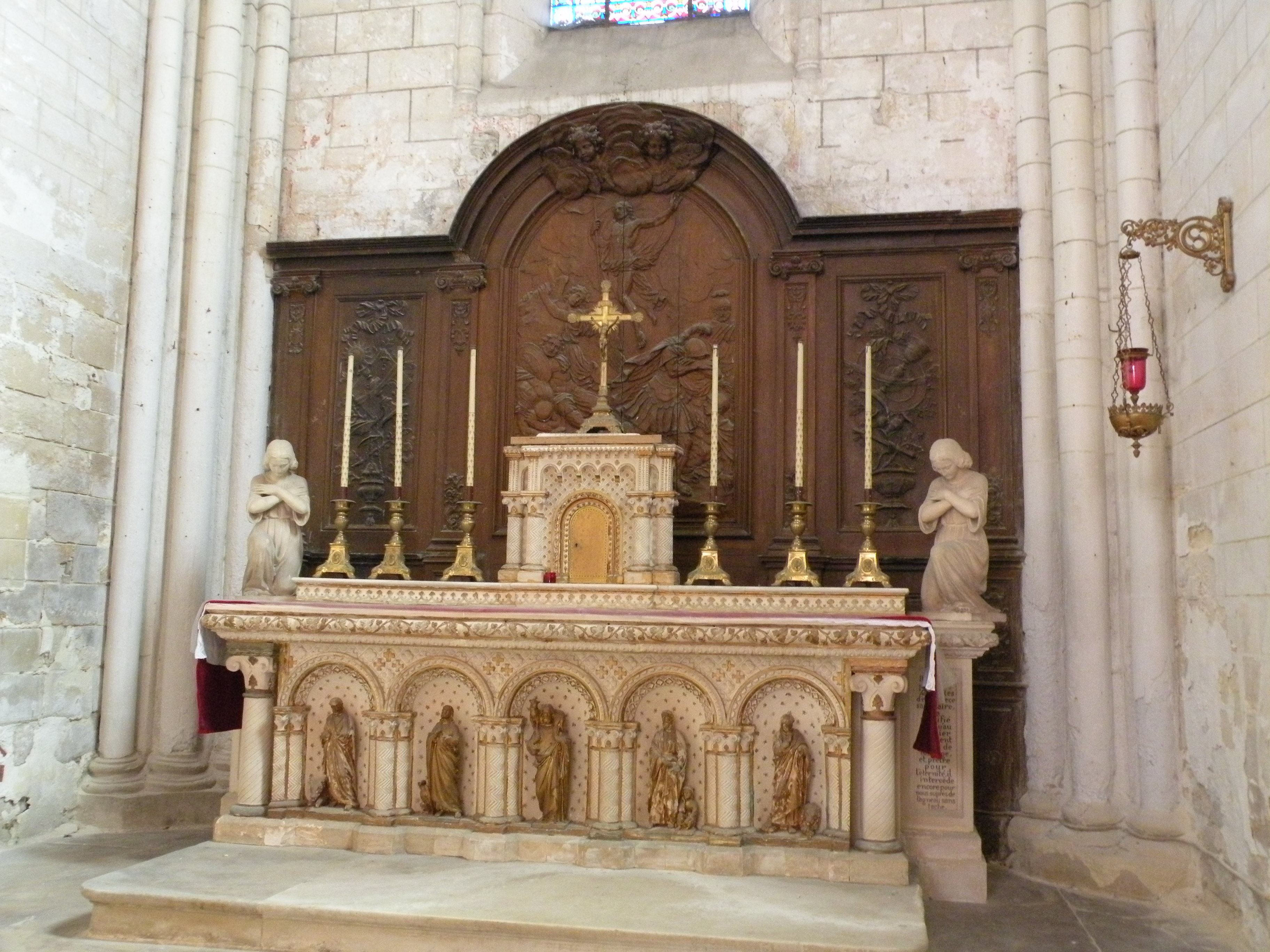
Retable et maître-autel.

Parmi le mobilier de l'église, quatre éléments sont classés monuments historiques au titre objet ou au titre immeuble en même temps avec l'église, et trois autres sont inscrits :
- Les fonts baptismaux se présentent sous la forme d'une cuve baptismale à infusion placée sur un pied. Ils sont taillés dans un bloc de pierre monolithe, et mesurent 95 cm de hauteur et 75 cm de diamètre. Louis Régnier les datent de la première moitié du XIIIe siècle. Le pied cubique est cantonné de quatre colonnettes munies de bases moulurées d'un petit et d'un grand tore. Ce profil se continue en bas du cube. Les colonnettes ne possèdent pas de chapiteaux à proprement parler. Leur fonction est assumée par la cuve, qui est fortement évasée en sa partie inférieure. Elle y est sculptée de feuilles de chêne et de feuilles trilobées. En haut, la cuve est verticale, et se termine par une frise de fleurettes à cinq pétales inscrites dans des médaillons circulaires. Ces fonts baptismaux sont classés au titre immeuble depuis 1862. Leur état est mauvais. La cuve est cassée, et toute une partie de la cuve se désolidarise du support. La pierre est rongée par l'humidité. Des fonts similaires sont signalés à Marquemont et Tourly[31],[32].
- Le haut-relief représentant des enfants lisant est en bois, et sculpté dans un seul bloc. Accroché devant la tribune occidentale, il mesure environ 200 cm de largeur, et date du milieu du XVIIe siècle. L'œuvre est légèrement endommagée. Elle provient du Palais-Royal de Paris, et aurait été offerte avec plusieurs autres par le duc Louis-Philippe d'Orléans à son chancelier M. Lemoyne de Bellisle, seigneur de Lavilletertre. L'on voit un groupe de trois enfants allongés, réunis autour d'un livre. Ils sont joufflus et potelés ; quelques tissus drapés leur couvrent partiellement le corps. Louis Régnier parle d'une œuvre charmante de grâce et de souplesse, qui ne serait pas indigne des grands noms de Jacques Sarrazin, Philippe de Buyster ou Gérard van Opstal. Le classement au titre objet est intervenu en novembre 1912[33],[32].
- L'ensemble de deux monuments funéraires de Jean-Baptiste Lemoyne de Bellisle, dernier seigneur de Lavilletertre, mort le 16 juin 1821, et de Louis René, comte des Courtils, dernier seigneur de Bouconvillers, mort le 30 décembre 1819, est en marbre noir, et a été érigé en 1822 par la veuve du dernier. Ils sont scellés dans le mur oriental du croisillon nord, et sont donc classés au titre immeuble avec l'église. Les deux éléments mesurent 270 cm de hauteur pour 95 cm de largeur, ont seulement 10 cm d'épaisseur. Ce sont, pour l'essentiel, des plaques sous la forme d'une pyramide aigüe au-dessus d'un soubassement rectangulaire. Chacune des deux pyramides est couronnée d'une urne en marbre blanc. La partie supérieure des pyramides est gravée d'une longue épitaphe en petits caractères. Celui de Lemoyne de Bellisle est en latin. En bas, un médaillon représentant la tête du défunt en profil y est incrusté. Les soubassements arborent au milieu un second médaillon, qui représente les armoiries du défunt. Les quatre médaillons ont été sculptés par Jean-Marie Nogaret, Paris[34].
- La petite cloche en bronze de 69 cm de diamètre datant de 1609 proviendrait de l'église de Saint-Cyr-sur-Chars, sur l'actuelle commune de Lavilletertre. Elle est décorée d'un Christ en croix et des instruments de la Passion, et porte l'inscription suivante : « 1609 je fus faicte par Marc de Moreul chevalier seigneur de Saint Cyr et nommée Juliette par Anne de / Moreul fille dudit seigneur / N. Leclerc / à Ponthoise ». Cette clochette est classée depuis novembre 1912[35] (sans illustration).
- La statue de la Vierge à l'Enfant dans la nef, à gauche de la pile nord-ouest du clocher, est en pierre calcaire, et date du XVIe siècle. Le visage de la mère est mutilé, son bras droit et la main et le pied droits de l'Enfant manquent. Cette œuvre est inscrite août 1989[36].
- Le grand bas-relief représentant l'Annonciation faite à Marie par l'archange Gabriel, accroché au nord du chœur, est en bois. Il date du XVIIe siècle, et est inscrit depuis août 1989 en tant que tableau[37].
- Le retable du chevet se compose de trois panneaux en bois sculpté du XVIIe siècle. Le panneau central est cintré, et affiche un bas-relief représentant l'Ascension de Jésus-Christ. Les deux autres panneaux sont cantonnés de pilastres ioniques, et comportent chacun un bas-relief ornemental, dont les motifs sont des ustensiles liturgiques entremêlés à des branches d'olivier, de rose ou de vigne. À gauche, l'on distingue un ostensoir, une navette à encens et un encensoir ; et à droite, un calice, des burettes, un goupillon et un bénitier portatif. Cet ensemble est également inscrit depuis août 1989[38].

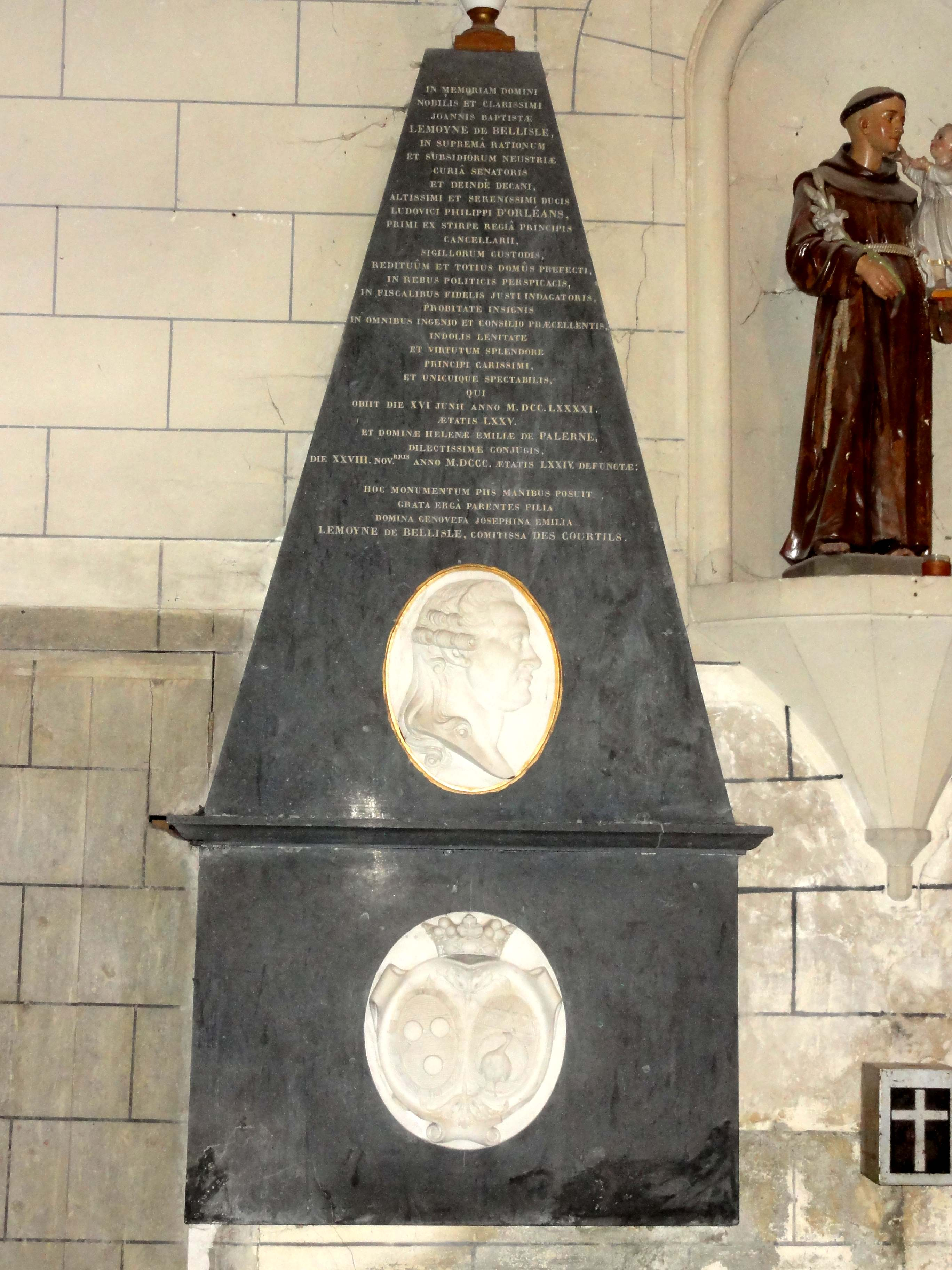
Monument funéraire.
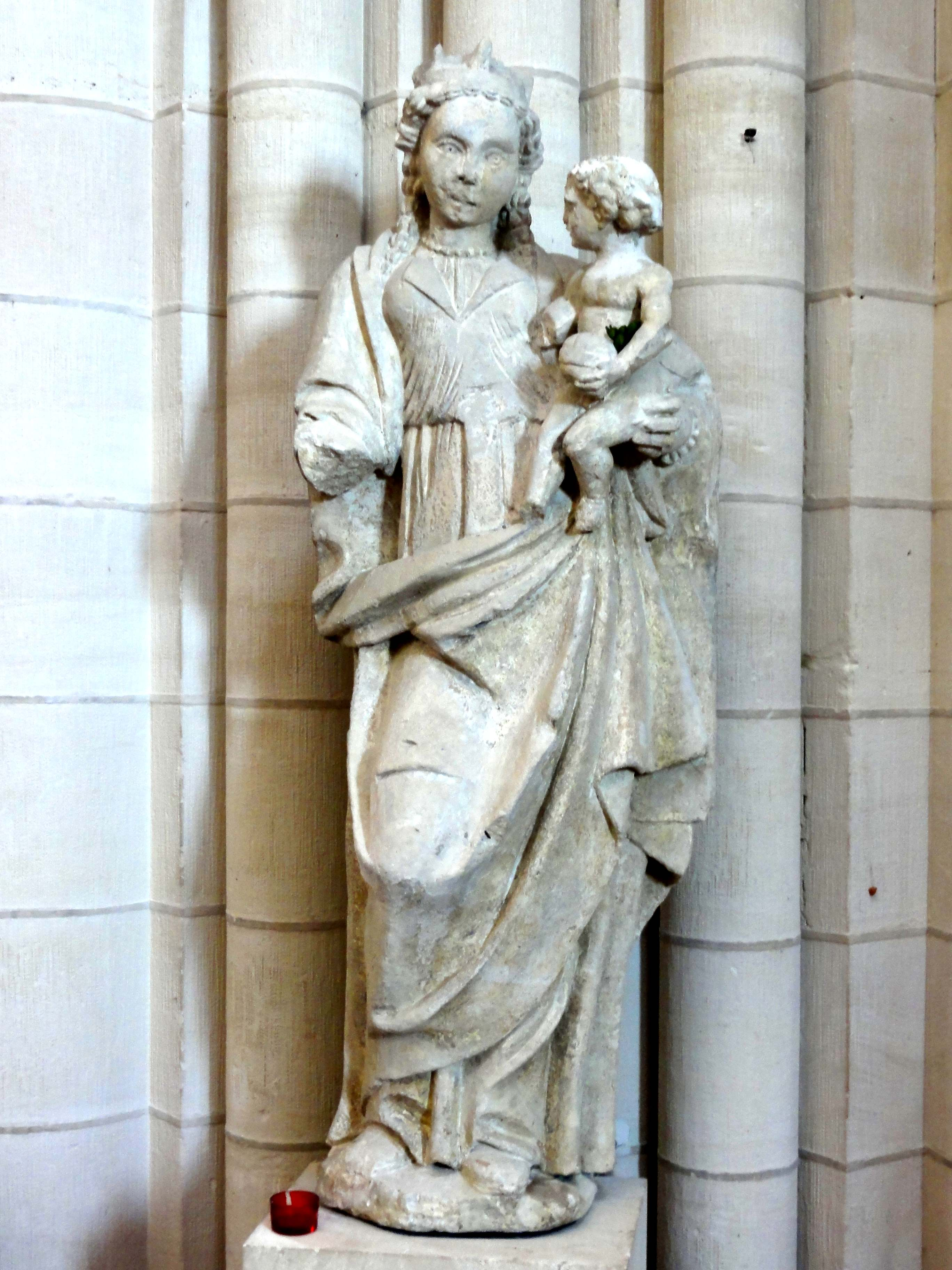
Vierge à l'Enfant.
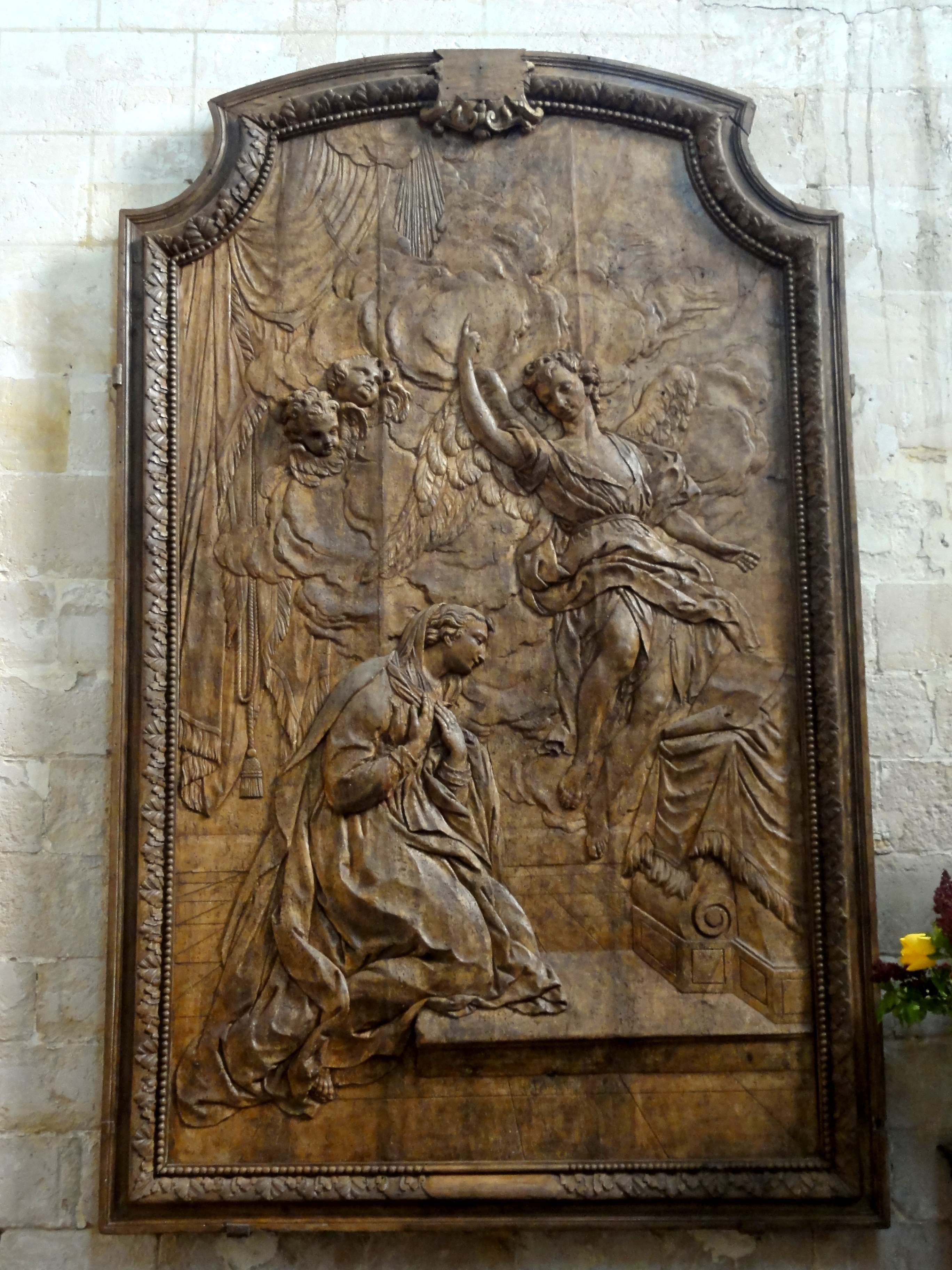
Bas-relief - L'Annonciation.
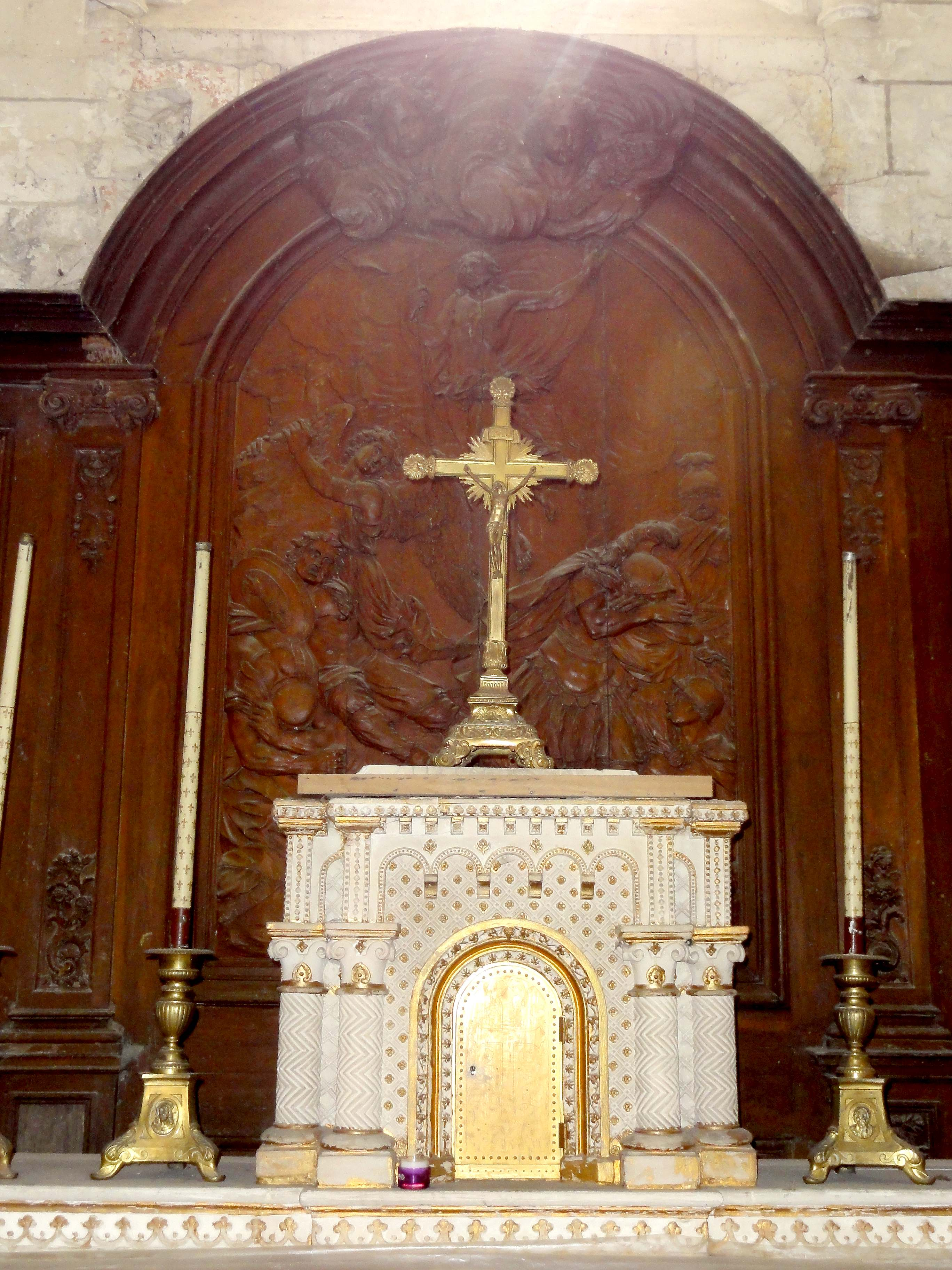
Retable, panneau central.
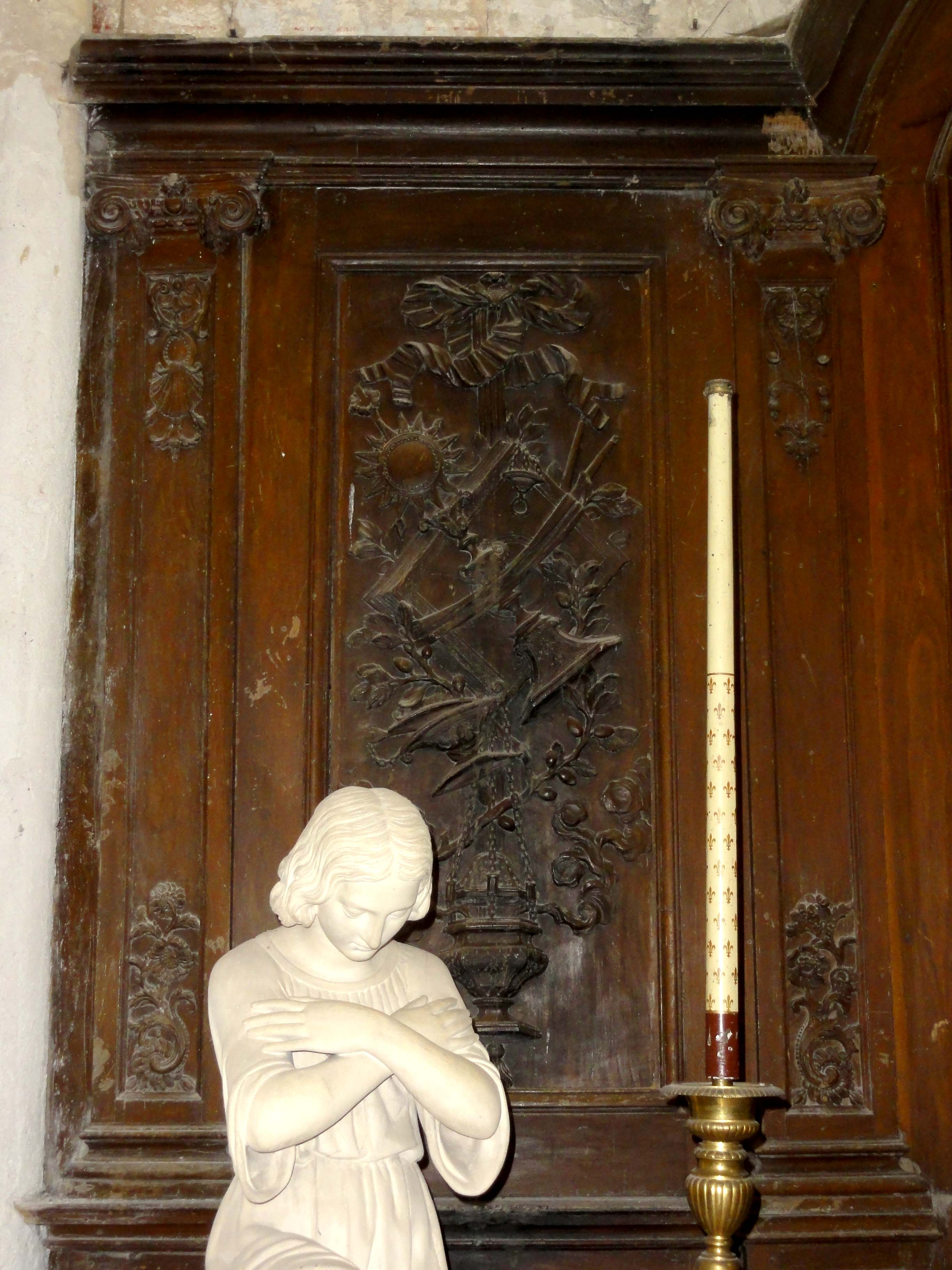
Retable, panneau latéral.